# Wohnhaus Regentenstraße 19 (Berlin)

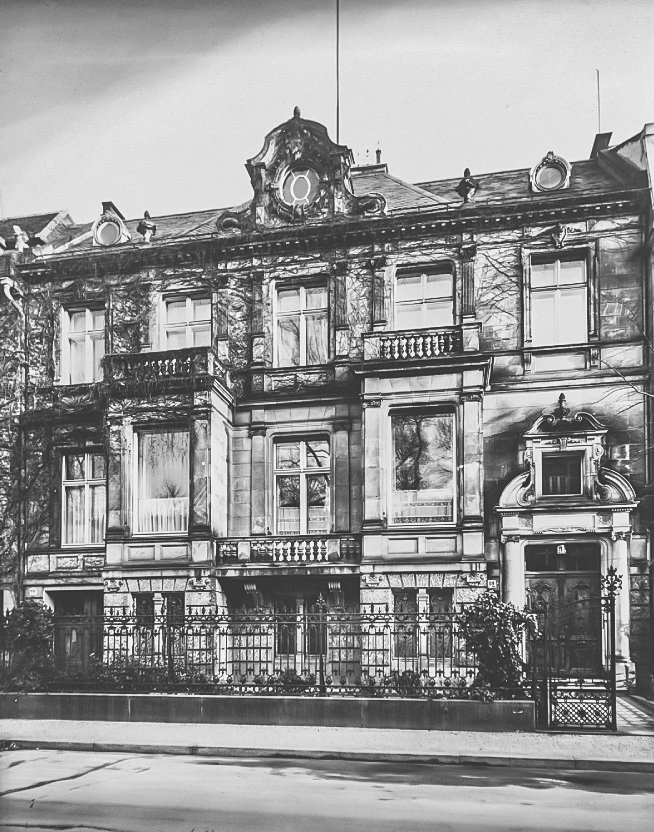
Regentenstraße 19 um 1900

Das Wohnhaus Regentenstraße 19 war eine von den Architekten Kayser & von Großheim 1894 für den Ethnologen und Forschungsreisenden Wilhelm Joest erbaute Stadtvilla in Berlin-Tiergarten. Nach dessen frühen Tod kaufte der Unternehmer und Kunstsammler Eduard Arnhold das Palais und ließ es für die Präsentation seiner Sammlung 1899 und 1912 wesentlich umbauen und erweitern. Die Villa, von Arnhold selbst gelegentlich scherzhaft als Regentenhof bezeichnet, verfügte nach diesen Umbauten über mehr als 1000 Quadratmeter Wohnfläche. Mit zwei Oberlichtsälen war das Haus zentraler Aufbewahrungsort der im Urteil des Museumsdirektors Hugo von Tschudi bedeutendsten Privatsammlung Deutschlands ihrer Zeit. Bei der Umbenennung der Regentenstraße in Grossadmiral-Prinz-Heinrich-Straße 1935 erhielt das Haus neu die Nummer 13. Im September 1938 sahen sich die Erben Arnholds gezwungen, das Haus dem Staat zu verkaufen. Wie die Nachbarhäuser sollte es abgerissen werden für den von Wilhelm Kreis entworfene Gebäudekomplex für das Oberkommando des Heeres, der hier nach den Planungen der Nationalsozialisten entstehen sollte. Nachdem zunächst die Bauleitung für das Großprojekt ins Haus gezogen war, stoppte der Beginn des Zweiten Weltkriegs im September 1939 die Arbeiten. Im Februar 1945 zerstörte ein Bombenangriff das Haupthaus weitgehend. Das Grundstück, seit 1945 mit der Adresse Hitzigallee 13, ist heute mit seinen Nachbarparzellen und der eingezogenen nördlichen Regentenstraße bebaut mit der 1998 eröffneten Gemäldegalerie.

## Lage und Vorgängerbau

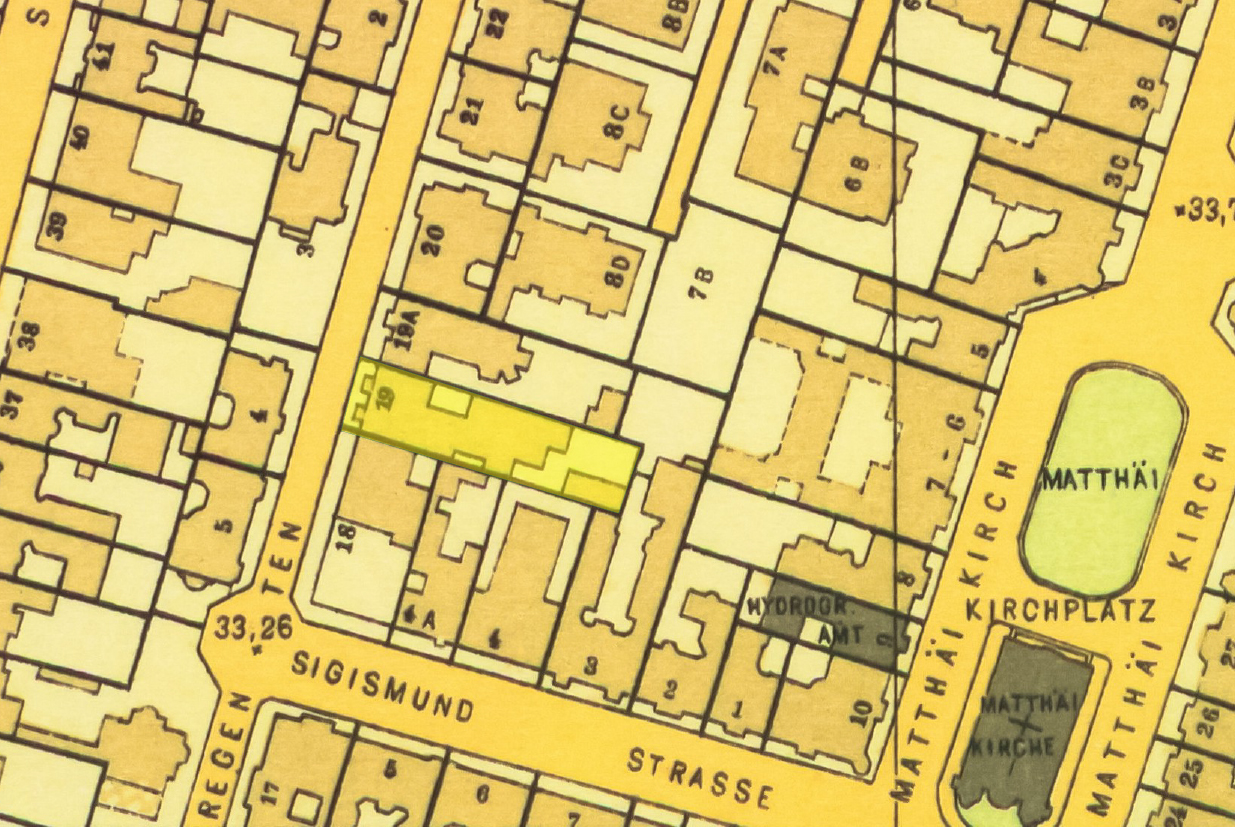
Lageplan mit Zustand um 1910

Das Wohnhaus Regentenstraße 19 gehört zu den Nachfolgebauten der Villa Lehmann. Die vom Architekten Gustav Adolph Linke für den Stadtgerichtsrat Julius Carl Lehmann entworfene Villa stand auf dem nördlichen Eckgrundstück Sigismundstraße/Regentenstraße, der heutigen Hitzigallee. Die Regentenstraße hatte der verstorbene Besitzer der Villa Lehmann 1859 als Bauinvestor auf dem Grundstück Tiergartenstraße 9 als Verbindungsstraße zwischen Tiergartenstraße und Grabenstraße, dem heutigen Reichpietschufer anlegen lassen. Nach seinem Tod verkauften die Erben das große Grundstück 1893 dem Architekturbüro Kayser & von Großheim, das die Villa Lehmann und Nebengebäude abreißen und das Gelände neu parzellieren ließ. Auf den nunmehr fünf Grundstücken entstanden vier Stadtvillen, darunter die heute noch erhaltene, in die Gemäldegalerie integrierte Villa Parey, sowie das Hofmann-Haus. Diese Neubebauung widerspiegelt typisch einerseits die zunehmende Verdichtung der Bebauung im Tiergartenviertel, andererseits aber auch das Vordringen institutioneller und staatlicher Bauherren in das bisherige Wohnviertel, das sich durch das Wachstum Berlins zu einer zentralen Lage entwickelte.

## Käufer und Bauherr
Einer der ersten Käufer der neuen Bauparzellen war der Ethnologe und Forschungsreisende Wilhelm Joest. Nach seiner Heirat mit Clara vom Rath (1860–1917) im März 1885 hatte sich das Ehepaar in Berlin niedergelassen, wo es an der nahegelegenen Bendlerstraße 17 wohnte. Bereits zu Beginn des Jahres 1889 brach er wieder zu einer Forschungsreise nach Südamerika auf. Nach seiner Rückkehr lebte er in Berlin und erwarb 1893 die Parzelle Regentenstraße 19, vermutlich bereits mit dem Projekt der Architekten Heinrich Joseph Kayser und Karl von Großheim. Joest besaß eine umfangreiche Sammlung ethnologischer Objekte, damals die siebtgrößte Deutschlands, die er im Haus unterbringen wollte. Bereits am 17. September 1893 reichten die Architekten im Auftrag des Besitzers die Pläne für den Neubau einer Stadtvilla ein. Ein abgeändertes Bauprojekt von 31. Oktober berücksichtige einige Bedenken der Baupolizei, u. a. wurde das Nebentreppenhaus in Hinterhaus vom Lichthof an die Fassade verschoben und auf ein Treppenturm an der Gartenfassade verzichtet. Die Baupolizei stellte den Bauschein am 11. Dezember 1893 aus. Die Ausführung erfolgte im Verlauf des Jahres 1894. Im Folgejahr 1895 verzeichnet das Berliner Adressbuch Joest erstmals an der Regentenstraße 19.

## Baubeschreibung

### Hauptgebäude
Das Grundstück war 17 Meter breit und 62 Meter tief, wobei ein 4,6 Meter tiefer Streifen an der Regentenstraße als Vorgarten nicht bebaubar war. Weitere Bauvorschriften erforderten, dass von den 972 Quadratmetern Bauland ein Drittel als Hofraum unbebaut blieb. Das Wohnhaus gliederte sich in ein dreigeschossiges Vorderhaus, einen Seitenflügel und ein Hinterhaus sowie ein kombiniertes Stall- und Remisengebäude an der hinteren Grundstücksgrenze. Aufgrund der Platzverhältnisse waren Vorderhaus, Seiten- und Querflügel um den Hof so eng zusammengerückt, dass sie nicht mehr als eigene Einheiten wahrnehmbar waren.
Ein schmiedeeiserner Gartenzaun auf einem Granitsockel trennte Vorgarten und Haus von Straße. Im Sockelgeschoss führte eine mit zwei Torflügeln verschließbare Durchfahrt in den Hof mit einer Fläche von 60 Quadratmetern. Er lag etwas tiefer als das Straßenniveau, weshalb die mit 4,3 Metern Breite und 2 Metern Höhe den baupolizeilichen Minimalanforderungen genügende Durchfahrt ein leichtes Gefälle aufwies. Auf der rechten Seite führte der repräsentative Hauseingang in den zweigeschossigen Eingangsbereich mit massiver Steintreppe ins Hochparterre. Zwischen den beiden Eingängen lag die Wohnung des Pförtners. Von der Durchfahrt erschloss ein kleinerer Vorplatz mit zwei getrennten Korridore das Haupttreppenhaus und den Heizungsraum mit der Zentralheizung und den zugehörigen Lagerräumen für Kohle und Brennholz.
Nach dem Hof folgte eine zweite Durchfahrt unter dem Querflügel zum Garten und dem Stall- und Remisengebäude. In der Vorfahrt befand sich ein weiter Eingang, der die Wirtschaftsräume erschloss. Herzstück war die Küche mit Spülküche und dem Anrichteraum mit Speiseaufzug. Dazu kamen die Speisekammer und Lagerräume, getrennt nach Rot- und Weißwein. Anstoßend an die Küche erstreckten sich entlang des Lichthofs die Waschküche und die Bügelstube. An der südlichen Grundstücksgrenze sorgte ein weiterer Lichthof mit einem unterirdischen Frischluft-Zuführungskanal aus dem Garten für Licht und Luft in Spülküche und Anrichte. Direkt neben der Küche verpflegte sich das Personal in seinem gesonderten Esszimmer. Ein Nebentreppenhaus mit eiserner Treppe verband die Wirtschaftsräume mit den Repräsentationsräumen im Hochparterre.
Im zweigeschossigen Haupttreppenhaus des Vorderhauses gelangten die Besucher über die massive Steintreppe ins Hochparterre. Dort verband eine Tür direkt mit dem Herrenzimmer an der Straßenseite. Wie das über der Durchfahrt liegende Zimmer der Dame verfügte es über einen erkerartigen Vorbau, hatte aber zusätzlich Zugang zum Balkon. Hinter dem Zimmer der Dame, abgeschirmt von der Straße gegen den Hof, folgte der Salon. Ein vom Hof her beleuchteter Vorraum diente als zentraler Verteiler zu Salon, Speisezimmer sowie Herrenzimmer. Vom Vorplatz, erhellt durch ein Oberlicht, führte die Fortsetzung der Haupttreppe, nun in Holz ausgeführt, zu den privaten Wohnräumen im zweiten Obergeschoss. Der Speisesaal war mit 6,2 Meter Breite und 13 Metern Länge der größte Gesellschaftsraum. Ergänzt wurde er auf der linken Seite durch das über der Durchfahrt gelegene Billardzimmer und gegen den Garten durch ein verandaartiges Blumenhaus und eine überdachte Terrasse, von wo man über eine Treppe in den Garten im zweiten Hof herabsteigen konnte. Für die rund 4,3 Meter hohen Repräsentationsräume ist eine farbenprächtige Innenausstattung mit reichen Stuck- und Holzarbeiten anzunehmen. Auf der rechten Seite verband die Nebentreppe mit der Küche und dem Dienerzimmer im Halbgeschoss zwischen Hochparterre und zweiten Obergeschoss. Licht erhielten diese Nebenräume durch den kleinen Lichthof, in dem sich auch der Speiseaufzug befand.
Im ersten Obergeschoss endete das Haupttreppenhaus. Einen Vorplatz erschloss die Schlafzimmer der Dame und des Herrn. Beide Zimmer mit Balkon auf die Straße verfügten über ein eigenes Bad und eine eigenen Ankleideraum, im Grundriss als Toilette bezeichnet. Ein Korridor führte zu weitere Zimmer im Seitenflügel und im Hinterhaus, die sich als Gäste- oder Kinderzimmer nutzen ließen. Denkbar ist, dass Wilhelm Joest neben den Repräsentationsräumen einige dieser Zimmer für die Präsentation seiner Sammlung nutze. Zur Ausstattung gehörte auch ein Tresorraum, leicht erhöht wegen des darunterliegenden Dienerzimmers im Zwischengeschoss.
Das zweite Obergeschoss war im Vorderhaus und Seitenflügel als Dachgeschoss gegen die Straße und den großen Lichthof ausgebildet. Der Bodenraum über dem Vorderhaus war nicht weiter ausgebaut, vielleicht um Lärmbelästigungen in den darunterliegenden Schlafzimmern der Herrschaften zu vermeiden. Der Bodenraum ließ sich direkt erreichen durch eine eiserne Verbindungstreppe im Vorderhaus oder durch einen Korridor im Seitenflügel. Das zweite Obergeschoss im Querflügel war als Vollgeschoss ausgebildet, bedeckt von zwei sehr flachen Satteldächern mit First parallel zur Straße. Hier befanden sich wie im Seitenflügel Zimmer für die Bediensteten, einige davon sogar mit Balkonen gegen den Hof oder den Garten. Den Angestellten stand ein gemeinschaftliches Bad zur Verfügung. Eine eiserne Leiter mit Ausstiegsluke bei der Nebentreppe erlaubte dem Schornsteinfeger auf die Dächer zu gelangen.

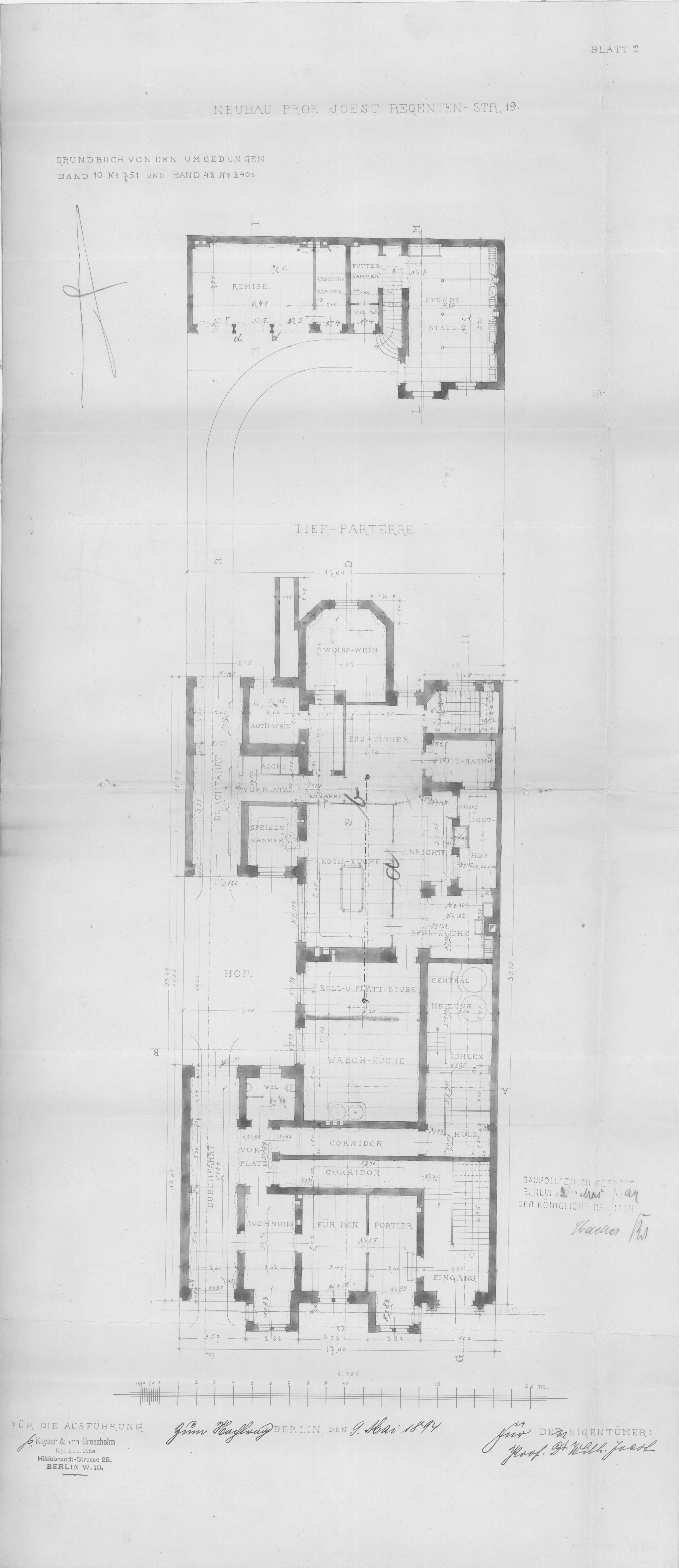
Grundriss Tiefparterre
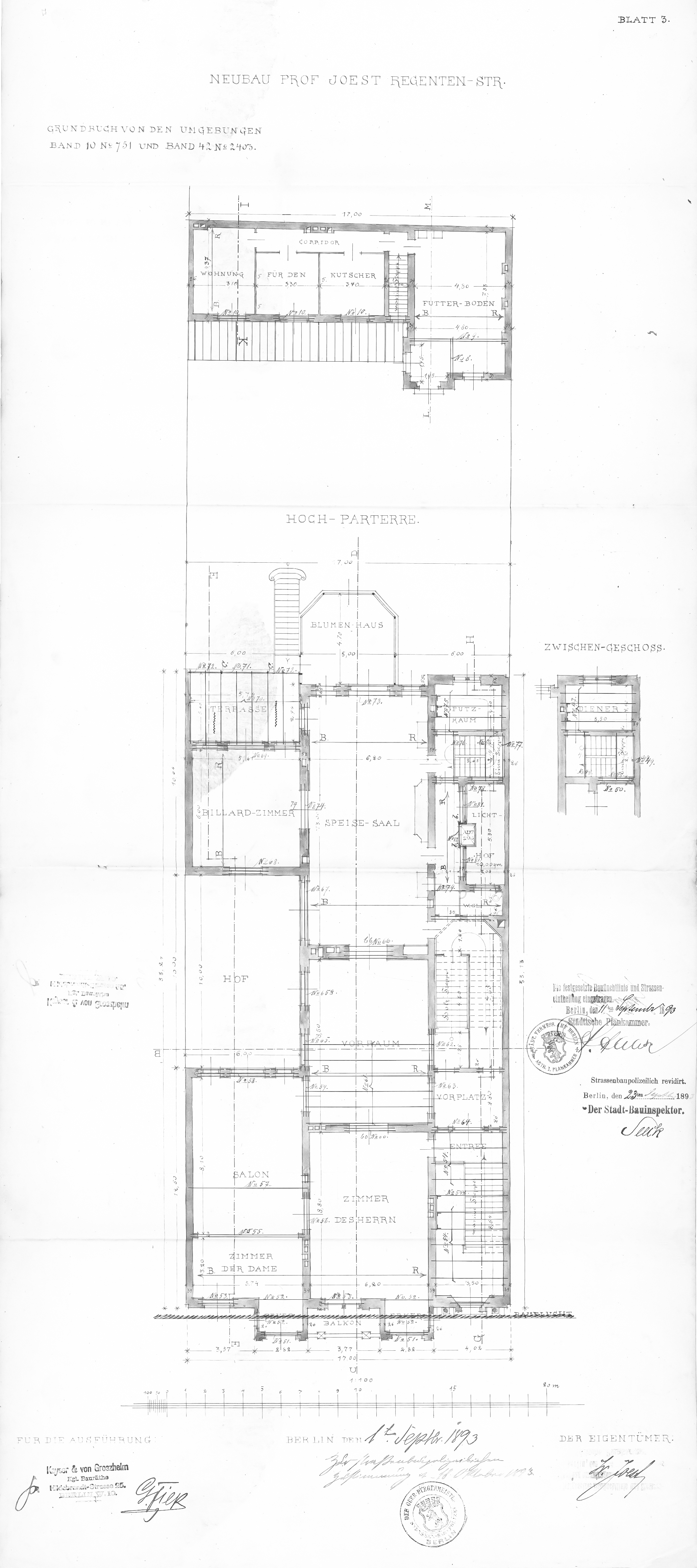
Grundriss Hochparterre
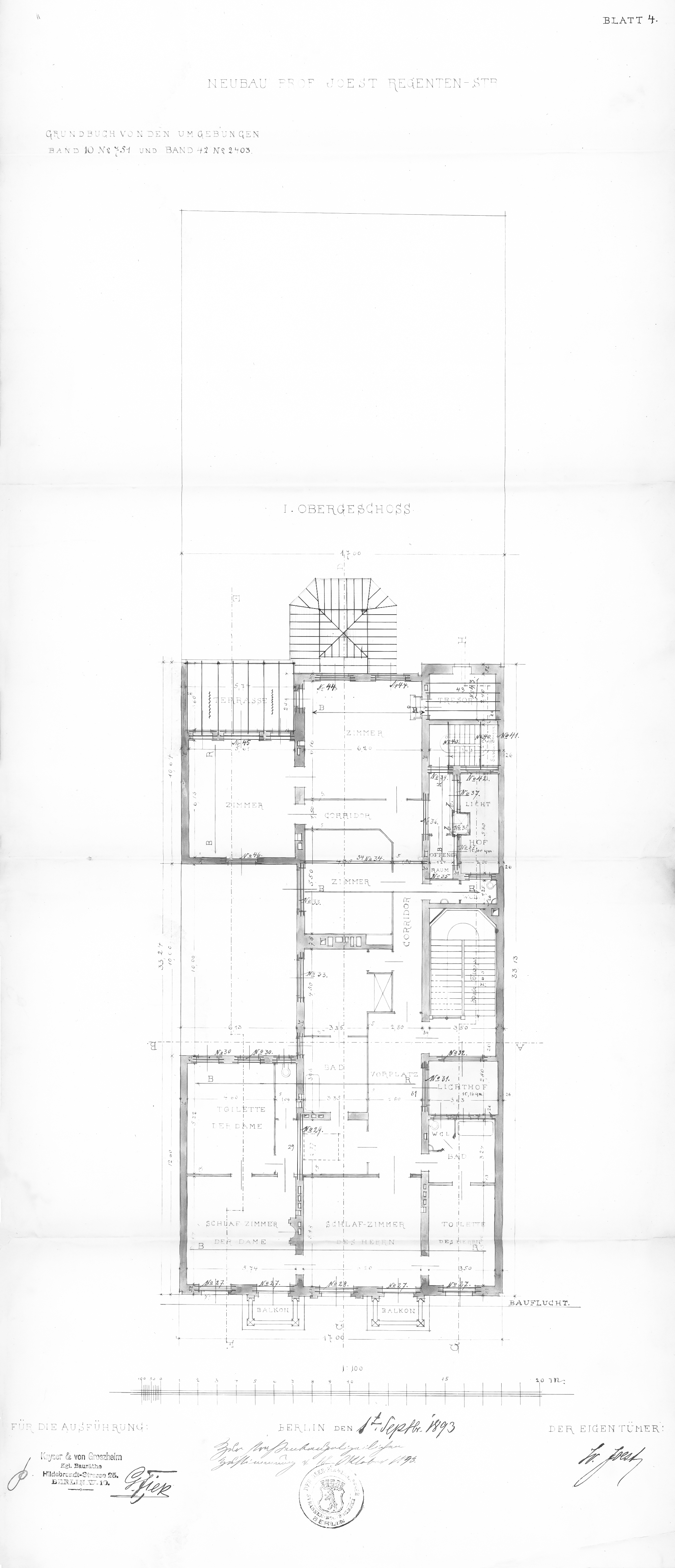
Grundriss 1. Obergeschoss
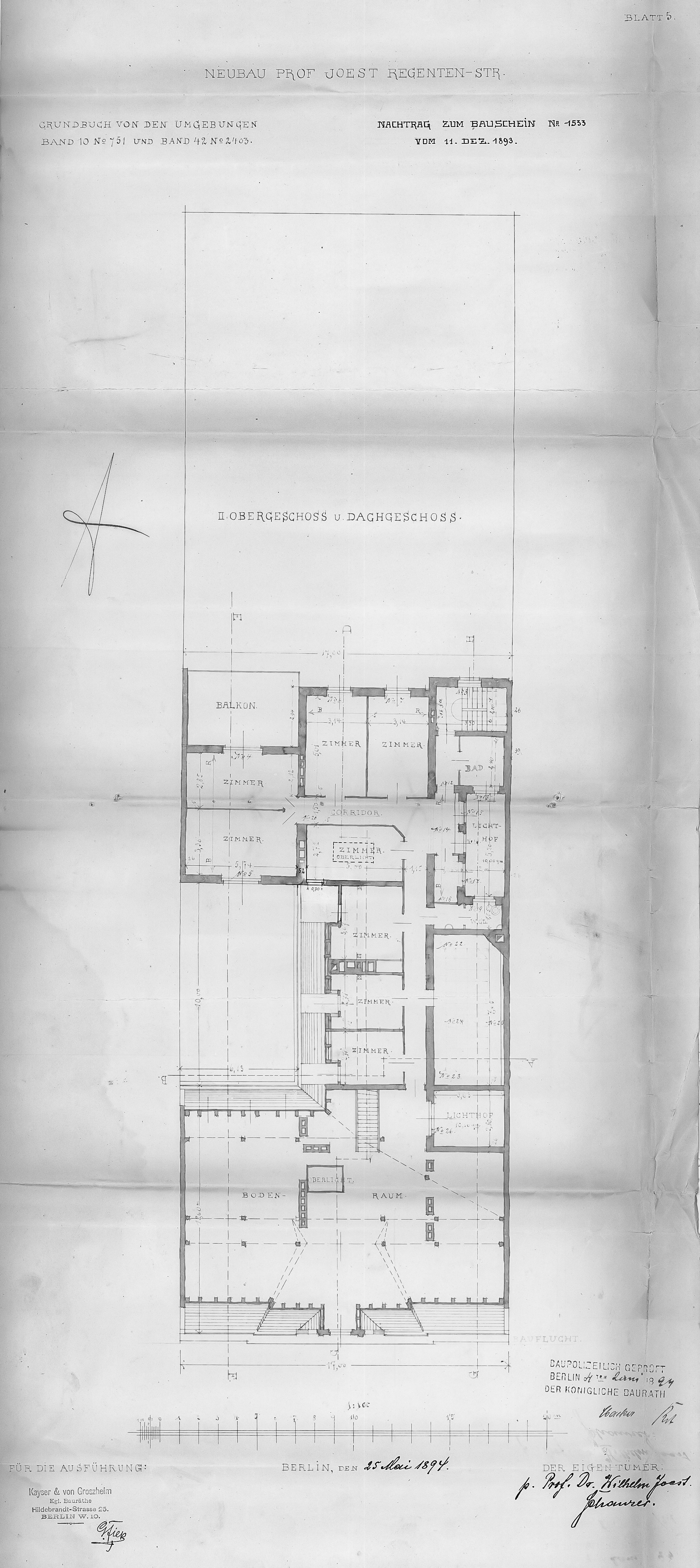
2. Obergeschoss und Dachgeschoss

### Fassaden des Hauptgebäudes

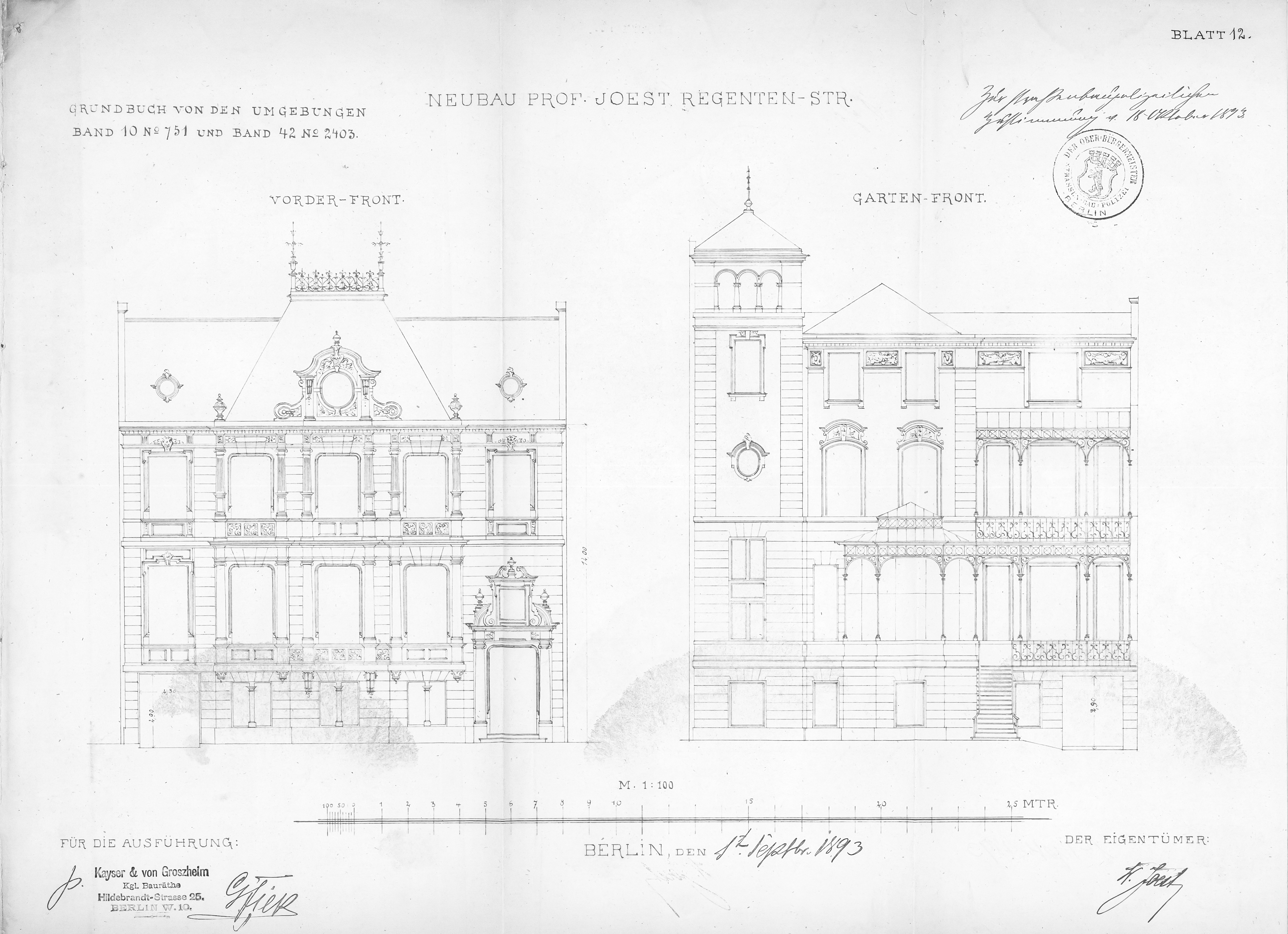
Straßen- und Gartenfassade

Die historistische Straßenfassade aus Sandstein nutze die maximal zulässige Höhe in der Bauflucht von 12 Metern. Im leicht rustifizierten Sockelgeschoss unterteilten eingestellte Säulen mit dorischem Kapitell die Fenster der Pförtnerwohnung. Während die Durchfahrt auf der linken Seite schmucklos gestaltet war, erhielt das Eingangsportal auf der rechten Seite eine aufwändige Gestaltung. Gerahmt von zwei Halbsäulen mit ionischen Kapitellen durchbrach es mit seinem Architrav und dem aufgesetzten gesprengten Segmentgiebel mit eingelassenem rechteckigen Fenster die Grenze zwischen Tief- und Hochparterre. Damit trat das dahinterliegende zweigeschossige Entree gegen außen in Erscheinung. Die erkerartigen Vorbauten in der zweiten und vierten Achse waren im Hochparterre als Erker mit großen, sprossenlosen Fenstern ausgebildet. Eingefasst durch Pilaster mit ionischen Kapitellen sorgten sie für gute Beleuchtung durch Tageslicht in den dahinter liegenden Repräsentationsräumen. Dazwischen in der Mittelachse stützten Konsolen einen Balkon, zugänglich durch ein gleichartig gestaltetes Fenster. Seine Brüstung wurde nicht wie in den Plänen vorgesehen als ornamentierte Steinplatte, sondern als Balustrade ausgeführt. Im zweiten Obergeschoss gingen die Vorbauten in zwei Balkone über, ebenfalls abweichend von den Plänen mit Balustraden. Die Fenster in dieser Etage wurden eingefasst durch aufwändigere kannelierte Pilaster mit Postamenten. Über dem Kranzgesims folgte das mit Schiefer eingedeckte Dach. Das walmdachartige steile Dach, akzentuiert mit Firstspitzen und Firstgittern, über der zweiten bis vierten Achse erweckte die Illusion eines Risaliten und ging links und rechts in das flachere Dach über den übrigen Achsen über. Der Volutengiebel in der Mittelachse verstärkt dieses Illusion. Sein großes längsovales Fenster erhellte zusammen mit den Dachgauben in der ersten und fünften Achse das Dachgeschoss.
Die Gartenfassade war bis zum ersten Obergeschoss ebenfalls mit Sandstein verkleidet, das Tiefparterre rustifiziert. Die filigranen, eher verspielten gusseisernen Elemente der Terrassen- und Balkonbrüstungen sowie des verandaartigen Blumenhauses mit seiner Verglasung bildeten einen interessanten Kontrast zur eher strengen Fassadengestaltung in den unteren Geschossen. Im ersten und zweiten Obergeschoss waren nur noch Fenstereinfassungen und Eckquaderung als gliedernde Elemente in Stein ausgeführt, die Fassadenflächen wurden verputzt. Unter dem Dachgesims zog sich zwischen den Fenstern des zweiten Obergeschosses ein Fries mit kartuscheartigen Verzierungen. Das ursprünglich in den Plänen vorgesehene Türmchen wurde nicht ausgeführt. Aus den späteren Umbauplänen von Eduard Arnhold geht hervor, dass die Fassade des großen Hofes mit Stein verkleidet war. Für den kleineren Lichthof ist eine für die Bauzeit übliche Verblendung mit hellen, eventuell glasierten Ziegeln anzunehmen.

### Stall- und Remisengebäude
Entlang der östlichen Grenze des Grundstücks erstreckte sich das Stall- und Remisengebäude. Es verdeckte die Brandmauer und bildete den malerischen Abschluss des Gartens, entsprechend war es mit Türmchen, Schweifgiebel, dekorativen Mauerankern und Schornsteinaufsätzen aufwändiger gestaltet als ein reines Wirtschaftsgebäude. Die Fassade war mit Ziegeln verblendet, die gliedernden Elemente wie Fenstereinfassung und Brüstungen aus Sandstein. Die Segmentbogenfenster des Stallgebäudes mit Schlussstein waren etwas einfacher gestaltet als die mit Segmentgiebeln verdachten Fenster der Kutscherwohnung. Den Vorplatz vor der Remise bedeckte ein Glasdach. Im Erdgeschoss befand sich neben dem Abstellplatz für die Fahrzeuge die Geschirrkammer, die Futterkammer, eine Toilette und der Pferdestall mit vier Boxen. Eine offene Treppe führte ins Obergeschoss zur Wohnung des Kutschers über der Remise und dem Futterboden über dem Stall. Die Fotografie des Hofes der zeitgleich ebenfalls vom Architekturbüro Kayser & von Grossheim erbauten benachbarten Villa Parey gibt Hinweise auf die mögliche Gestaltung des Gartens – mit Granitkanten eingesäumte Wege und Rasenflächen, mit Buchshecken eingefasste Blumenbeete und Kübelpflanzen.

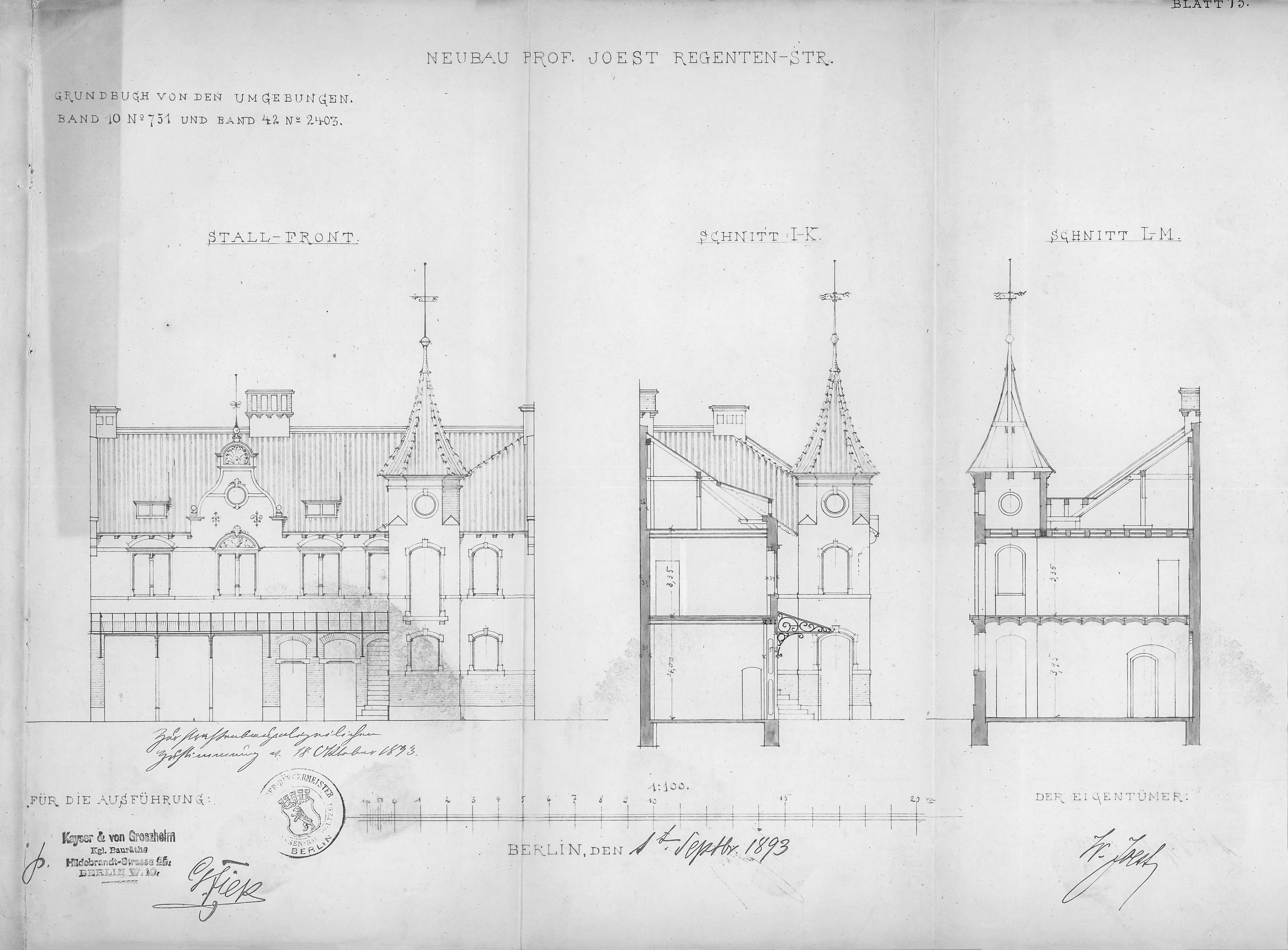
Schnitte und Fassade Stall- und Remisengebäude
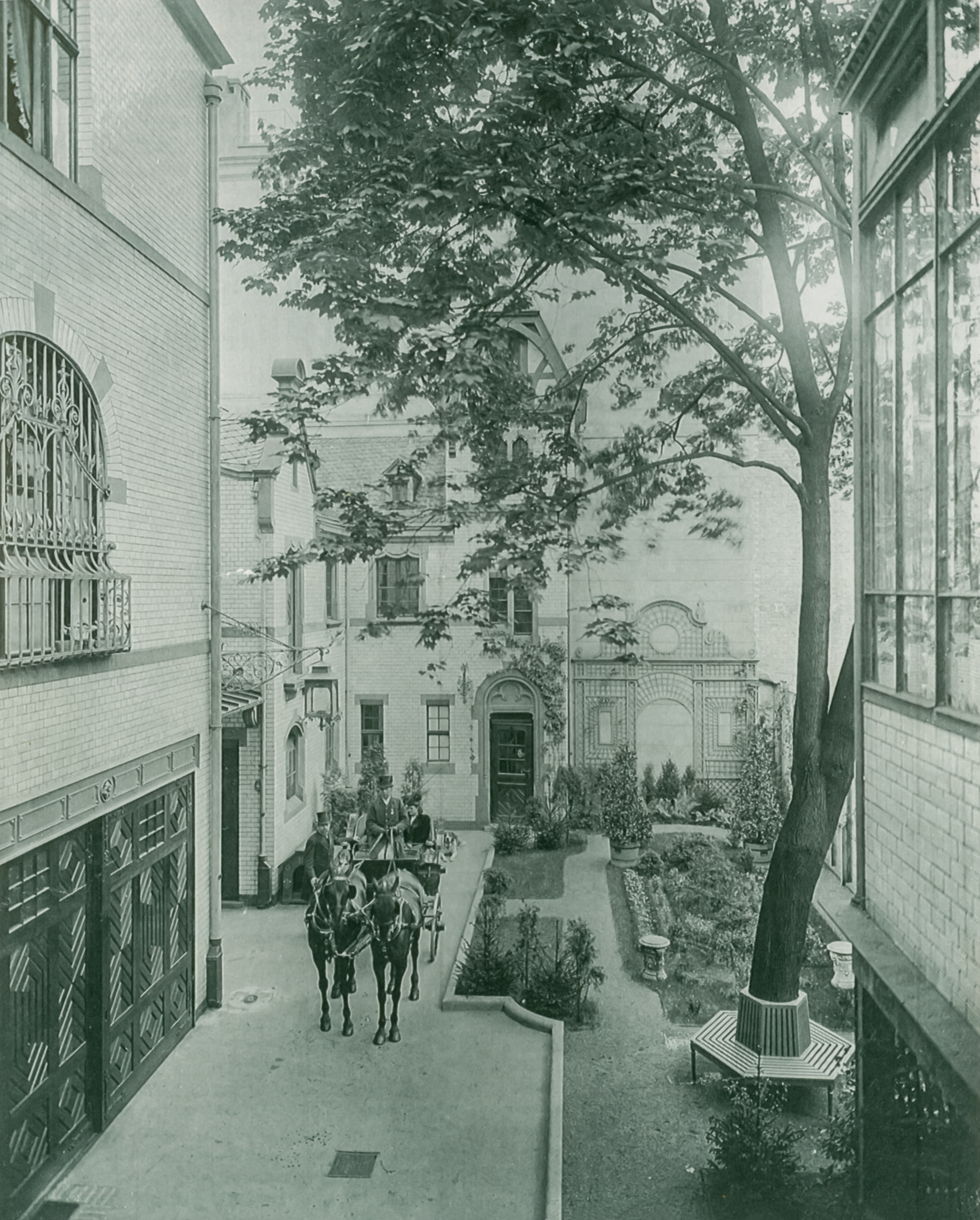
Ansicht des Hofes der Villa Parey mit dem ähnlich gestalteten Garten

## Verkauf an Eduard Arnhold
1896 wurde die Ehe von Wilhelm Joest und Clara von Rath geschieden. Im Mai 1897 trat Joest eine Forschungsreise nach Australien und in die Südsee an, wo er am 25. November 1897 überraschend auf den Banks-Inseln verstarb. Erbin seines Vermögens und damit des Hauses sowie seiner Sammlung war seine Schwester Adele Rautenstrauch. Die Sammlung ihres Bruders schenkte sie gemeinsam mit ihrem Mann der Stadt Köln. Die rund 3400 Objekte bildeten den Grundstock des Rautenstrauch-Joest-Museums. Auch die Berliner Museen gingen nicht leer aus – Joest hinterließ dem Ethnologischen Museum eine Stiftung von 300.000 Mark, deren Zinsen für wissenschaftliche Expeditionen und Erwerbungen verwendet werden sollten. Adele Rautenstrauch verkaufte das Haus Regentenstraße 19 im November 1898 dem Unternehmer und Kunstsammler Eduard Arnhold. Er war seit 1888 Mieter einer herrschaftlichen Wohnung von über 350 Quadratmetern mit Gemäldegalerie im Haus Wallich an der nahegelegenen Bellevuestraße 18. Der Platzbedarf der stetig wachsenden, bedeutenden Kunstsammlung war neben dem Bedürfnis, ein eigenes Haus zu besitzen, Motivation für seinen Kauf.

## Umbauten durch Eduard Arnhold

### Anbau mit Erweiterung um den roten Saal 1899

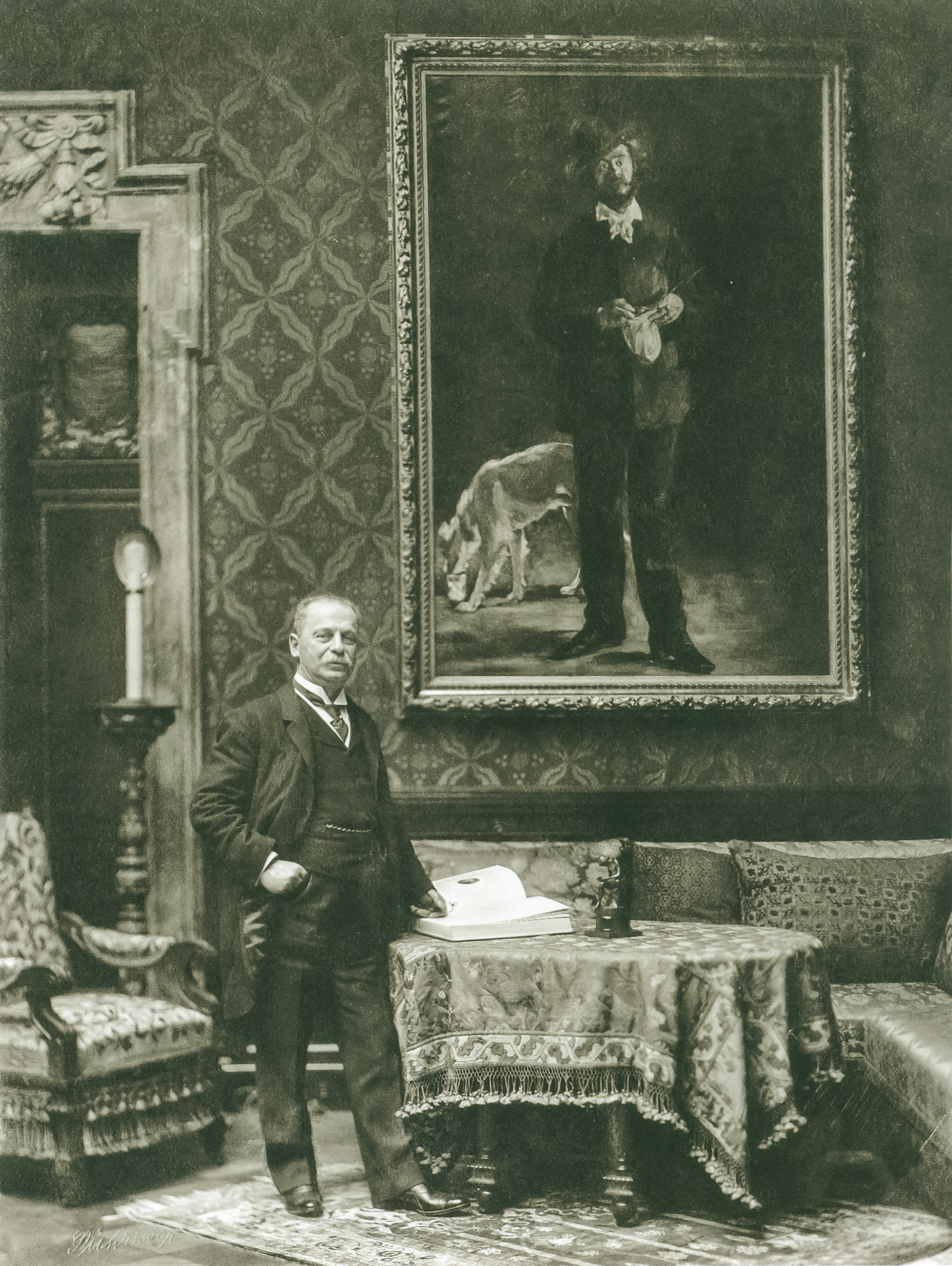
Eduard Arnhold im roten Saal vor Édouard Manets Desboutin

Arnholds Kunstsammlung war in den bisherigen Wohnräumen und dem Oberlichtsaal von ungefähr 50 Quadratmeter Fläche untergebracht. Seine Neuerwerbung verfügte jedoch über keinen Oberlichtsaal. So ließ Eduard Arnhold das Wohnhaus noch vor seinem Einzug nur wenige Jahre nach seiner Errichtung einem umfassenden Um- und Anbau unterziehen. Der Oberlichtsaal sollte an die Repräsentationsräume in Hochparterre anschließen, was nur durch einen Anbau in Richtung Garten möglich war. Dabei erwies sich als Problem, dass die bebaubare Fläche des Grundstücks bereits aufgebraucht war.
Der einfallsreiche Arnhold fand die Lösung darin, dass er ebenfalls noch 1898 das rechtwinklig anstoßende Grundstück Sigismundstraße 3 von den Erben des 1897 verstorbenen Barons Joseph von Huppmann-Valbella. erwarb. Auf der Parzelle stand ein um 1864 erbautes spätklassizistisches Wohnhaus mit vier Geschossen. Seit 1875 bis zu seinem Tod 1905 wohnte und arbeitete der von Arnhold geschätzte Maler Adolph von Menzel neben anderen Mietern darin. Dieses Nachbargrundstück verfügte noch über einen unbebauten rückwärtigen Bereich. Mit dem Übertrag einer rechteckigen Fläche von 20 Quadratmetern an der nordwestlichen Ecke des hinzuerworbenen Grundstücks auf die Parzelle Regentenstraße 19 und dem Teilabriss des kombiniertes Stall- und Remisegebäudes fand sich genügend Fläche zur Realisierung der Um- und Erweiterungspläne. Mit dem Umbau beauftragte Arnhold wiederum das Architekturbüro Kayser & von Großheim, das die Pläne im Januar 1899 einreichte. Die Ausführung erfolgte im Verlauf des Jahres. Das Berliner Adressbuch verzeichnet Arnhold erstmals 1900 an dieser Adresse.
Die Baumaßnahmen beschränkten sich nicht auf die Regentenstraße. Auch Pferdestall und Remise an der Sigismundstraße wurden teilweise abgebrochen und mit dem Stall an der Regentenstraße zu einem neuen, die Grundstücksgrenze überschreitenden Gebäude kombiniert. Geschirrkammer und Remise lagen nun im Erdgeschoss auf dem neu hinzugekommenen Grundstück. Der Stall erhielt eine neue Innentreppe zum Futterboden, von dem ein Teil abgetrennt und der neuen Kutscherwohnung im Obergeschoss zugeschlagen wurde. Das kombinierte Gebäude erhielt eine neue, im Vergleich mit der abgebrochenen Remise aber deutlich einfachere Fassade.
Die Abbrucharbeiten am Haupthaus umfassten die Verbindungstreppe in den Garten, den Weißweinkeller und das darauf aufsetzende Blumenhaus. Mit dem Umbau verdoppelte sich die Fläche des Hinterhauses beinahe, sodass sich die Gelegenheit bot, die Wirtschafts- und Nebenräume im Tiefparterre großzügiger zu gestalten. Unerlässlich für die Verbindung zum Hof und Garten war die Verlängerung der Durchfahrt, darunter lag der neue Weißweinkeller.
Der bisherige Rotweinkeller wurde zum neuen, wesentlich geräumigeren Durchgang zum vergrößerten Vorplatz zu den Wirtschaftsräumen, was die Warenanlieferung erheblich erleichterte. Das neue Rotweinlager lag parallel zur Durchfahrt, davor ein Fasslager und Packraum mit Verbindung zur Durchfahrt und mit der Treppe zum Weißweinkeller. Vom Vorraum führte ein langer Korridor zu einer Wendeltreppe, die als weitere Nebentreppe das Hochparterre erschloss. An diesem Korridor lagen gegen den Garten ein zusätzliches Dienerzimmer und die Stube der Köchin. Das bisherige Nebentreppenhaus verschob sich vor die ehemalige Gartenfassade und fand erst im Zwischengeschoss wieder Anschluss an das bestehende Treppenhaus. Die freigewordene Fläche, vereinigt mit dem ehemaligen Putzraum, wurde zur neuen Anrichte. Den Raum unter der Treppe nutzten die Architekten für die Toilette für die Angestellten, rechts davon lag das neu angelegte Bad für die Dienstboten. Die Kochküche blieb unverändert, erhielt aber eine weitere Speisekammer. Die Toilette bei der ersten Durchfahrt wurde neu vollständig dem Dienstbotentrakt zugewiesen und war nur noch von der Waschküche aus zugänglich.
Der Anstoß für den Umbau, der 14 Meter lange, 8,5 Meter breite und 8 Meter hohe glasüberdeckte Oberlichtsaal schloss sich nach einem neuen Zwischenraum anstelle der bisherigen Terrasse an den bestehenden Billardsaal an. Die rote, grobgemusterte Stoffbespannung über der ungefähr 1 Meter hohen hölzernen Wandverkleidung gab dem roten Saal seinen Namen und bot den für die Präsentation der Gemälde erforderlichen ruhigen Hintergrund. Den Übergang zwischen Wand und Oberlichtdecke bildete eine in Weiß gehaltene konkave Voute, eher zurückhaltend verziert mit Stuckaturen. Fotografien aus den 1920er Jahren belegen auch eine elektrische Beleuchtung entlang des Rahmens des Oberlichtes. Die Ausstattung des Saales mit Sitzgruppen und zwei Flügeln illustriert, dass er nicht nur für die Sammlung, sondern auch für Wohnzwecke und Veranstaltungen wie Konzerte genutzt wurde. Die Versorgung erfolgte dann über die an den Saal anschließende Anrichte mit Verbindung über die Wendeltreppe ins Untergeschoss. Das neue Wintergarten, wie das bisherige Blumenhaus in der Verlängerung des Speisesaals, war mit über 30 Quadratmetern deutlich größer als das abgebrochene. Mit Verbindung zur Nebentreppe, zum Speisesaal und zum roten Saal konnte es vielfältiger genutzt werden und als Durchgangsraum dienen. Durch den aufgelösten Putzraum und die verschobene Treppe erhielt der Speisesaal durch den Umbau eine vergrößerte Anrichte.
Johanna und Eduard Arnhold hielten keine regelmäßigen Salons ab, aber bei ihren Soireen, Konzerten und anderen Veranstaltungen trafen Vertreter der künstlerisch und intellektuellen Elite wie der Maler Max Liebermann und seine Frau Martha, der Kunsthändler Paul Cassirer, die Museumsdirektoren Hugo von Tschudi, Wilhelm von Bode und Alfred Lichtwark, der Schriftsteller Gerhart Hauptmann ein und es kamen Unternehmer wie Emil Rathenau, Franz Oppenheim und Bankiers wie Robert von Mendelssohn zu Besuch.

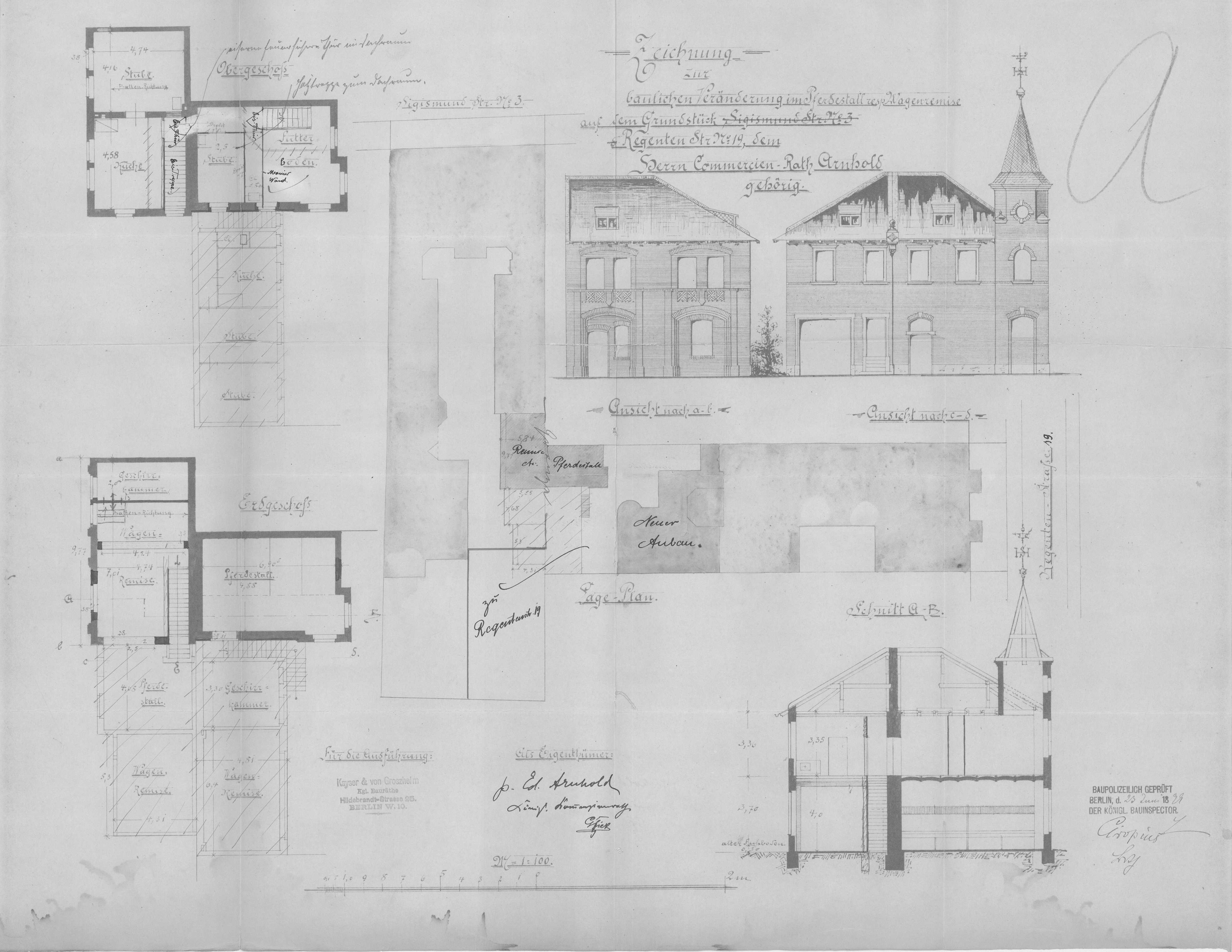
Umbau 1899 – Pferdestall Grundrisse, Schnitte und Fassaden
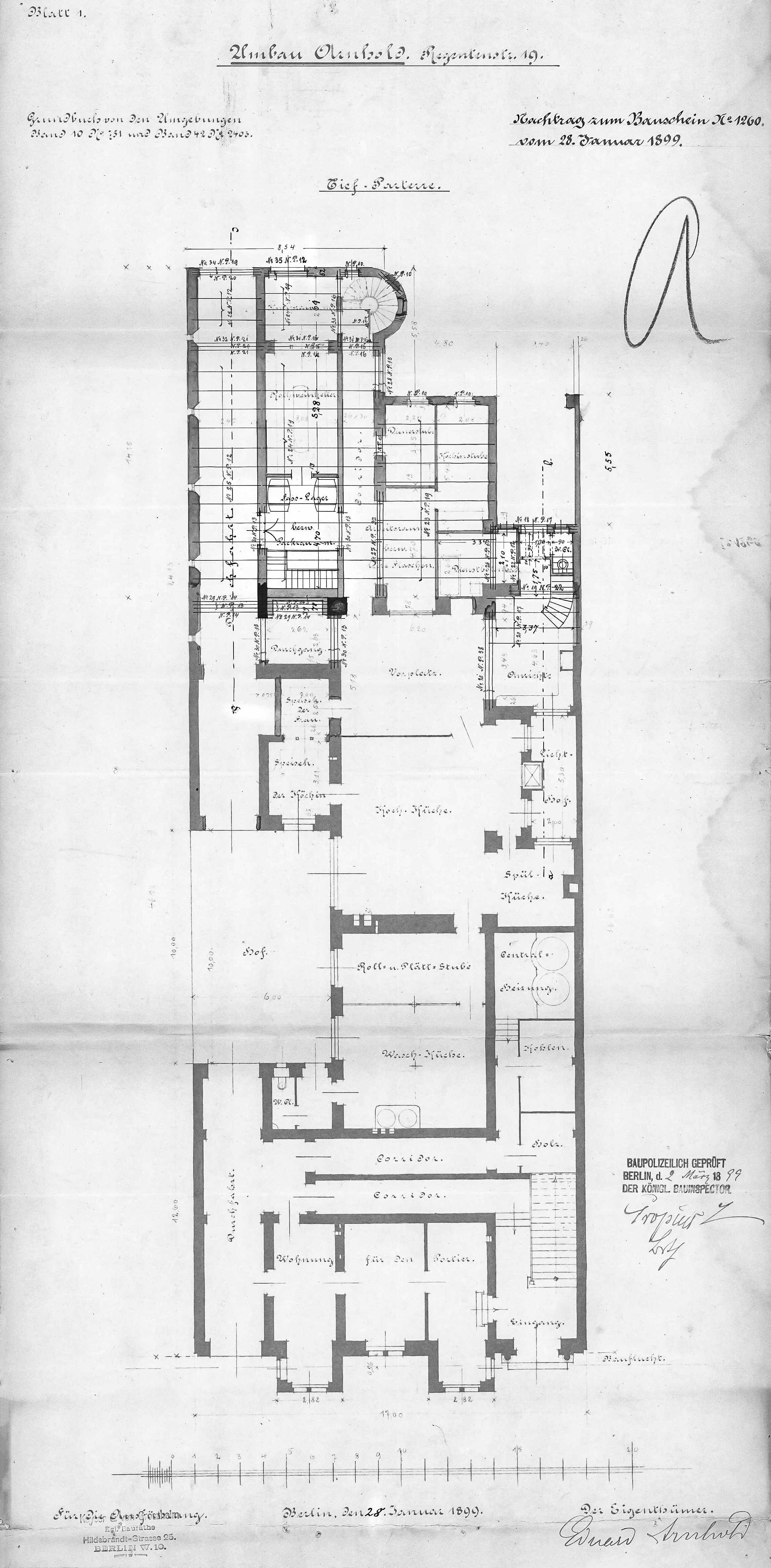
Umbau 1899 – Grundriss Tiefparterre
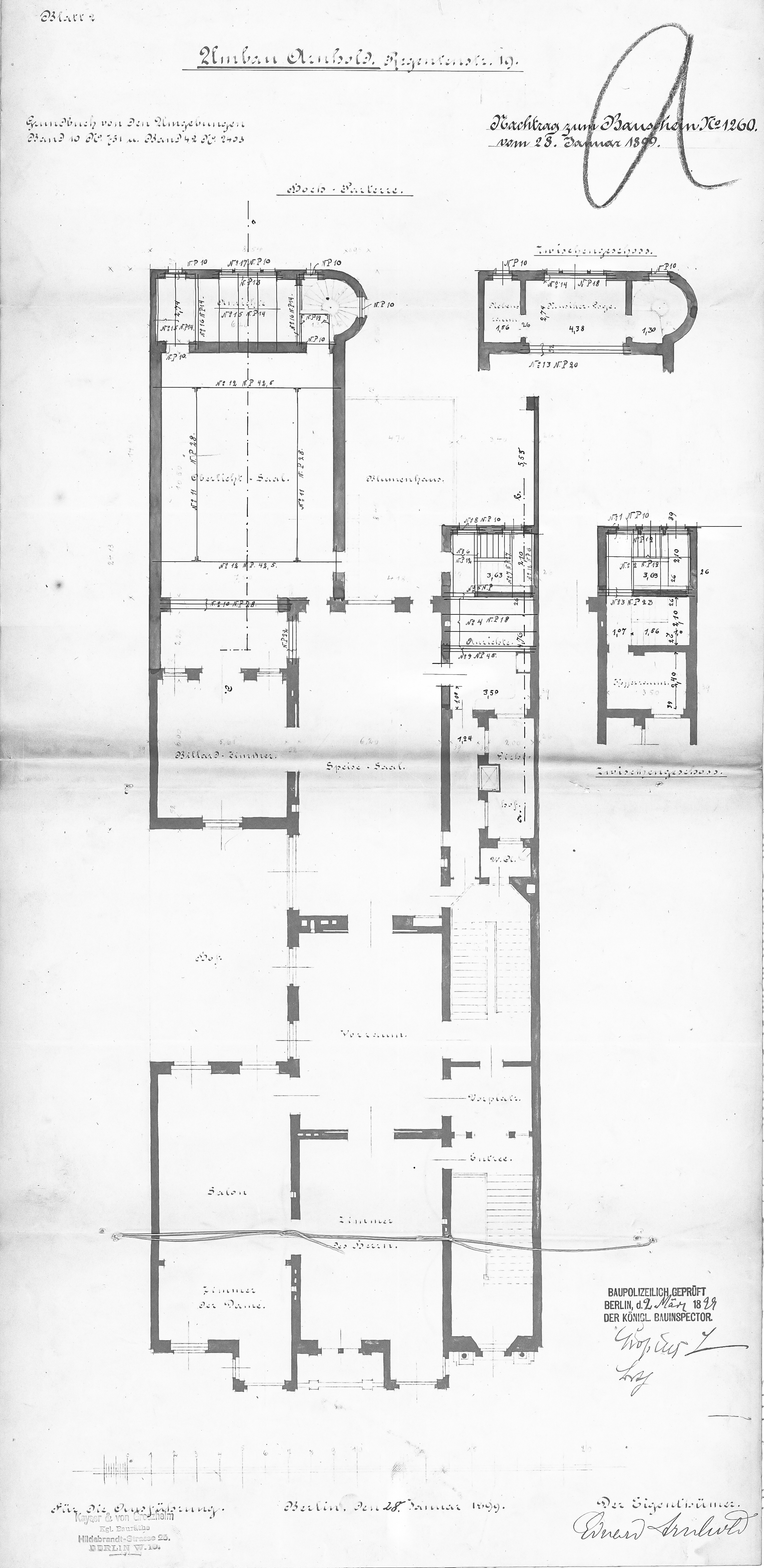
Umbau 1899 – Grundriss Hochparterre mit neuem Oberlichtsaal und Blumenhaus/Wintergarten
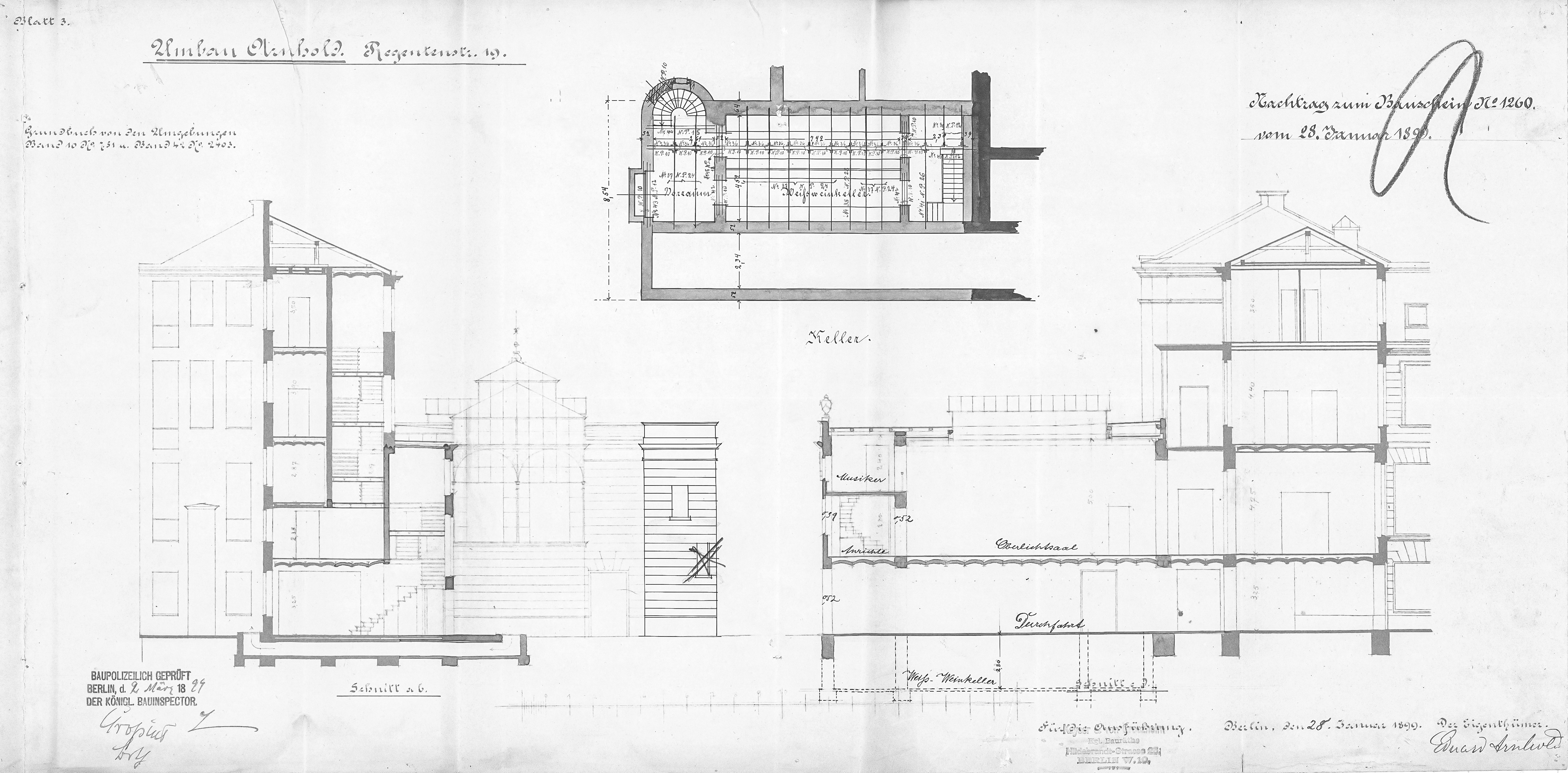
Umbau 1899 – Schnitte
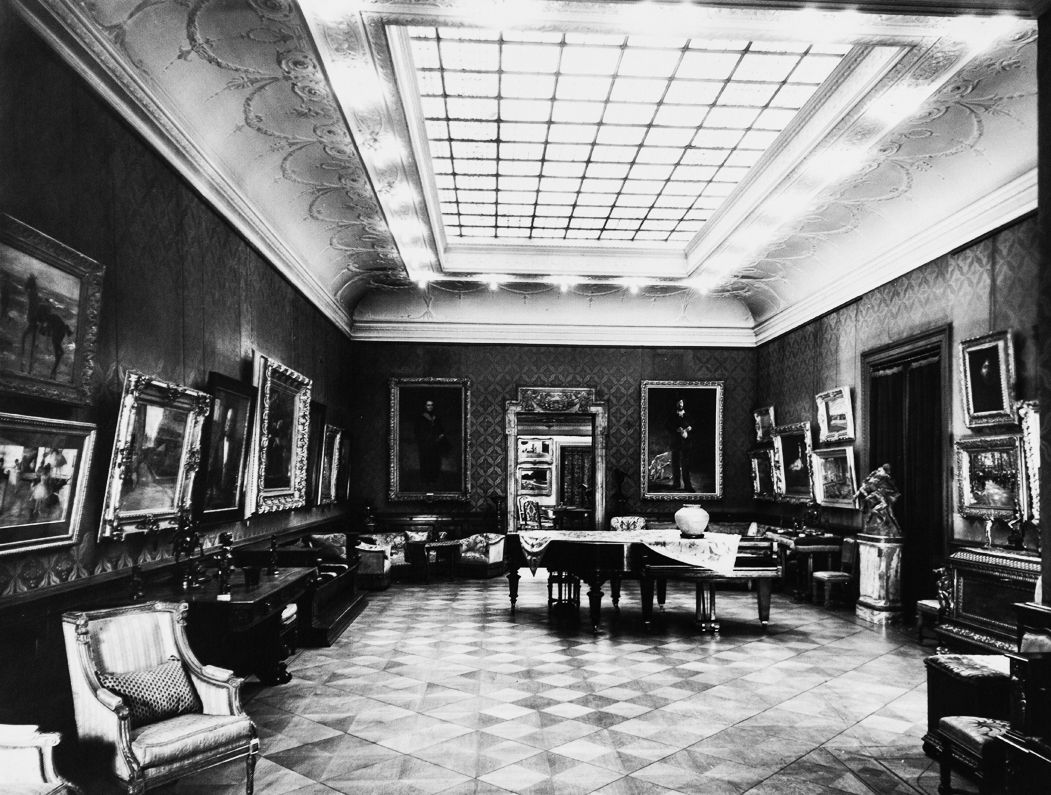
Roter Saal
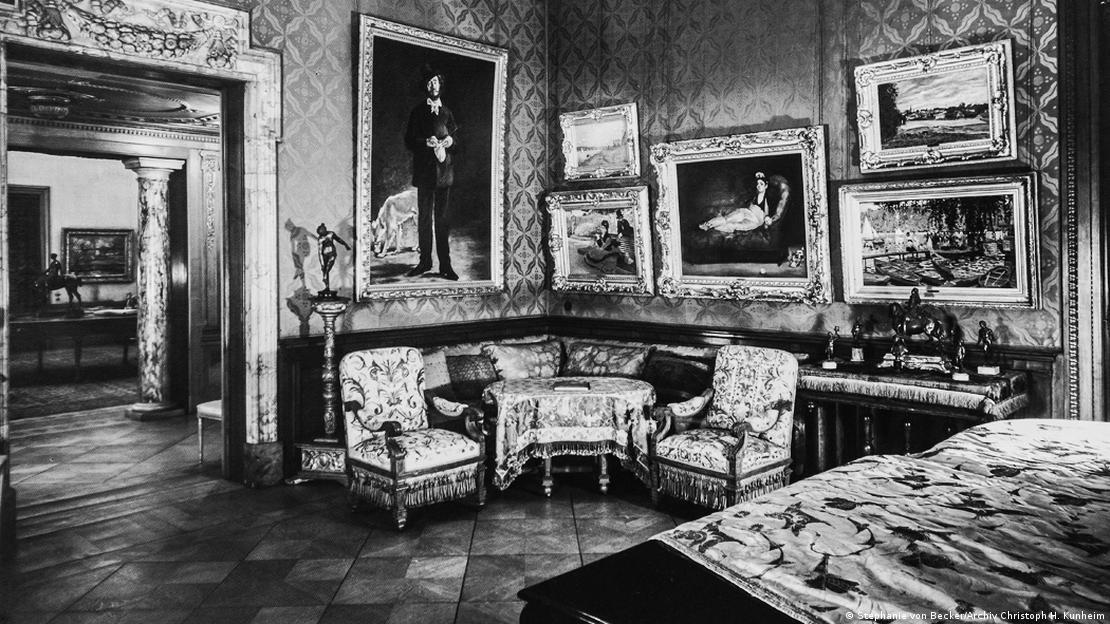
Ecke im roten Saal mit Blick in den gelben Saal

### Erweiterung um den gelben Saal 1912
Aus Rücksicht auf den betagten Menzel verschob Arnhold den Verkauf des Hauses Sigismundstraße 3 stillschweigend bis nach dessen Tod 1905. Erst danach veräußerte er das Haus für den Erweiterungsbau des Hofmann-Hauses an die Berufsgenossenschaft der chemischen Industrie, die es 1907 abbrechen ließ. Vor dem Verkauf bereinigte und begradigte er die Grundstücksgrenzen erneut und bildete Reserven für weitere Bauvorhaben. Dabei kam auch das bisher auf beiden Grundstücken liegende Stall- und Remisengebäude ganz zur Parzelle Regentenstraße 19.
Ein kleineres Bauprojekt war 1907 der Bau einer Autogarage im hinteren Grundstücksteil links für drei Benzinautomobile und ein elektrisches Auto. Dies diente als Vorbereitung für die Erweiterung der Ausstellungsfläche für die stetig wachsende Sammlung durch einen weiteren Oberlichtsaal. Die Sammlung war dem kunstinteressierten Publikum auf Voranmeldung eingeschränkt zugänglich. Gegenüber den Baubehörden argumentierte Arnhold, dass er durch die Anlage dieses neuen Saales seine Bildersammlung den Kunstinteressenten in weit höherem Masse, als dies jetzt möglich ist, übersichtlicher gestalten und in weit ausgedehnterem Masse wie bisher dem kunstliebenden Publikum zugänglich machen könne. Als Architekten wählte er Paul Baumgarten, der für Arnhold bereits 1904/1905 das Rittergutes Hirschfelde bei Werneuchen umgebaut und 1907 das von Arnhold gestiftete Waisenhauses Johannaheim konzipiert hatte.
Der geplante Anbau erweiterte die Ausstellungsfläche um 75 Quadratmeter auf total 200 Quadratmeter. Der rechteckige, 11 Meter lange, 7,5 Meter breite und 8,9 Meter hohe neue Oberlichtsaal, wegen der Farbe seiner Wandbespannung als gelber Saal bezeichnet, schloss an seiner Längsseite westlich an den Erweiterungsbau von 1899 an. Der Anrichteraum des Umbaus von 1899 wurde zum Durchgangsraum zwischen dem roten und dem gelben Saal. Er erhielt durch eine Verkleidung aus Zedernholz eine neue Gestaltung und gehörte nun zu den Sammlungsräumen. Im Raum zeigte Arnhold in einer Vitrine Stücke seiner Porzellansammlung und kleinformatige Bilder von Menzel. In seiner Gestaltung mit der umlaufenden ungefähr 1 Meter hohen Wandbekleidung aus Holz und der Wandbespannung mit grobgemusterten Stoff knüpfte der neue Ausstellungssaal an den roten Saal an. Beim Oberlicht gingen Bauherr und Architekt neue Wege und ließen sich von Alfred Lichtwark, Direktor der Hamburger Kunsthalle, beraten. In der Hoffnung auf optimale Lichtverhältnisse entschied sich Arnhold für eine den ganzen Raum überwölbende verglaste Dachlaterne. Diese sehr moderne Lösung stand im Kontrast zur Möblierung des Raumes, wie im übrigen Haus in eher schweren historistischen Formen.
Der Bauschein datiert vom 26. Juni 1912 und die Bauarbeiten schritten rasch voran, denn Mitte Juli konnte Johanna Arnhold bereits Alfred Lichtwark zur Besichtigung des Rohbaus einladen. Lichtwark überzeugte die Umsetzung und er lobte die Heizungsanlage, welche die Wärme unter der Laterne austreten ließ. Baumgarten verwendete eine Lösung nach gleichem Schema bei der zeitgleich erfolgenden Erweiterung des Kunstsalons Cassirer an der Viktoriastraße 35. Der gleiche Bauschein erlaubte auch die Aufstockung des Stallgebäudes um ein weiteres Geschoss. Damit erweiterte der Umbau von 1912 auch den Wohnraum für die Bediensteten, zu denen seit 1909 auch ein Chauffeur für die Automobile zählte. Beim Umbau 1912 erhielt das Haus zudem einen Lastenfahrstuhls.

## Präsentation der Sammlung Arnhold in der Regentenstraße
Zum Zeitpunkt des Erwerbs der Regentenstraße 19 besaß Arnhold weiterhin eine bereits 1885 erworbene Villa am Wannsee als Sommerdomizil, in der ebenfalls Kunstwerke seiner Sammlung aufgestellt waren. Der Kern der Sammlung jedoch dislozierte aus der Mietwohnung an der Bellevuestraße 18a in die neu erworbene Stadtvilla. Hier blieb ihr Hauptaufbewahrungsort für die kommenden Dekaden, auch wenn Arnhold im Laufe der Jahre weitere Liegenschaften wie das Rittergut Hirschfelde erwarb und ausstattete. Die Sammlung im Haus Regentenstraße 19 teilte sich auf in einen eher musealen Bereich in den beiden Oberlichtsälen, einen immer noch repräsentativen Teil in den Gesellschaftsräumen und einen privaten Teil in den übrigen Wohnräumen.

### Oberlichtsäle
In den beiden Oberlichtsälen versammelte Arnhold die wichtigsten Stücke seiner Sammlung. Fotografien aus den 1920er Jahren dokumentieren für beide Säle den Standort und die Hängung der Gemälde. Die Hängung erfolgte nicht streng chronologisch und nicht nach Ländern getrennt, sondern versuchte im Gegenteil dem Besucher die nationalen Entwicklungen parallel aufzuzeigen und auf Wechselwirkungen und Zusammenhänge hinzuweisen.

#### Roter Saal
Im roten Saal hingen an der Wand mit dem Durchgang zum gelben Saal an prominenter Stelle Francisco de Goyas Bildnis des Juan Antonio Llorente und Édouard Manets Desboutin, letzteres mit 200.000 Mark das teuerste von Arnhold erworbene Gemälde. Über der Sitzgruppe in dieser Ecke des Raumes hing mit Mädchen in spanischem Kostüm ein weiterer Manet, unten begleitet von Claude Monets Die Grenouillière und Camille Monet auf einer Gartenbank und oben von den Landschaftsbildern Brücke bei Argenteuil von Alfred Sisley und Ansicht von Marly-le-Roy von Camille Pissarro.

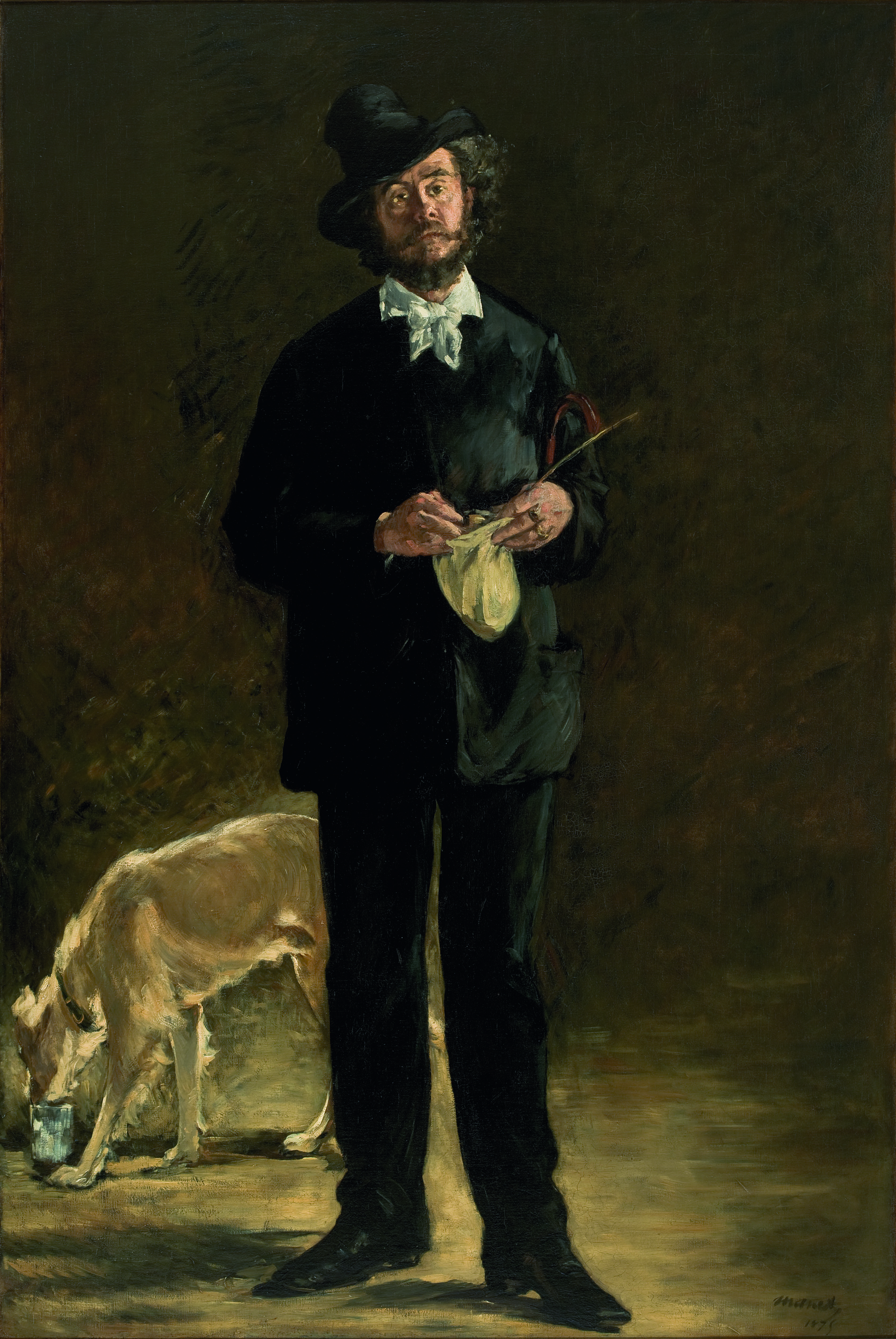
Édouard Manet Desboutin
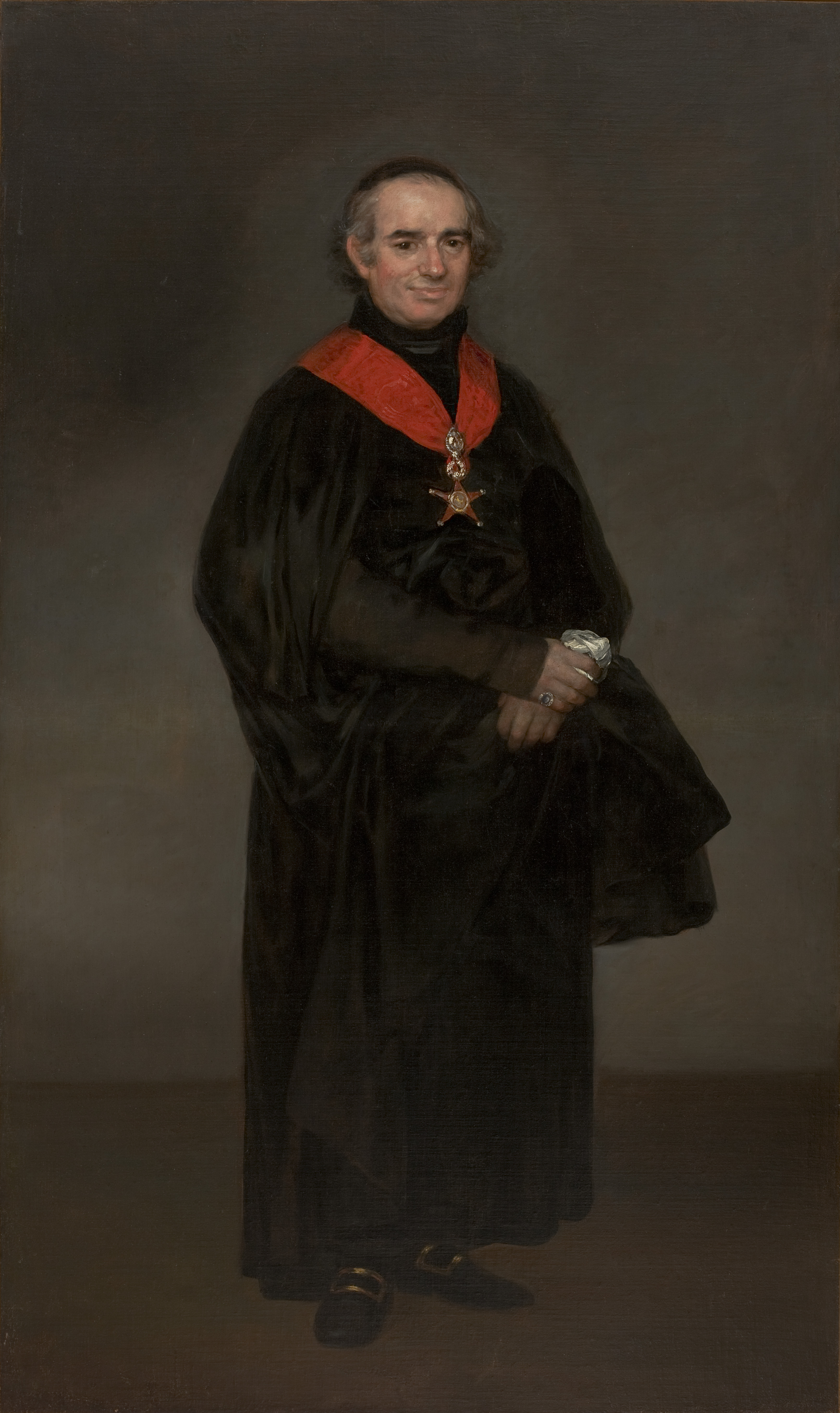
Francisco de Goya Bildnis des Juan Antonio Llorente
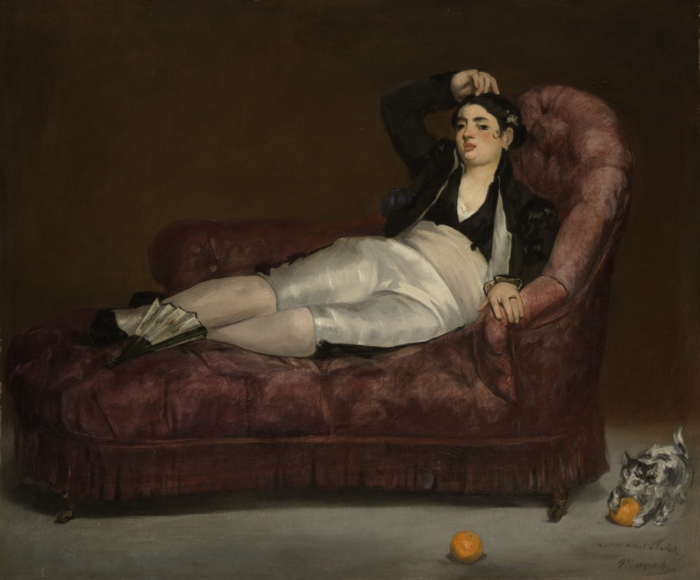
Édouard Manet Mädchen in spanischem Kostüm
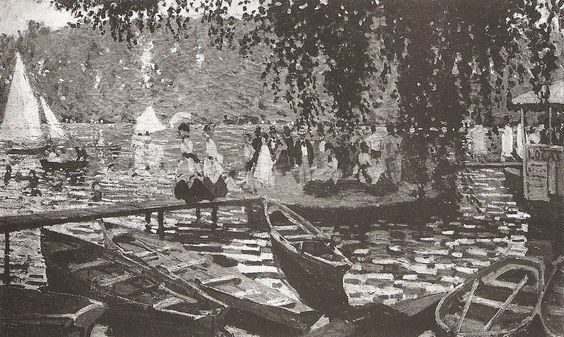
Claude Monet Die Grenouillière
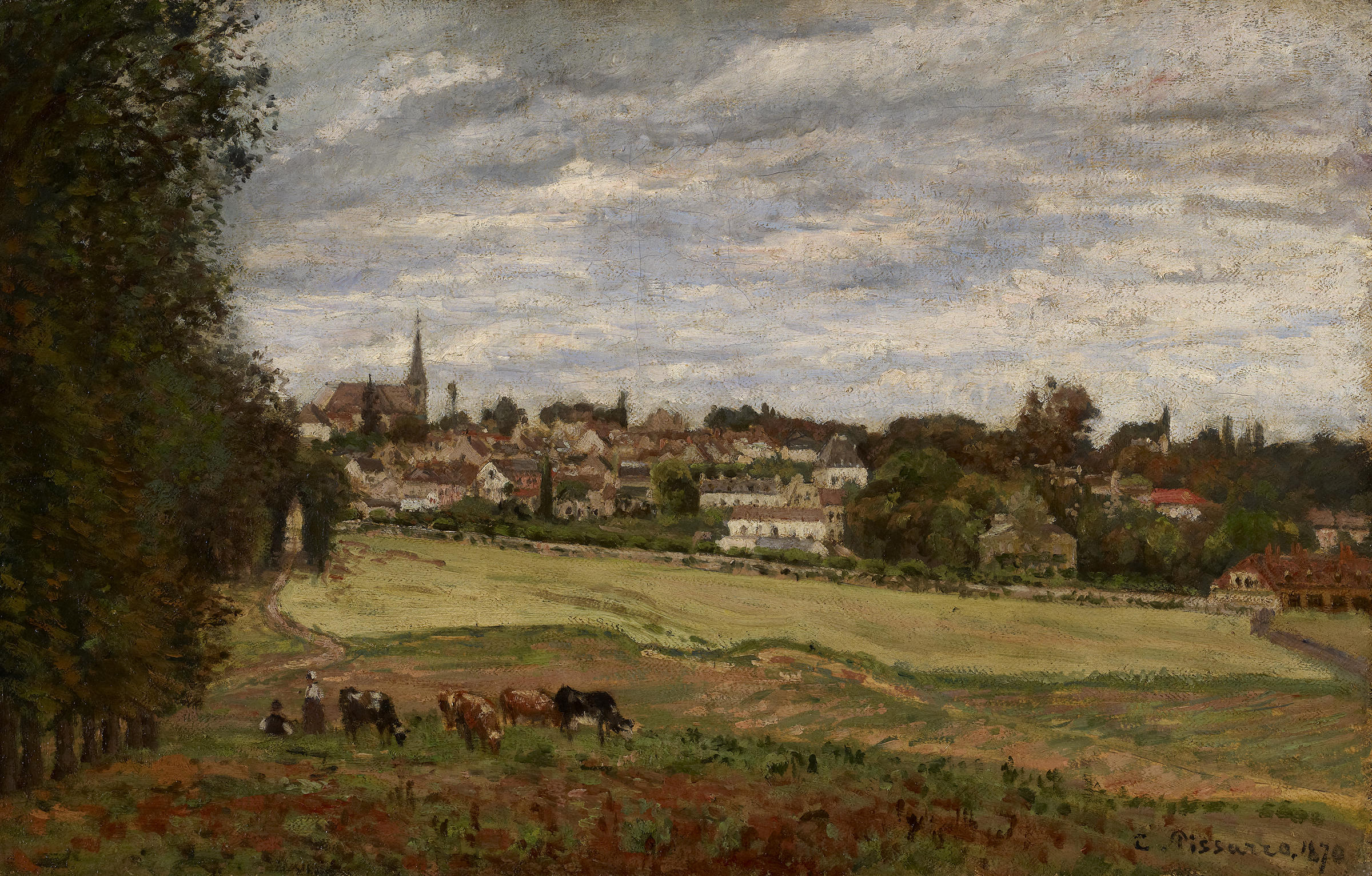
Camille Pissarro Ansicht von Marly-le-Roy
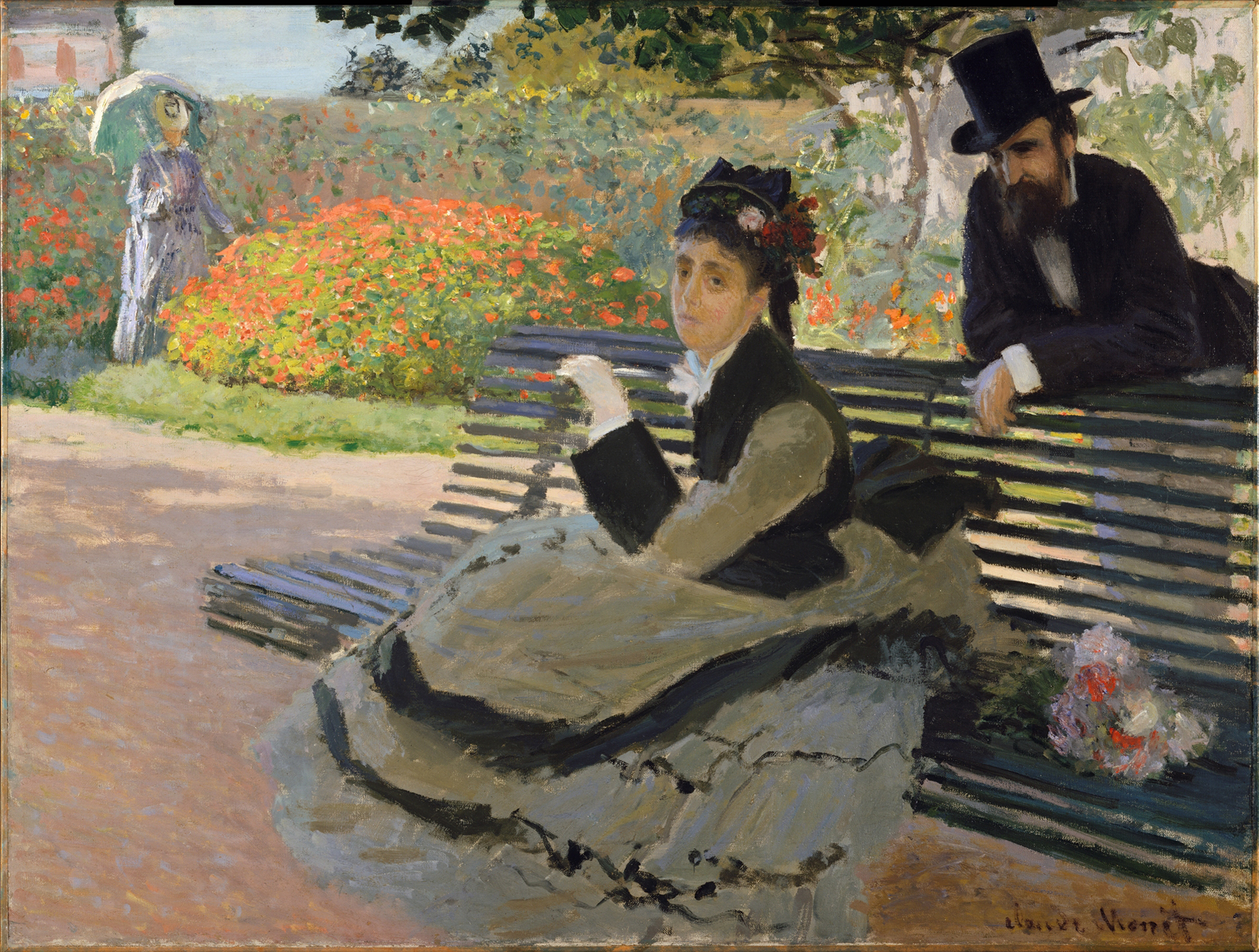
Claude Monet: Camille Monet auf einer Gartenbank
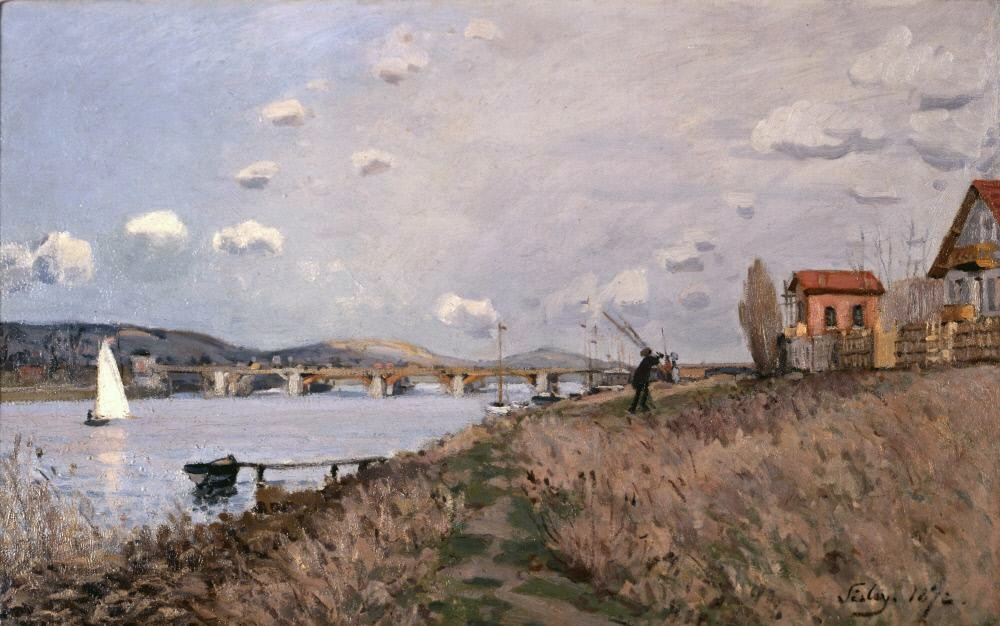
Alfred Sisley Brücke bei Argenteuil

An der gleichen Wand, unterbrochen vom Durchgang zum Blumenhaus, präsentierte sich als nächste Gruppe Wilhelm Leibls Dorfpolitiker links mit Franz von Lenbachs Bildnis des Arnold Böcklin, darunter Max Liebermanns Altmännerhaus in Amsterdam, rechts mit Adolph von Menzel Alte Botenfrau und darunter Wilhelm Trübners Schloss Hemsbach. An der Schmalseite gegen die Nische folgte mit Waisenmädchen in Versailles ein weiterer Liebermann und darunter Friedrich Karl Hausmanns Ostermesse in der Sixtinischen Kapelle sowie Arnold Böcklins Bildnis der Angela Böcklin.

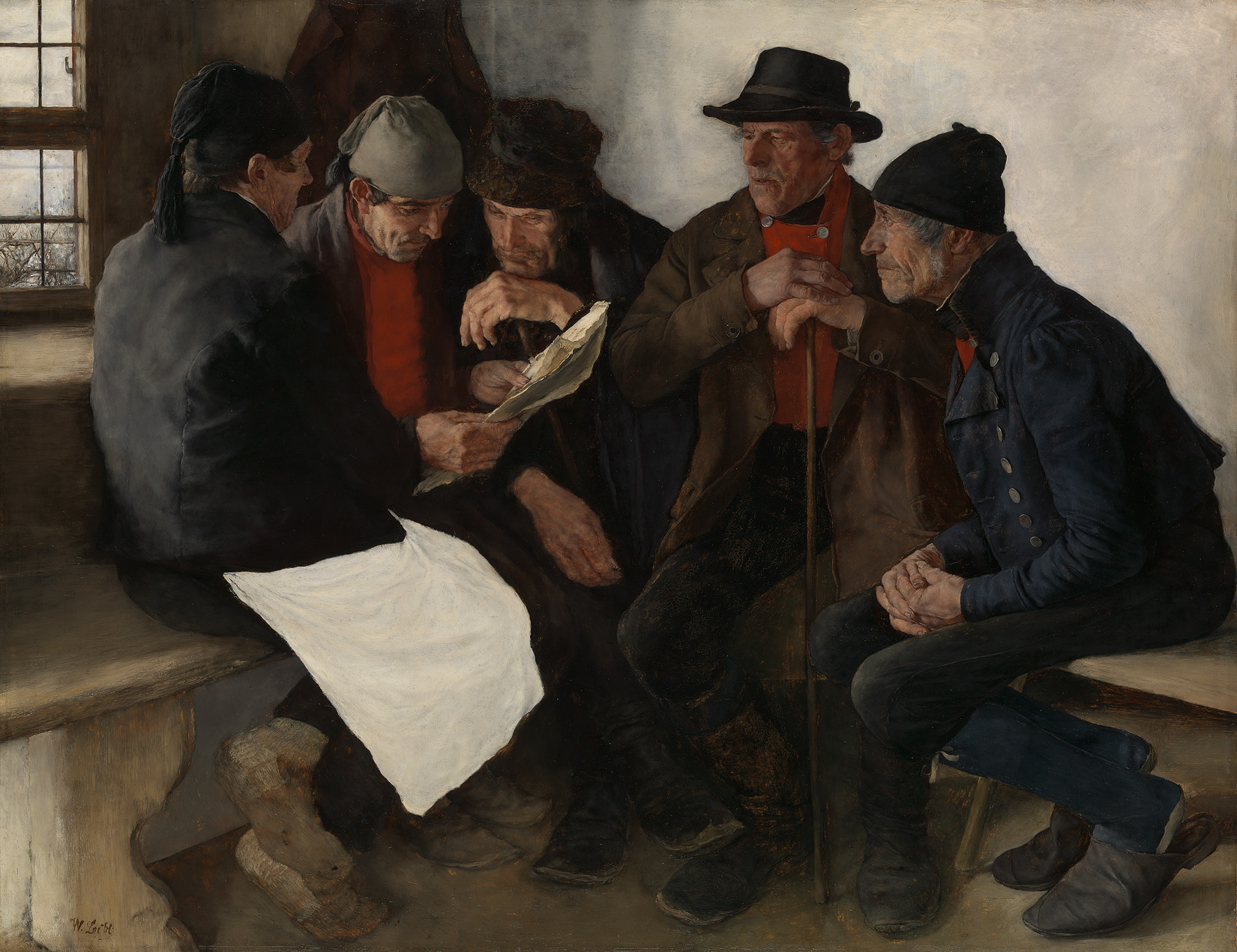
Wilhelm Leibl Dorfpolitiker
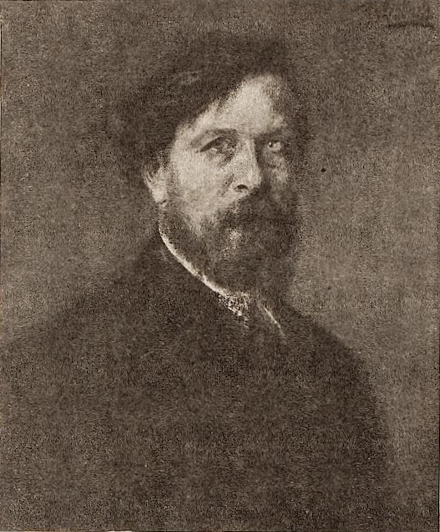
Franz von Lenbach Bildnis des Arnold Böcklin
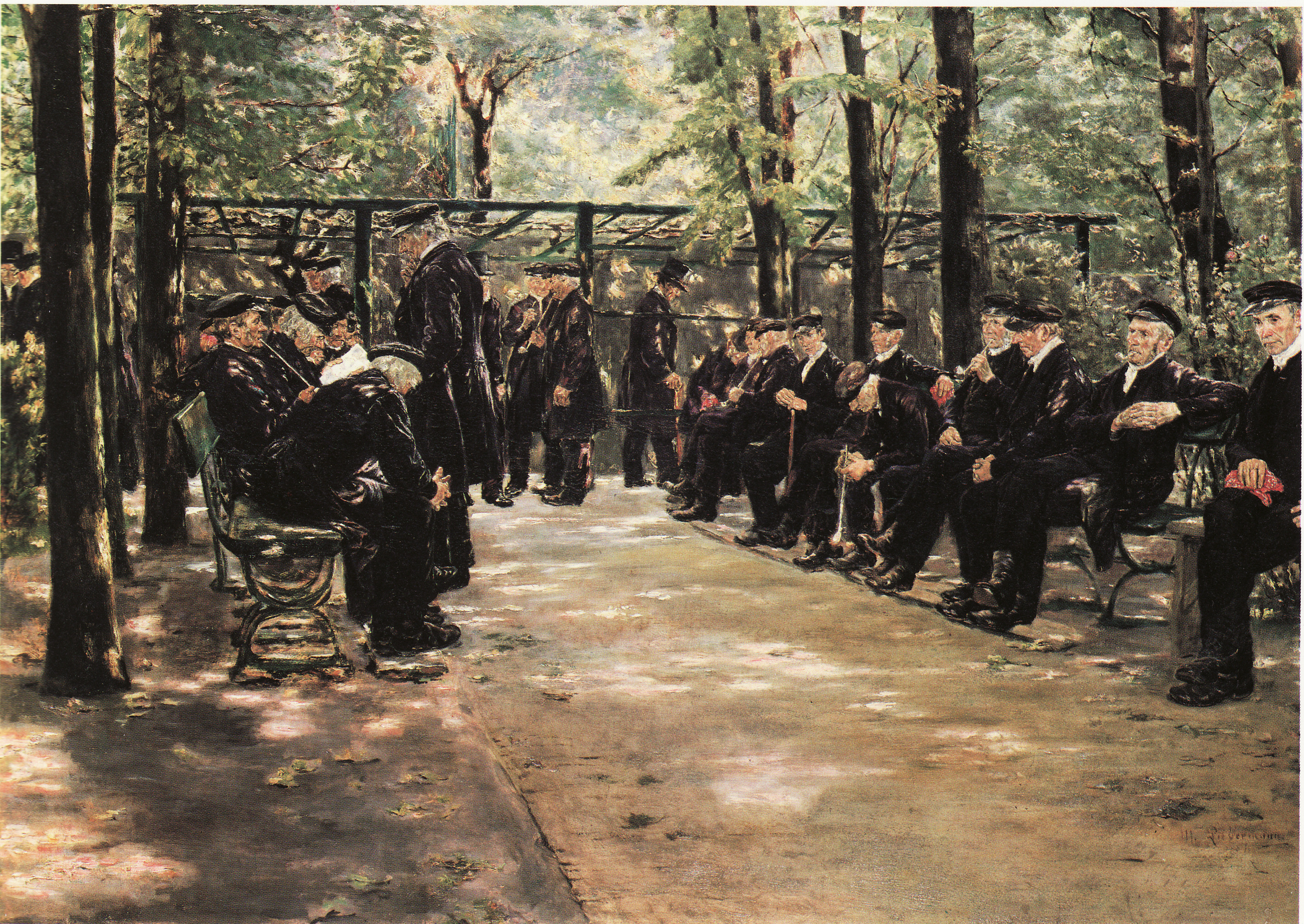
Max Liebermann Altmännerhaus in Amsterdam
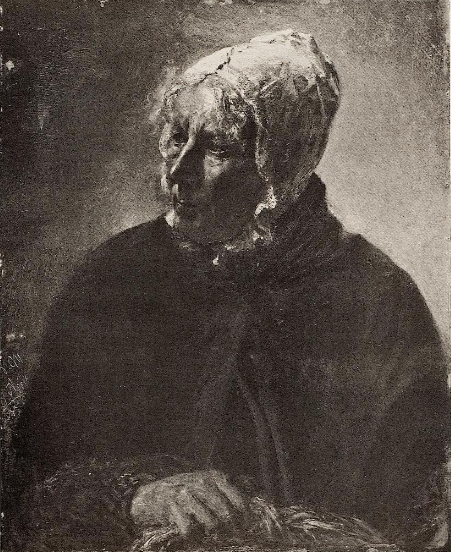
Adolph von Menzel Alte Botenfrau
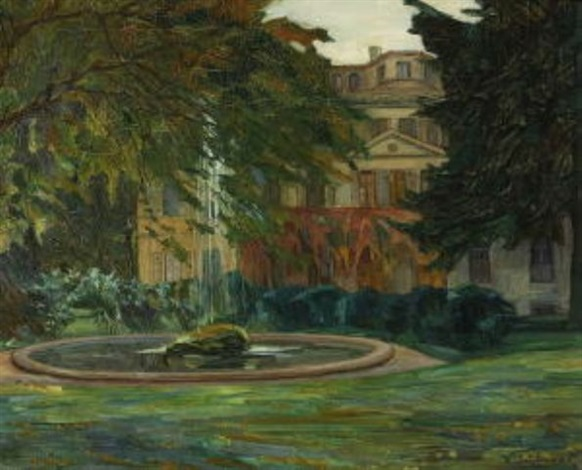
Wilhelm Trübner Schloss Hemsbach
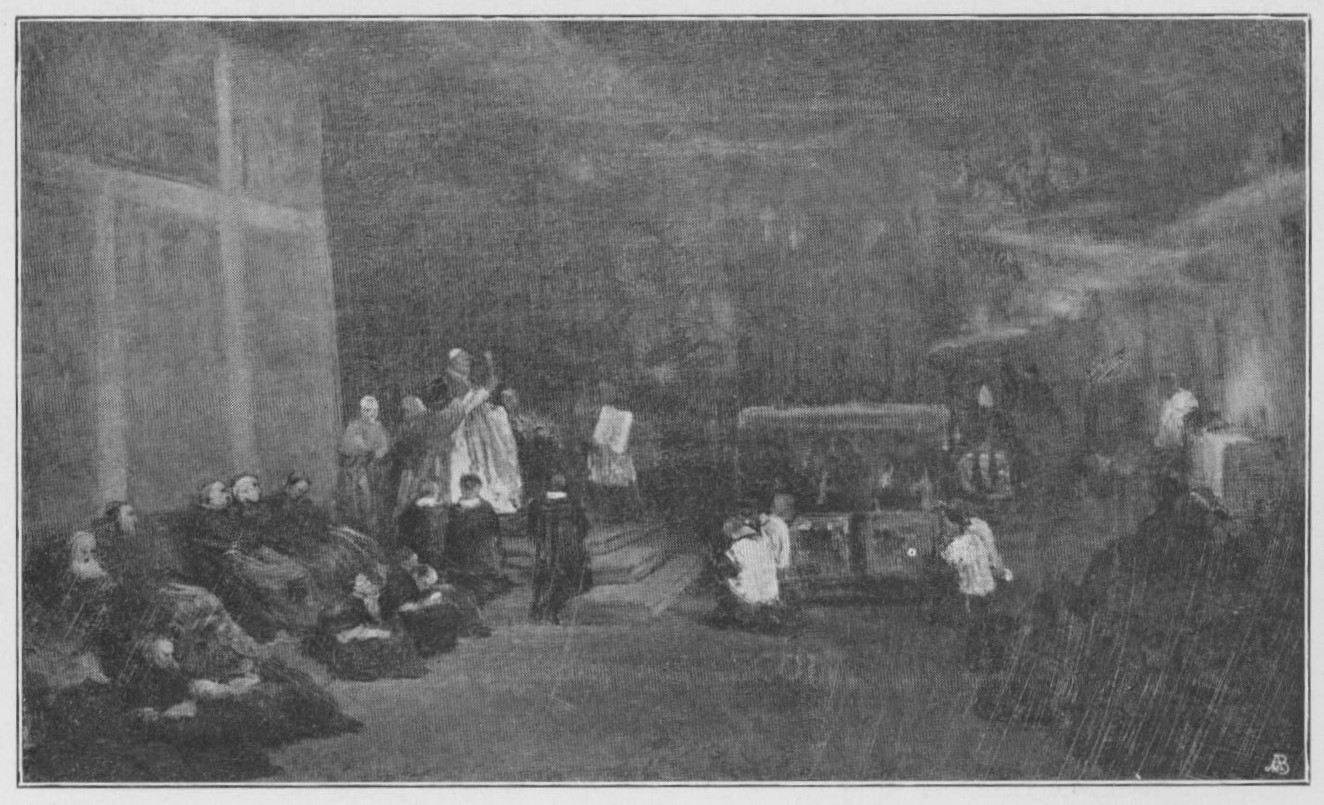
Friedrich Karl Hausmann Ostermesse in der Sixtinischen Kapelle
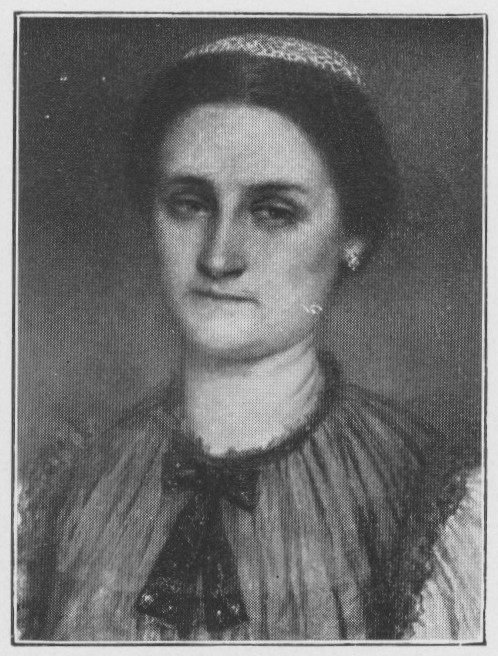
Arnold Böcklin Bildnis der Angela Böcklin

An der nördlichen Längswand zeigte Arnhold in der nächsten Bildergruppe Böcklins Deianira und Nessus, Liebermanns Pferdeknechte am Strand und von Edgar Degas ein Tanzstunde, um auf die unterschiedlichen Auffassungen von Bewegung aufmerksam zu machen. Neben den Gemälden umfasste Arnholds Sammlung auch etliche Kleinplastiken, neben modernen Werken auch solche von der Frührenaissance bis zum 18. Jahrhundert. Präsentiert wurden sie sowohl in den Privaträumen als auch in den Sammlungsräumen.

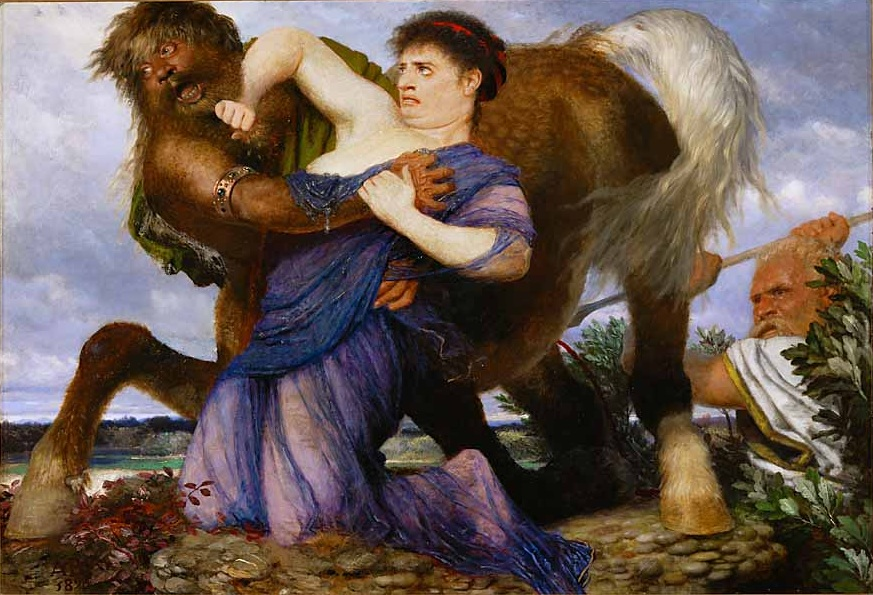
Arnold Böcklin Deianira und Nessus
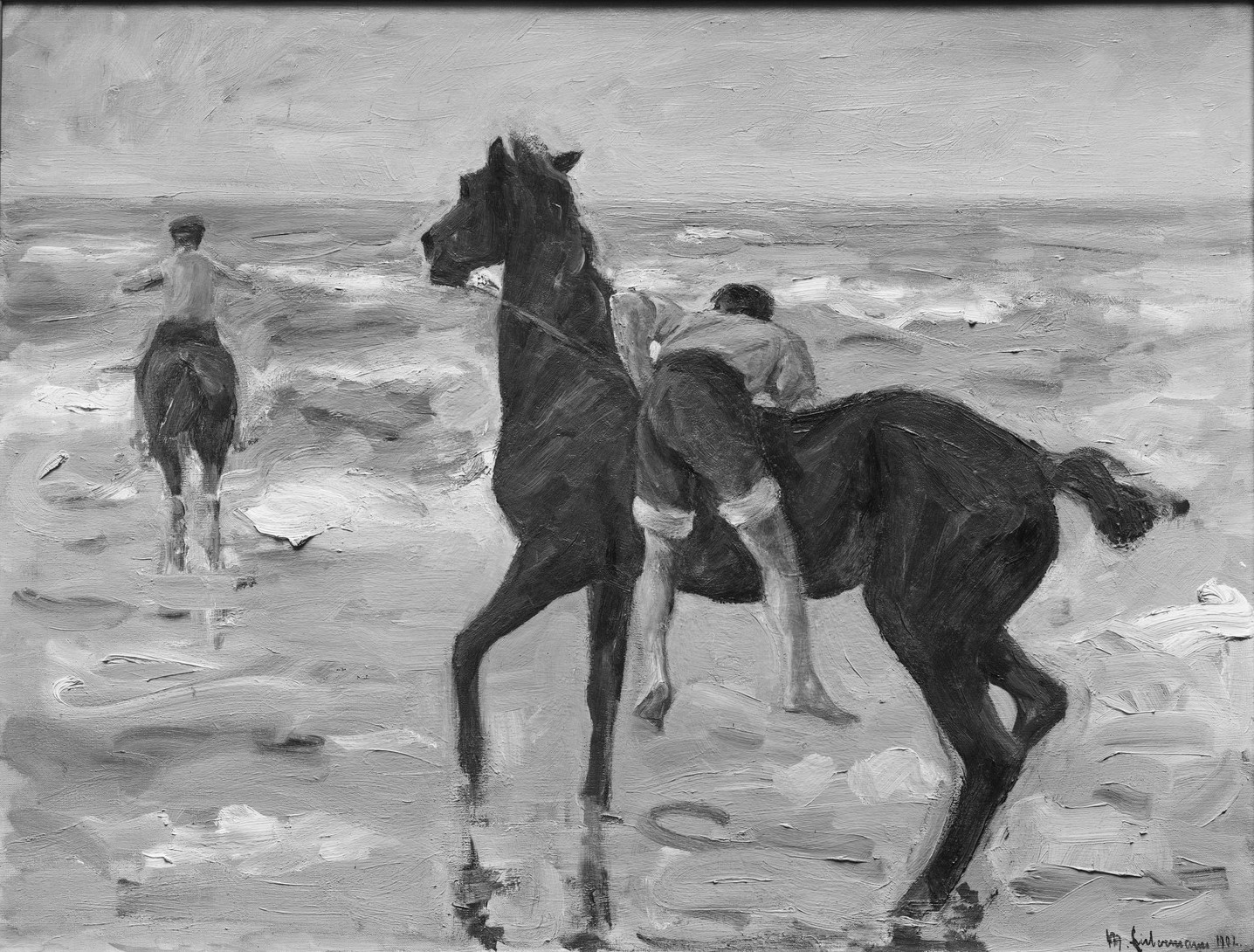
Max Liebermann Pferdeknechte am Strand
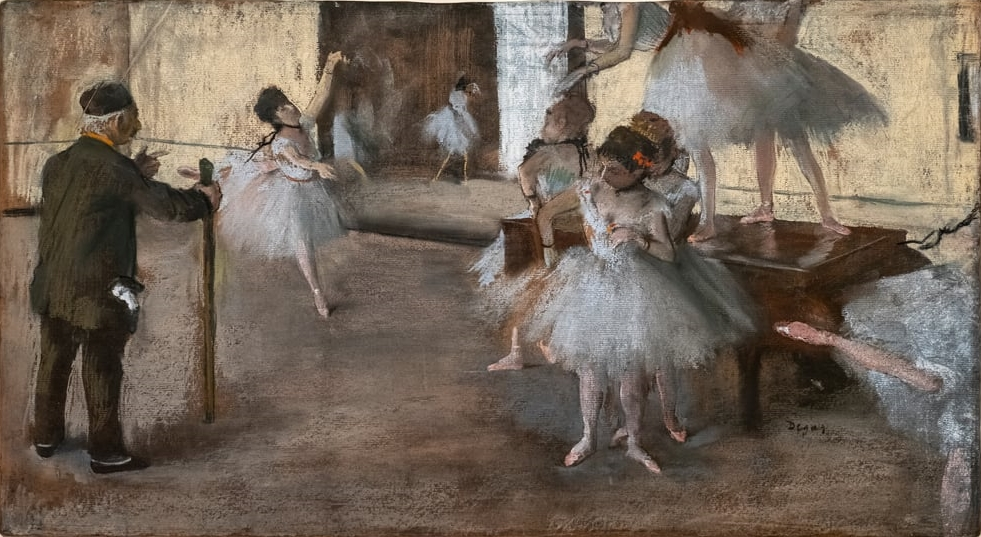
Edgar Degas Tanzstunde
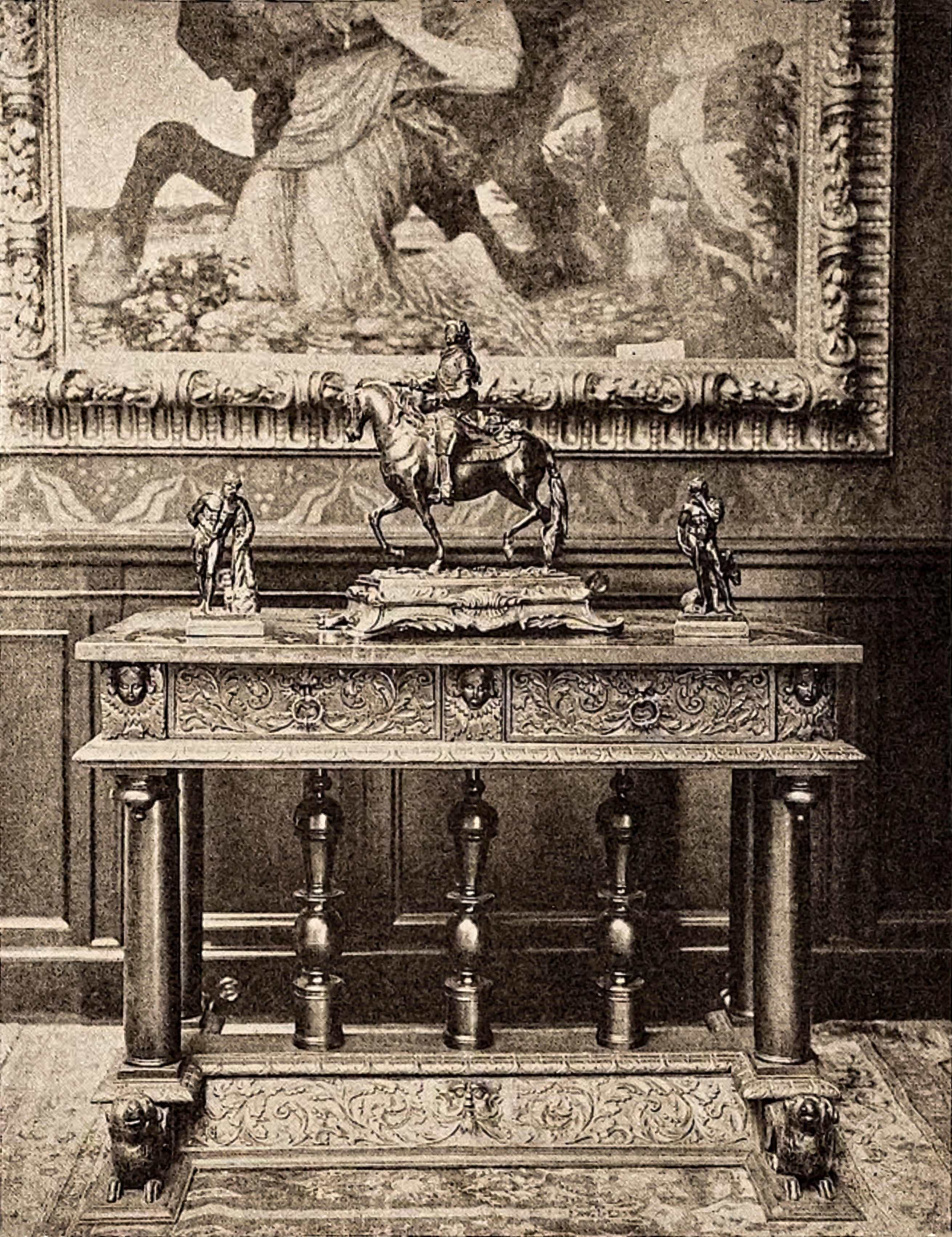
Bronzen des 16. Jahrhunderts im roten Saal, dahinter Deianira und Nessus
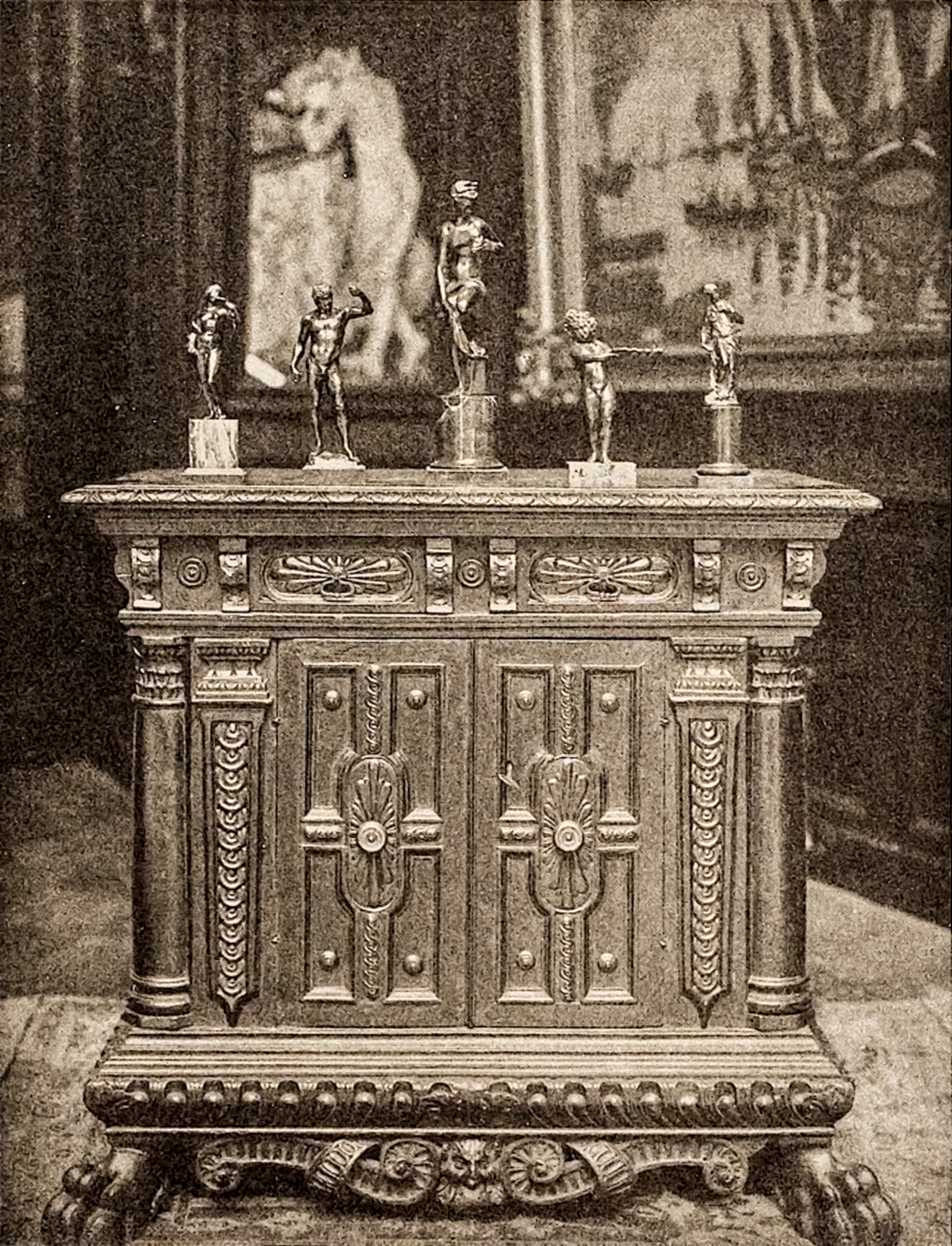
Bronzen des 16. Jahrhunderts im roten Saal

Liebermanns Stevenstift in Leiden leitete über zur nächsten Gruppe mit Böcklins Prometheus, flankiert von zwei Porträts von Franz von Lenbach, links Bildnis des Kaisers Wilhelm I. und rechts Bildnis des Otto von Bismarck. Es folgten wiederum zwei Gemälde von Liebermann, Papageienallee und Alte Frau mit Katze auf dem Schoß. Michael Dorrmann sieht in dieser Hängung eine kulturpolitische Aussage. Die Loyalitätsadresse an das Kaiserreich mit den beiden Lenbach-Porträts relativierte er einerseits mit Böcklins Prometheus als Platzhalter für die Kräfte der Industrialisierung und andererseits mit den beiden Gemälden Liebermanns, einem von Kaiser Wilhelm II. wenig geschätzten Maler.

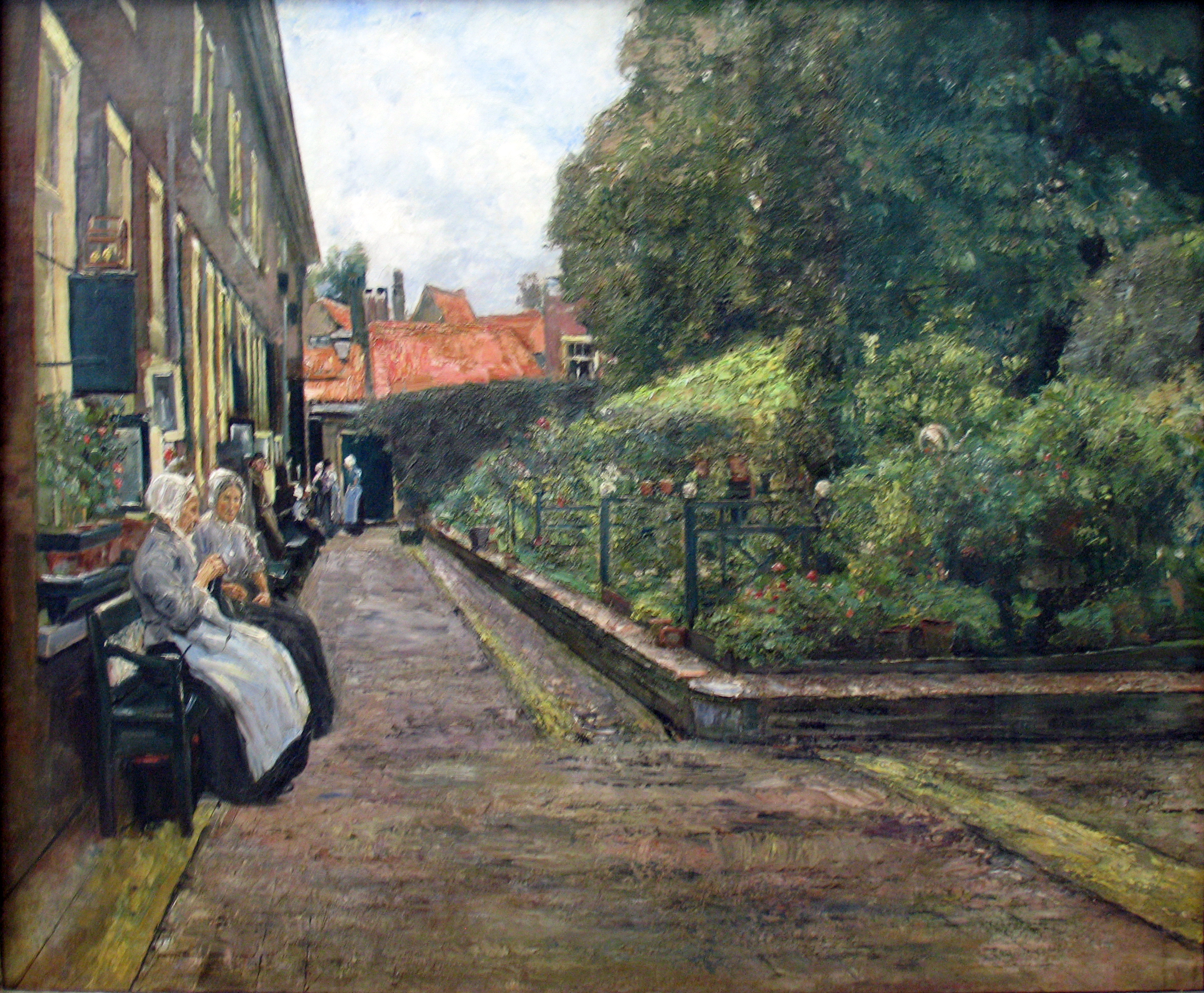
Max Liebermann Stevenstift in Leiden
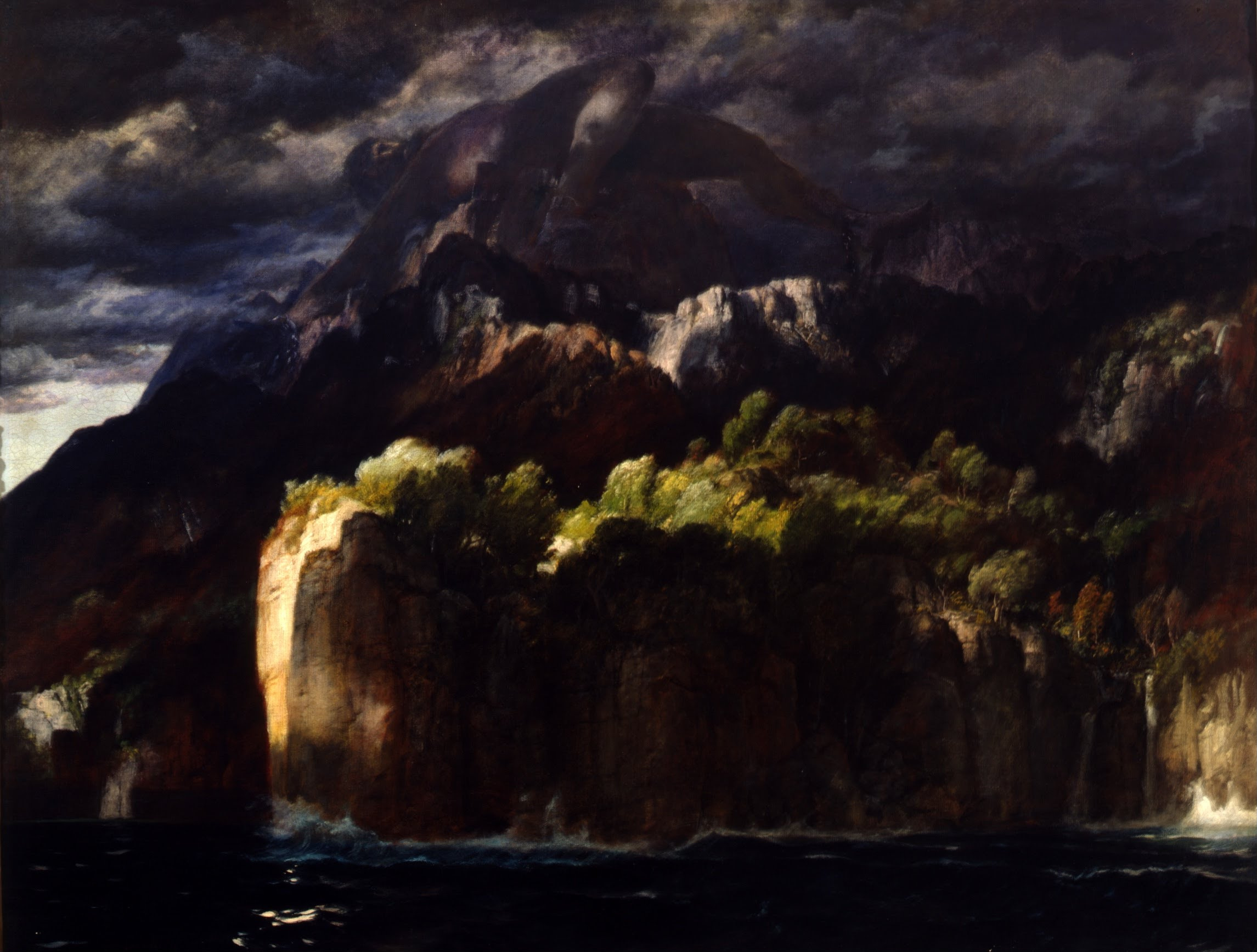
Arnold Böcklin Prometheus
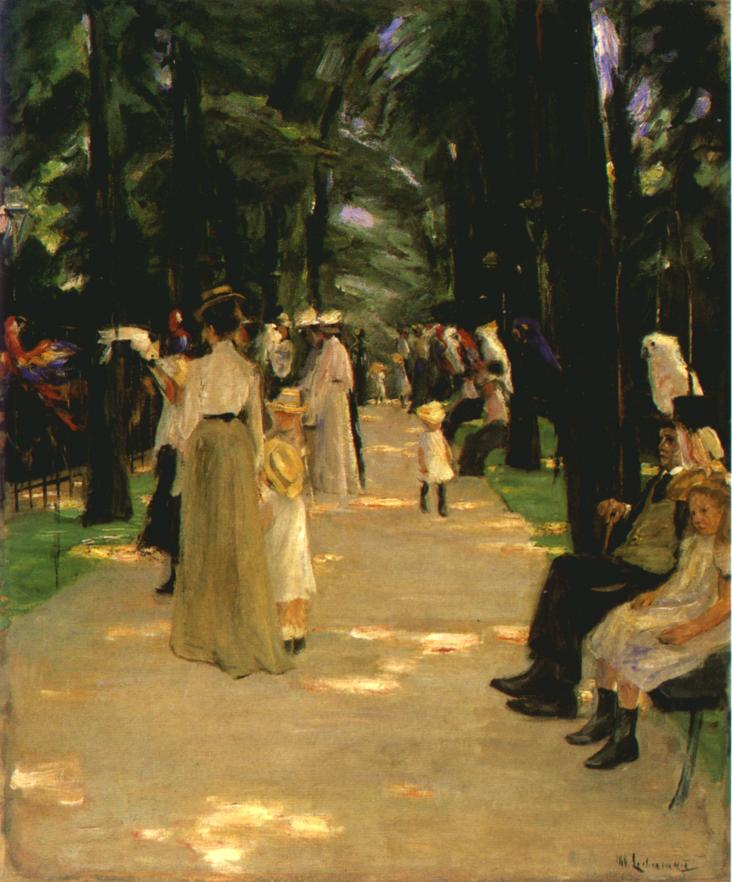
Max Liebermann Papageienallee
Max Liebermann Alte Frau mit Katze auf dem Schoß

#### Gelber Saal
Der gelbe Saal verfügte neben Sitzmöbeln an den Wänden auch über eine zentrale Sitzgruppe um einen Tisch, auf dem eine kleinformatige Amazone von Louis Tuaillon thronte. An der Wand rechts des Durchgangs vom roten Saal zeigte Arnhold mit Bildern der Schule von Barbizon Vorbilder und Vorläufer der Impressionisten – Eugenio Lucas Velázquez Überfall auf eine Postkutsche, Charles-François Daubignys Am Ufer der Oise, Jean-Baptiste Camille Corots Waldrand mit Holzsammlern und Teich mit drei Kühen sowie Gustave Courbets Badende

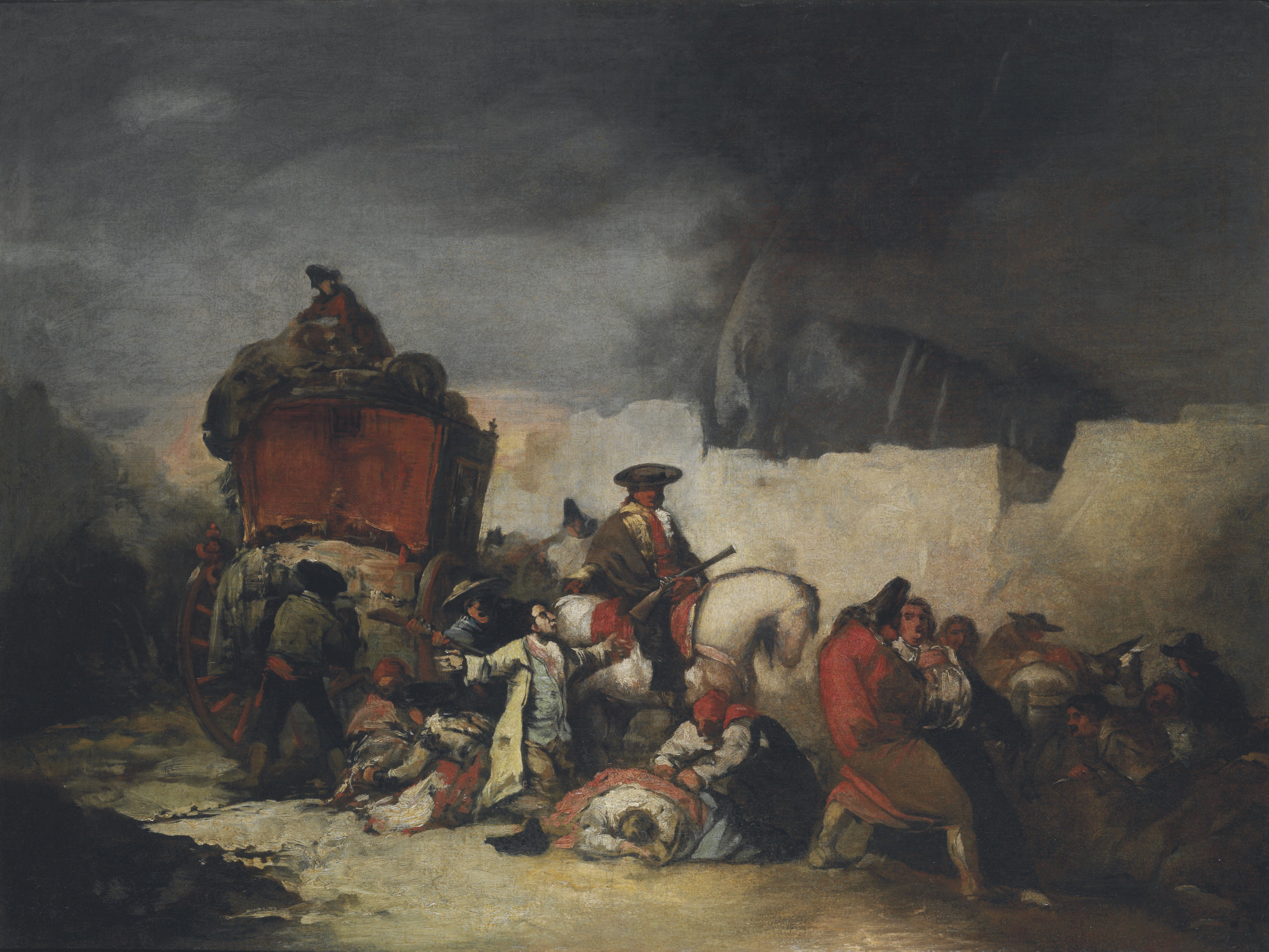
Eugenio Lucas Velázquez Überfall auf eine Postkutsche
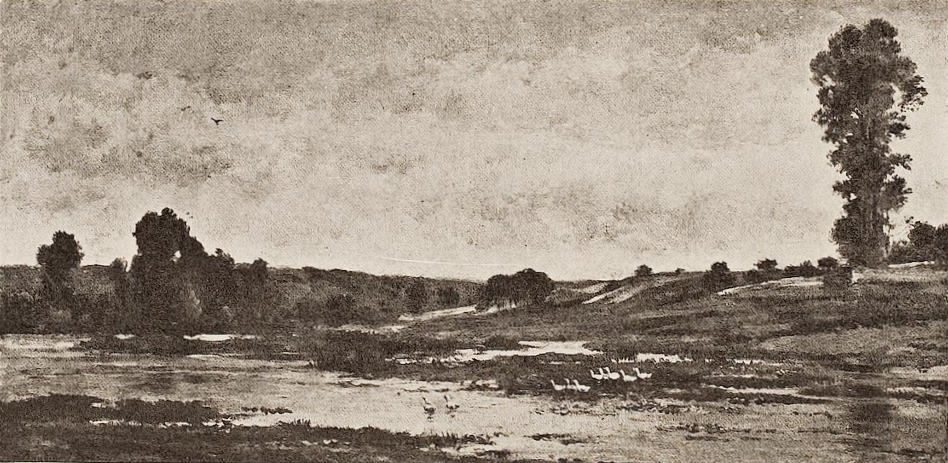
Charles-François Daubigny Am Ufer der Oise
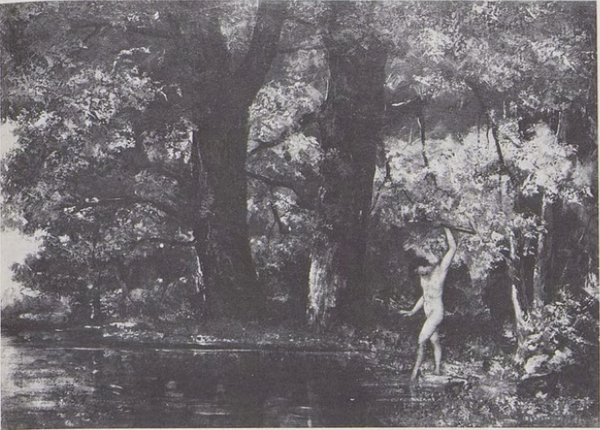
Gustave Courbet Badende

Das größte Gemälde an der Südwand war Claude Monets Hafen von Honfleur, links flankiert von Pierre-Auguste Renoirs Knabe mit Katze und Vincent van Goghs Park in Arles, rechts von zwei Gemälden von Édouard Manet Im Garten der Villa in Bellevue und Stillleben mit Rosen und Flieder sowie Edgar Degas Pferderennen

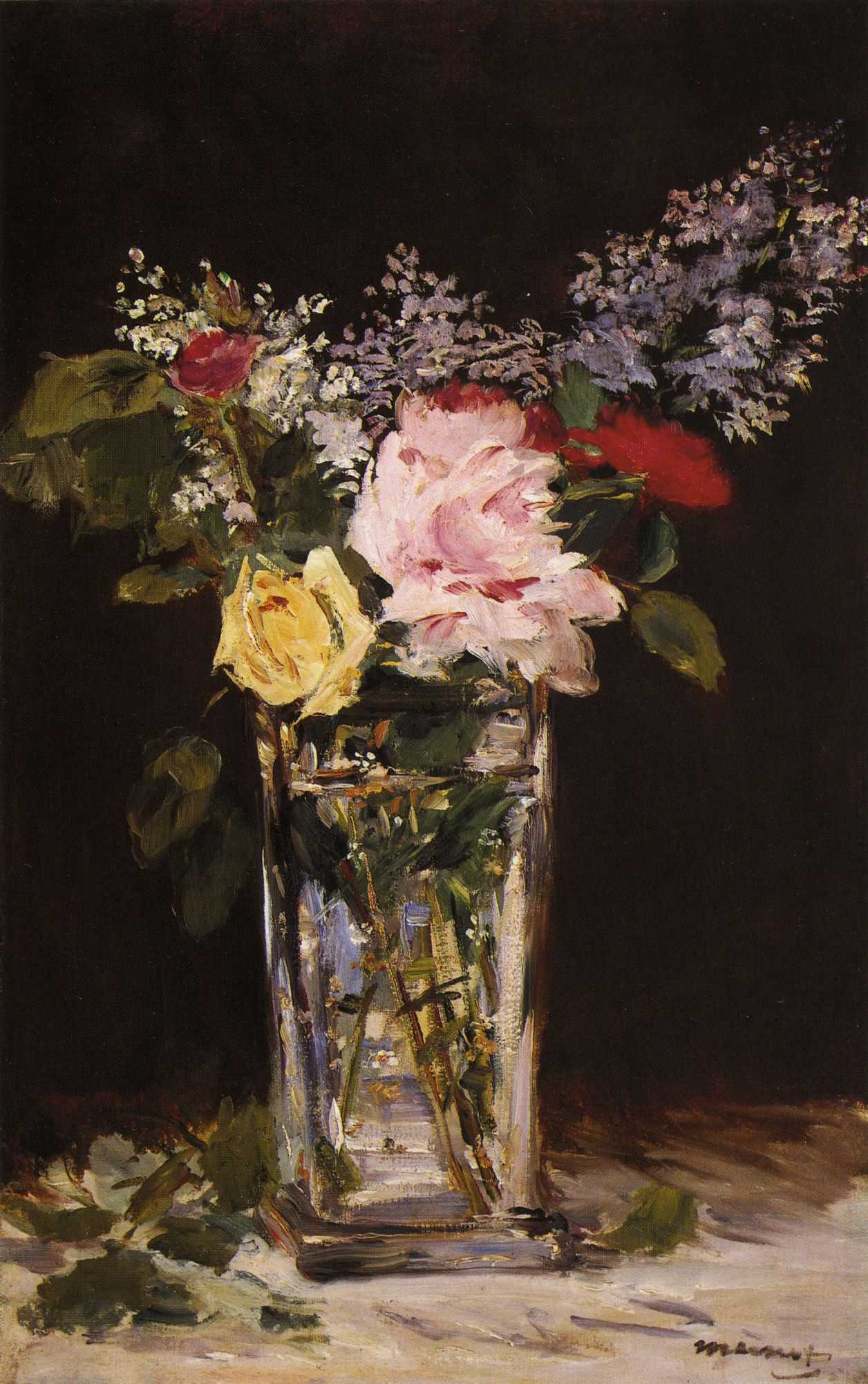
Édouard Manet Stillleben mit Rosen und Flieder
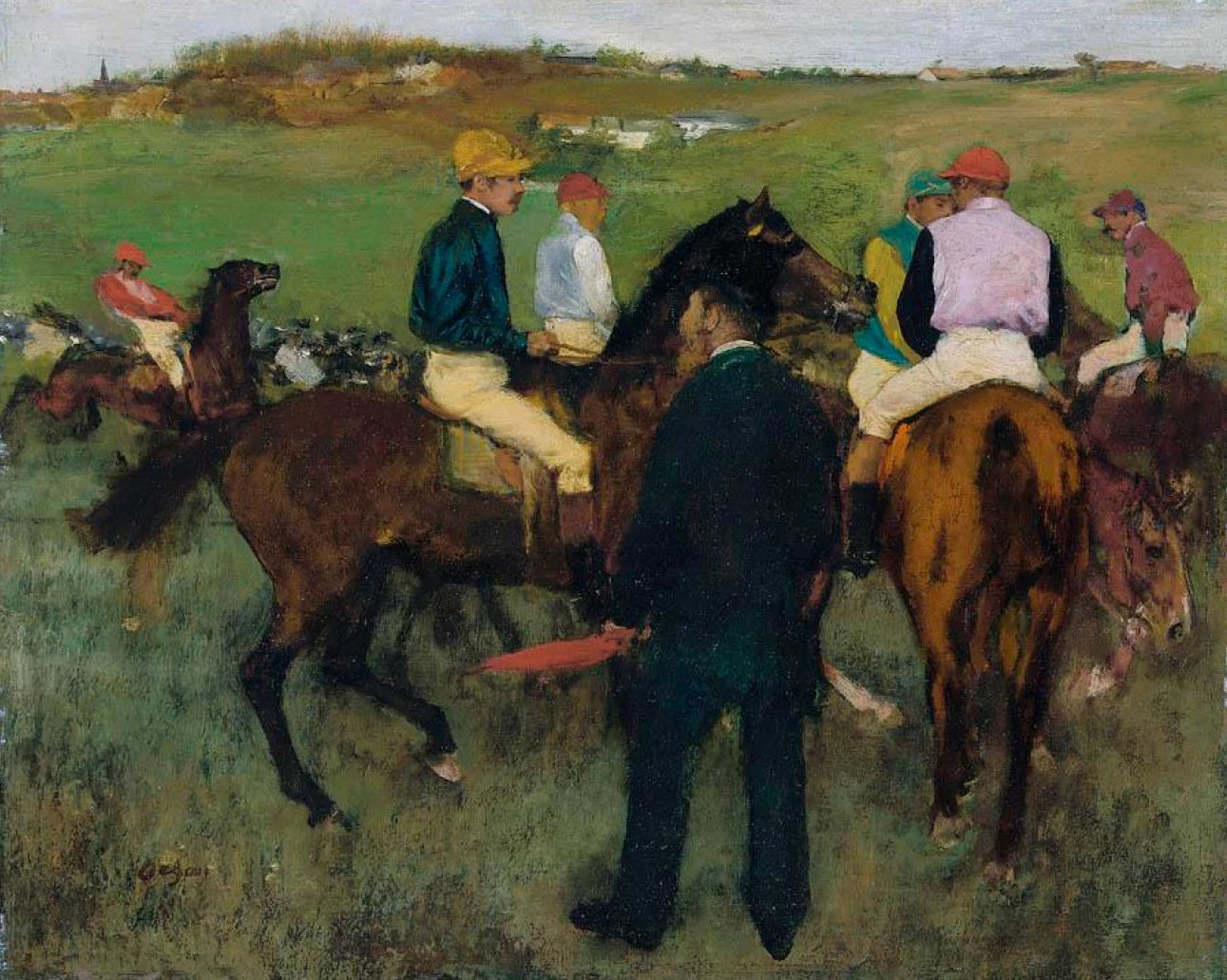
Edgar Degas Pferderennen
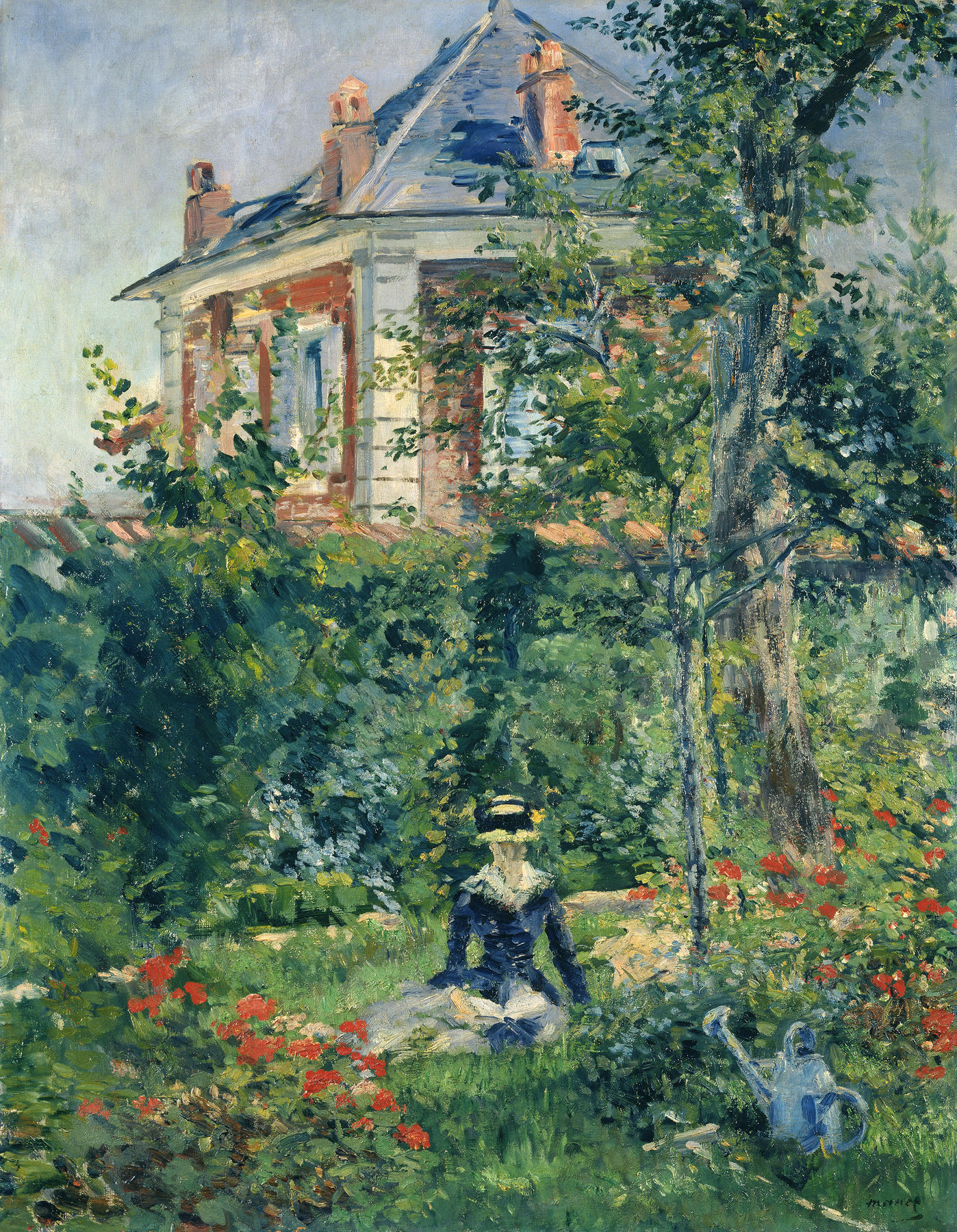
Édouard Manet Im Garten der Villa in Bellevue
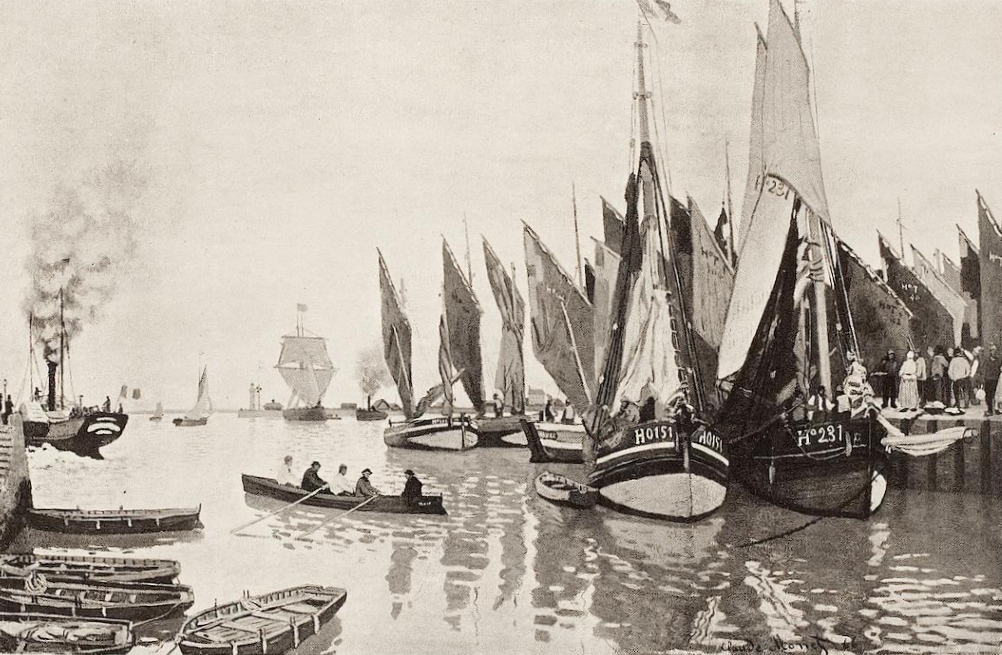
Claude Monet Hafen von Honfleur
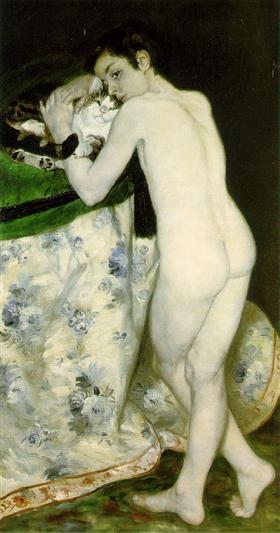
Pierre-Auguste RenoirKnabe mit Katze
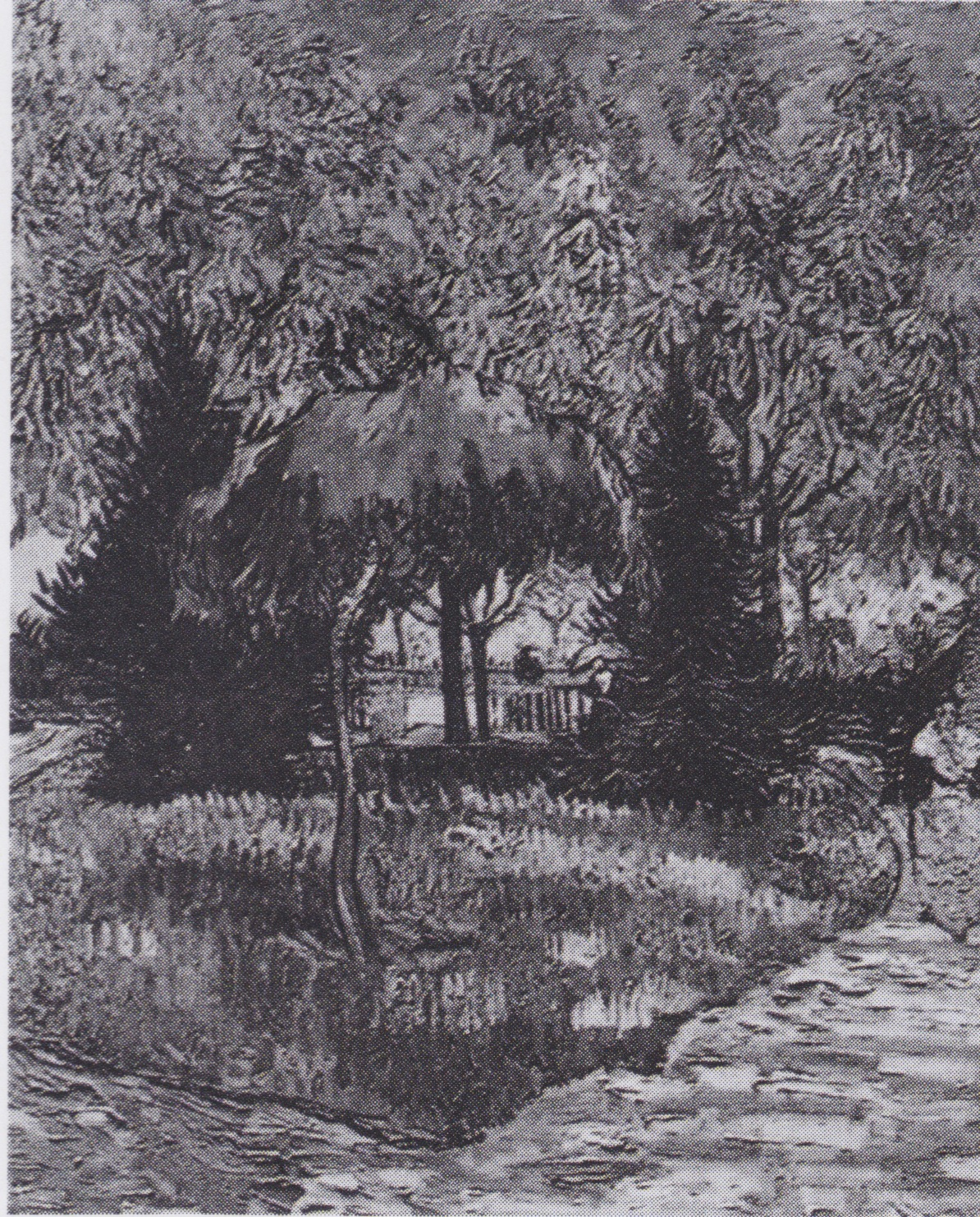
Vincent van Gogh Park in Arles

Um die Ecke an der Ostwand folgten rechts vom Fenster drei weitere Gemälde französischer Maler – Paul Cézannes Im Tal der Oise, Manets Die Familie Monet im Garten und Claude Monets Ebbe bei Pourville. Links vom Fenster hingen Max Slevogts Souper in Nymphenburg, Liebermanns Garten bei Noordwijk und Die Rasenbleiche, Wilhelm Trübners Kloster Seeon und Fritz von Uhdes Kinderprozession.

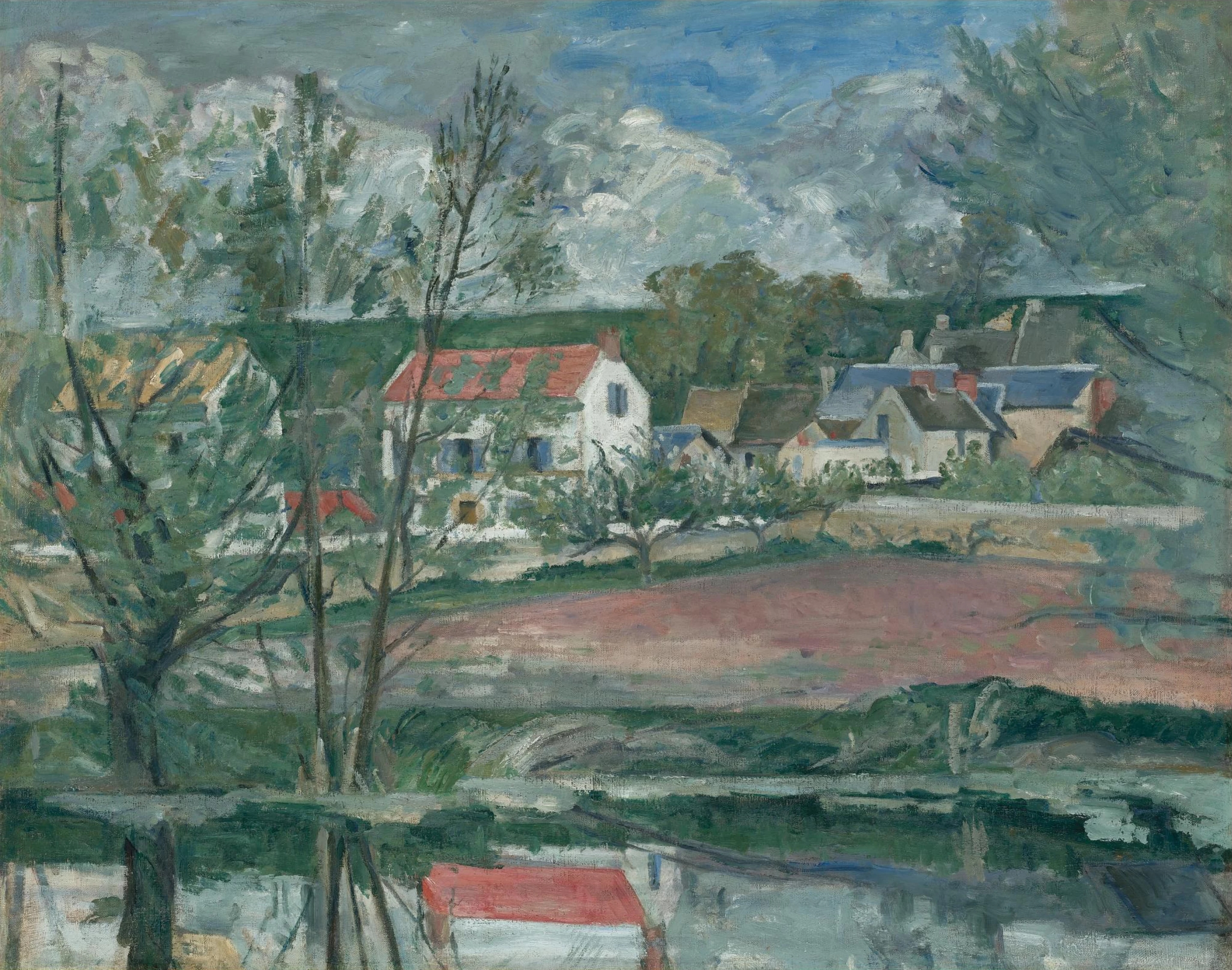
Paul Cézanne Im Tal der Oise
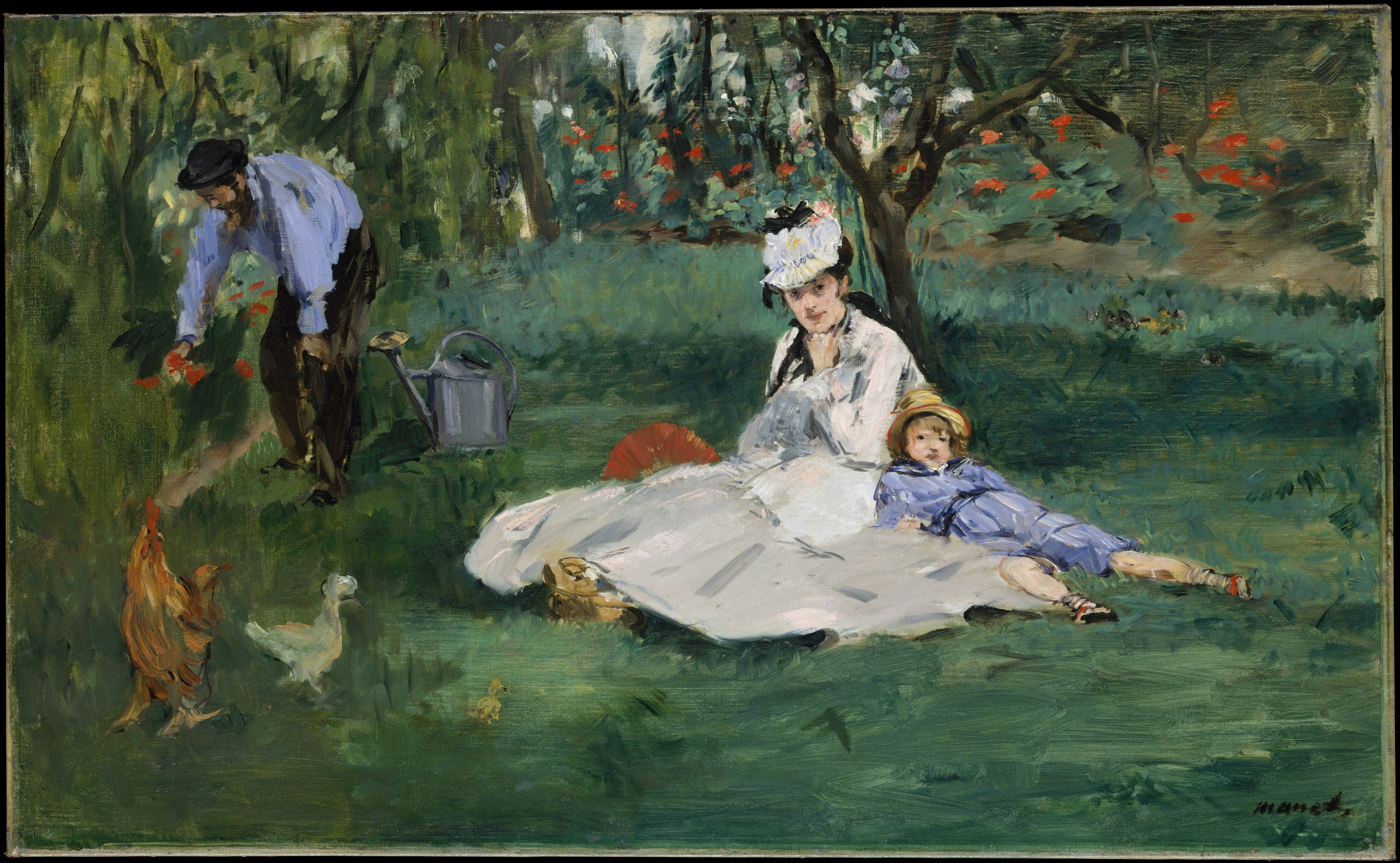
Édouard Manet Die Familie Monet im Garten
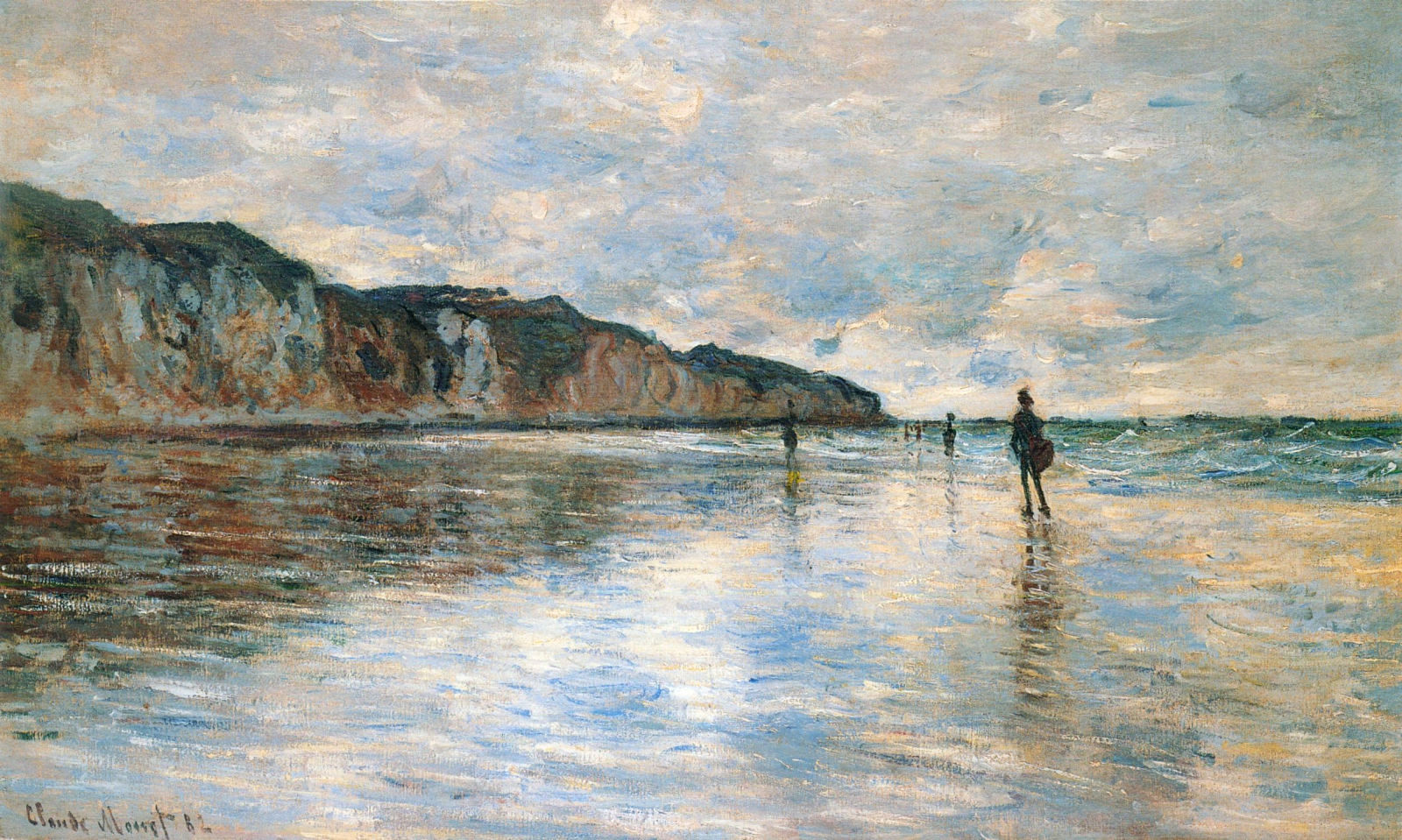
Claude Monet Ebbe bei Pourville
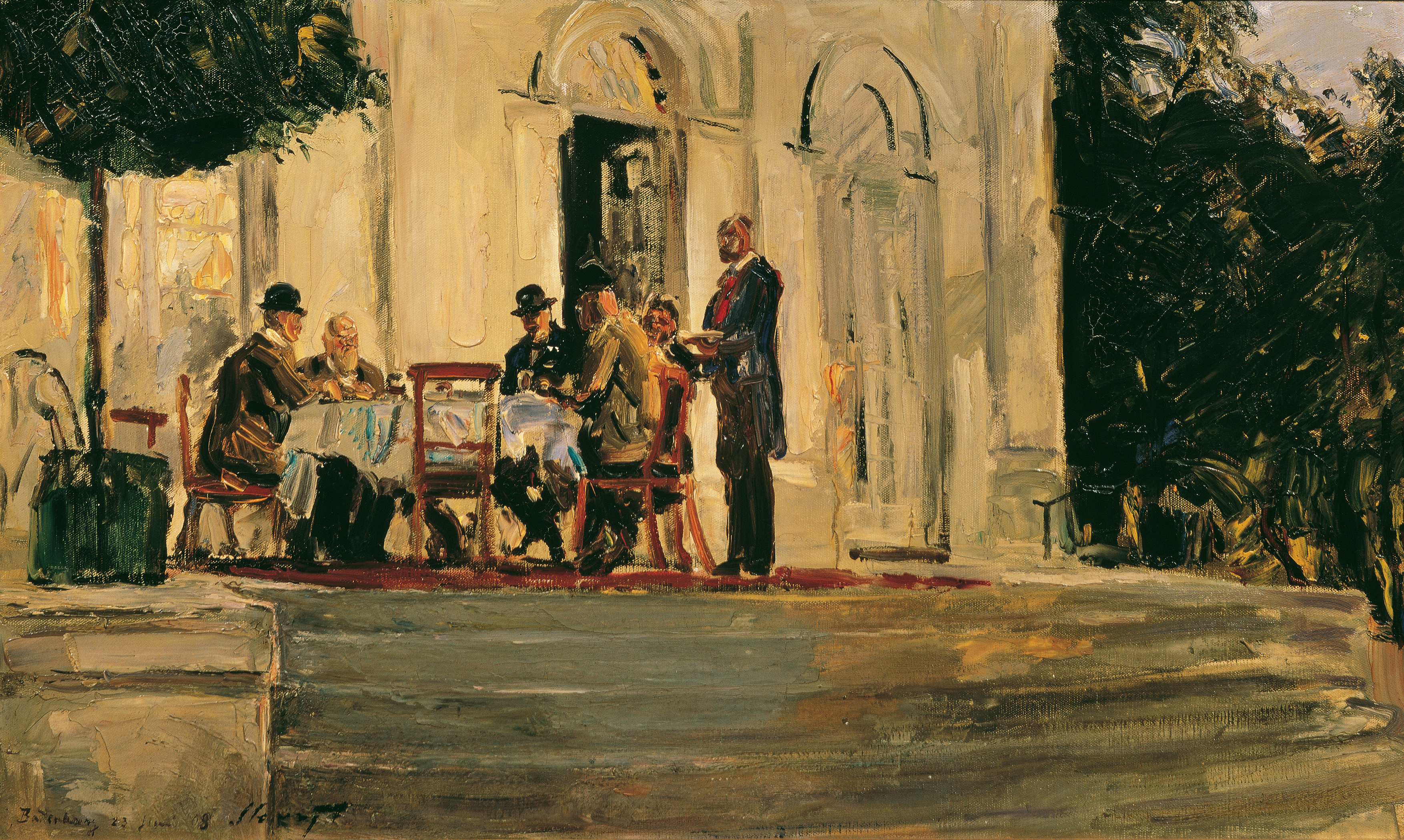
Max Slevogt Souper in Nymphenburg
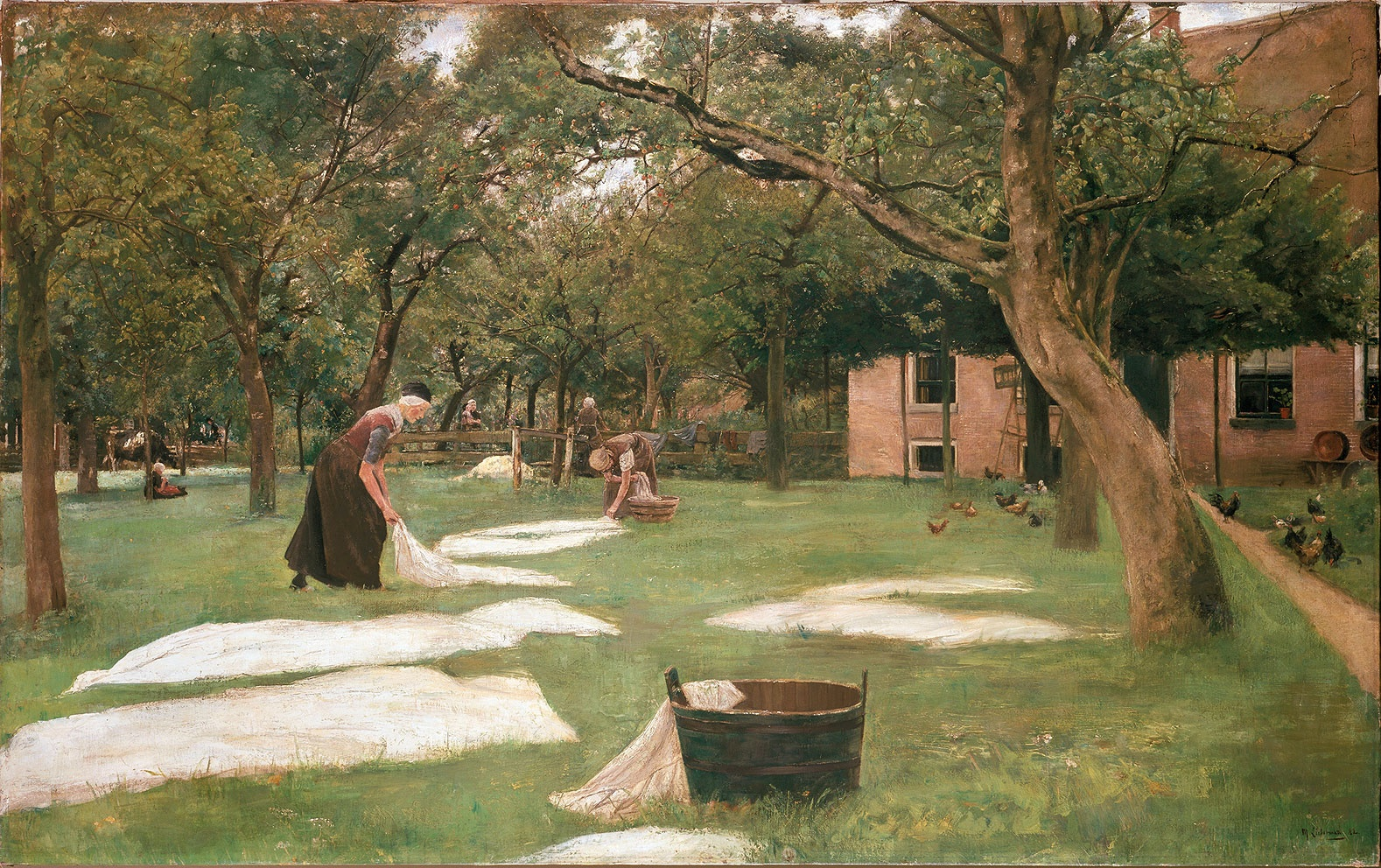
Max Liebermann Die Rasenbleiche
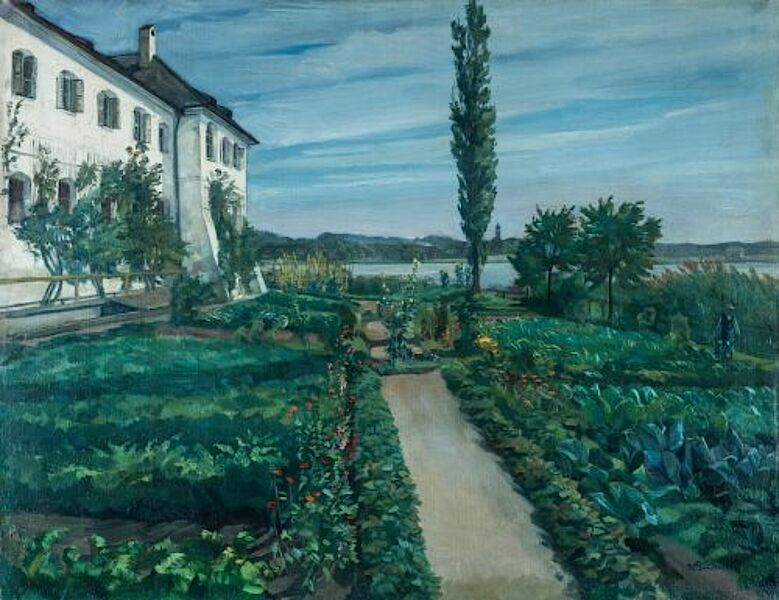
Wilhelm Trübner Kloster Seeon

Die Nordwand dominierte das großformatige Abendmahl von Fritz von Uhde, rechts begleitet von Jozef Israëls Am Meer und links von Walter Leistikows Märkischer Waldsee.

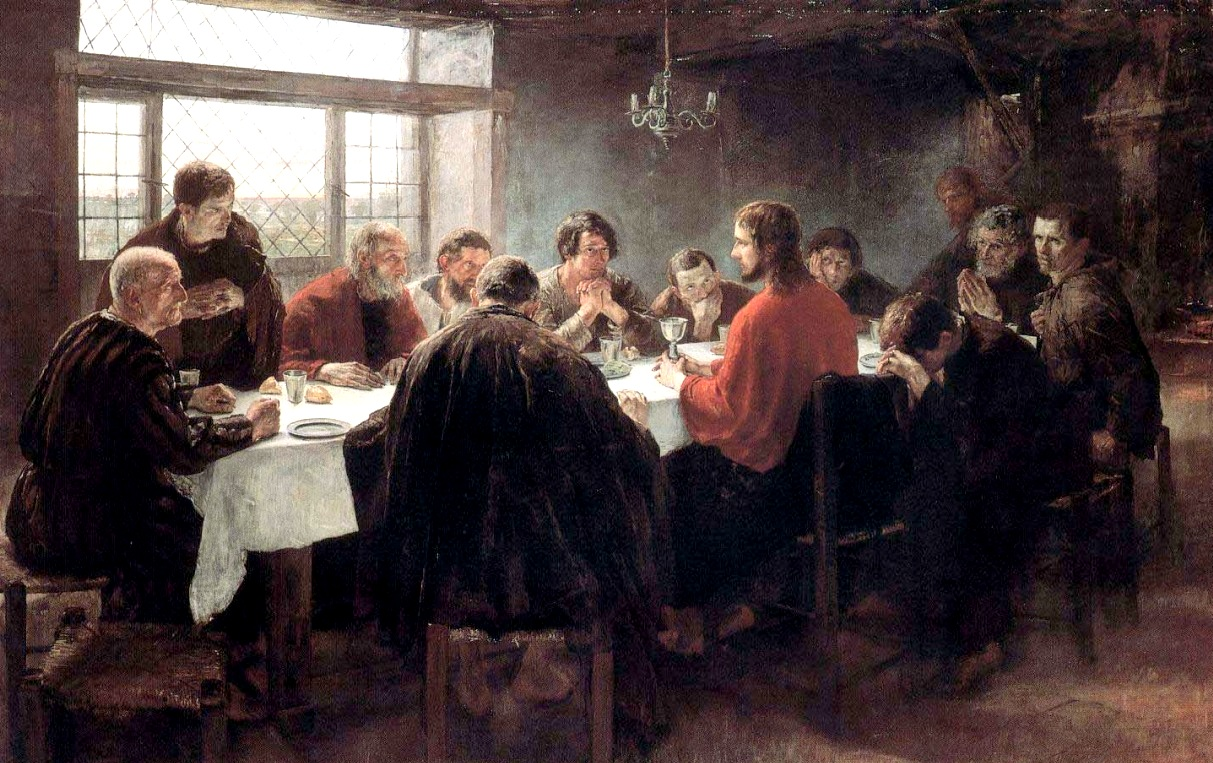
Fritz von Uhde Abendmahl

### Gesellschafts- und Privaträume
Für die in den Gesellschafts- und Privaträumen aufgehängten Bilder fehlt eine photographische Dokumentation. Anhand des Sammlungsinventars lassen sich aber einige Bilder einzelnen Räumen zuordnen. Dabei nahm das Bildprogramm teils Bezug zur Funktion des jeweiligen Raumes. In der Eingangshalle hingen Ludwig von Hofmanns Mädchen und Knabe sowie Max Slevogts Dame in Blau. Den Salon schmückten am Anfang der 1890er Jahre unter Wilhelm von Bodes Einfluss erworbene Bilder der Niederländischen Malerei des 17. und 18. Jahrhunderts wie Arent de Geldery Brustbild einer jungen Frau, Jean-Baptiste Greuzes Die Bittende, Jean-Marc Nattiers Le Marquise de Roquelaine, Philips Wouwermans Berittene Soldaten vor einem Marketenderzelt oder Jan van Goyens Fährboot mit drei Kühen und neun Passagieren. Im anstoßenden Schreibzimmer nach der Straße, dem umgenutzten Zimmer der Dame, hingen Max Liebermanns Bauer in den Dünen und Die Blumenterrasse im Wannseegarten nach Nordosten mit Arnold Böcklins Signora Clara. In den beiden Herrenzimmern Eduard Arnholds überwogen Gemälde mit besinnlichen, schwermütige Motiven, mit Ferdinand Hodlers Geistlicher im Hof des Genfer Collège und Ahasver, Ernst Opplers Kinderspiele am Strand von Ostende, Emil Orlik Gelbes Haus, Francis Picabias Kanal von Montigny, Ricardo de los Ríos Landschaft mit Rindern, Waldemar Röslers Sommerlandschaft, Ludwig Knaus’ In Gedanken an bessere Tage, Franz von Lenbachs Selbstbildnis und Camille Pissarros Cricket Match, Bedford Park. Eine Marmorbüste von August Kraus porträtierte die Hausherrin Johanna Arnhold.

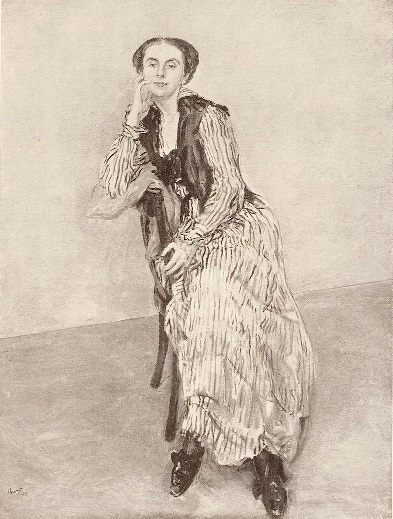
Eingangshalle – Max Slevogt Dame in Blau (Bildnis Frau Kerler)
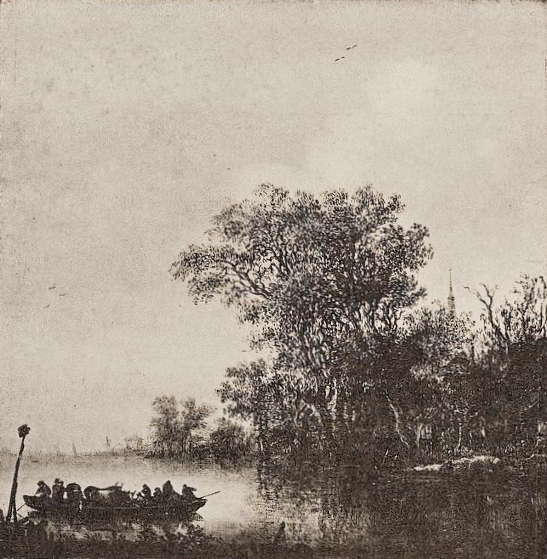
Salon – Jan van Goyen Fährboot mit drei Kühen und neun Passagieren
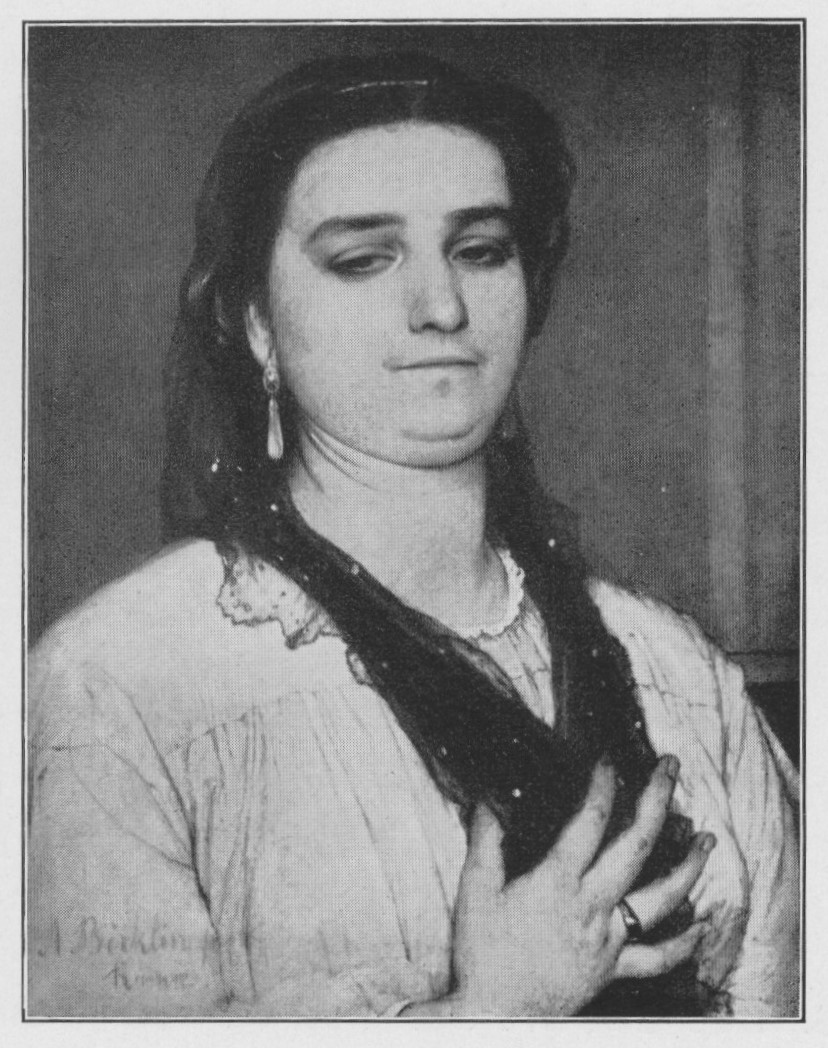
Schreibzimmer – Arnold Böcklin Signora Clara
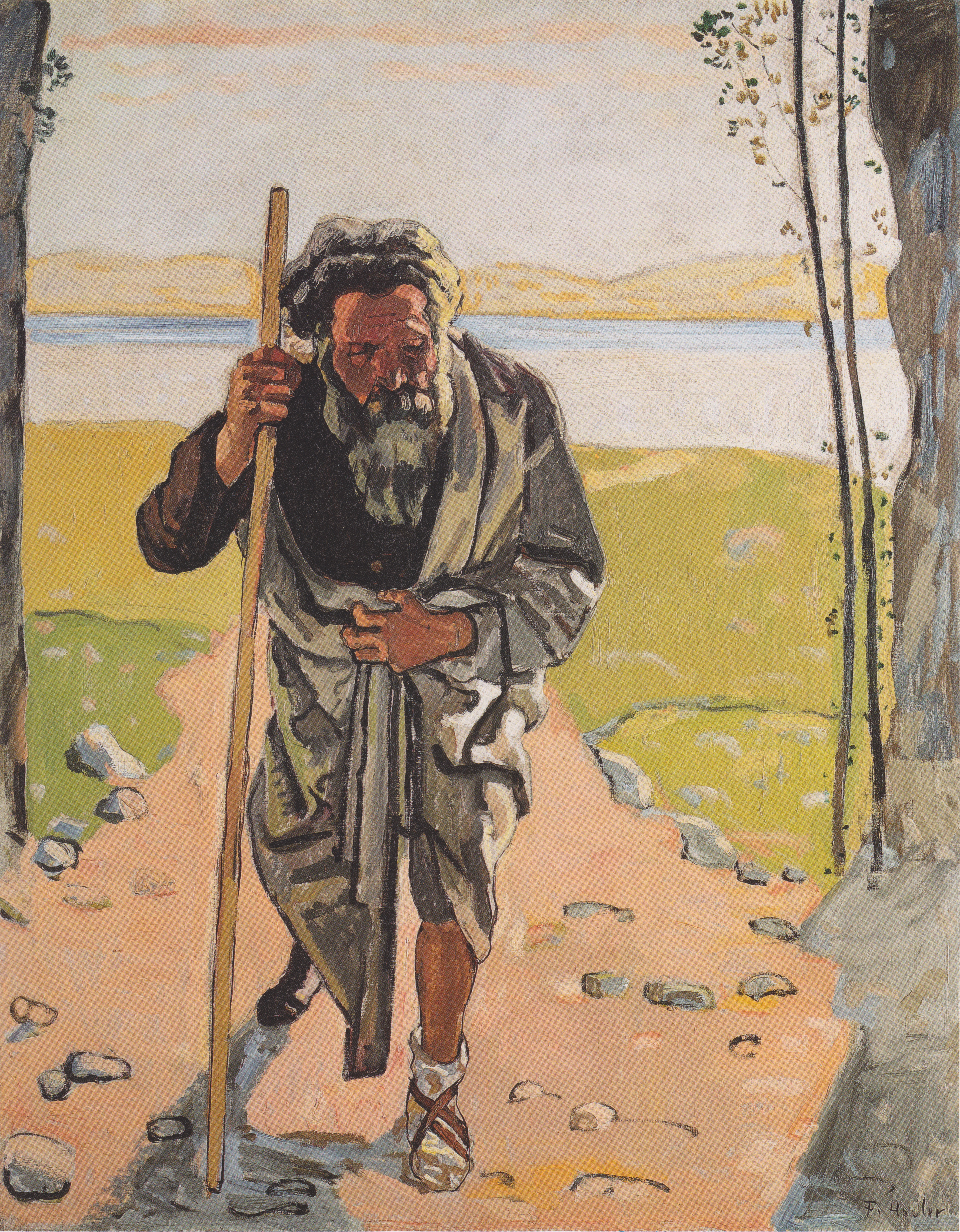
Herrenzimmer I – Ferdinand Hodler Ahasver
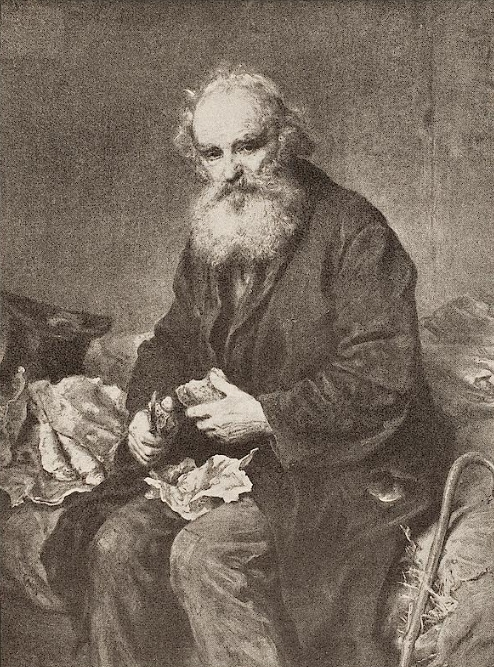
Herrenzimmer II – Ludwig Knaus In Gedanken an bessere Tage
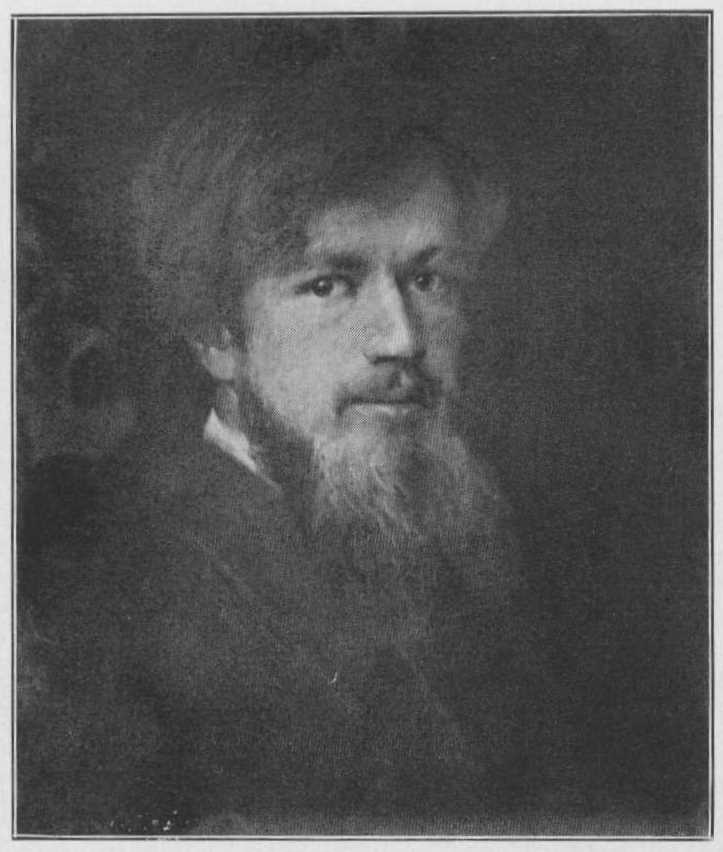
Herrenzimmer I – Franz von Lenbach Selbstbildnis
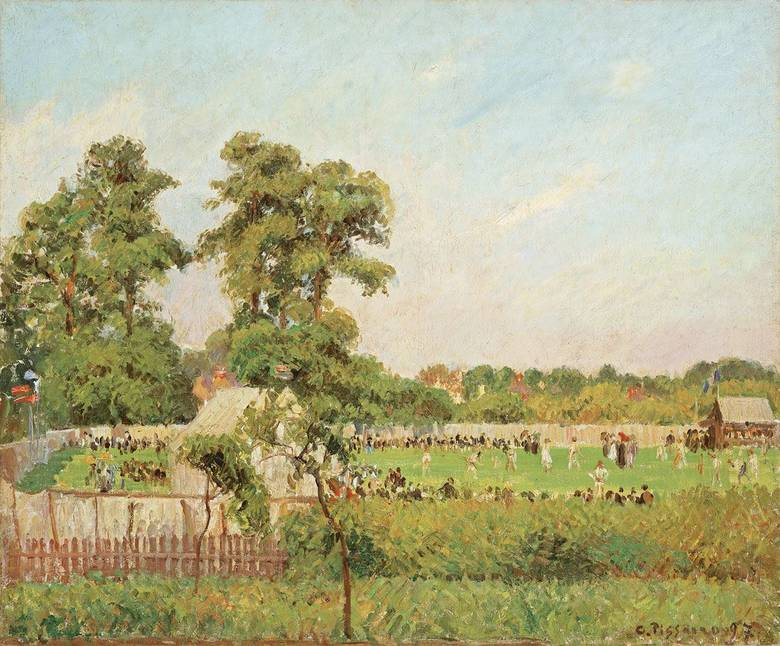
Herrenzimmer II – Camille Pissarro Cricket Match, Bedford Park

Passend zum Thema zeigten die Bilder im Speisesaal Jagd- und Küchenbilder sowie Stillleben, darunter Jan Fyts Jagdbeute, Lovis Corinths Küchenstillleben, Willem Claeszoon Hedas Stillleben mit Metallgefäßen und ein Stillleben von Antoine Vollon. Das angrenzende Billardzimmer, nun genutzt als Frühstücks- und Teezimmer bot heitere Motive, Charles Cottets Bildnis einer jungen Dame mit weißem Strohhut, Max Liebermanns Strandbild Noordwijk und Tennisspieler am Meer, Emil Orliks Rotes Haus im Park, Max Slevogts Blumenstillleben – Amaryllis, Nelken und weißer Flieder, Carl Steffecks Stehender Mops, Hans Thomas Am Oberrhein bei Säckingen, Lesser Urys Sanssouci, Peder Severin Krøyers Bildnis des Holger Drachmann, Arnold Böcklins Triptychon, Giovanni Boldinis Die Malerin Ruth Sterling bei der Arbeit, Lovis Corinths Porträt des Malers Bublitz und Anders Zorns Bildnis des Eduard Arnhold.

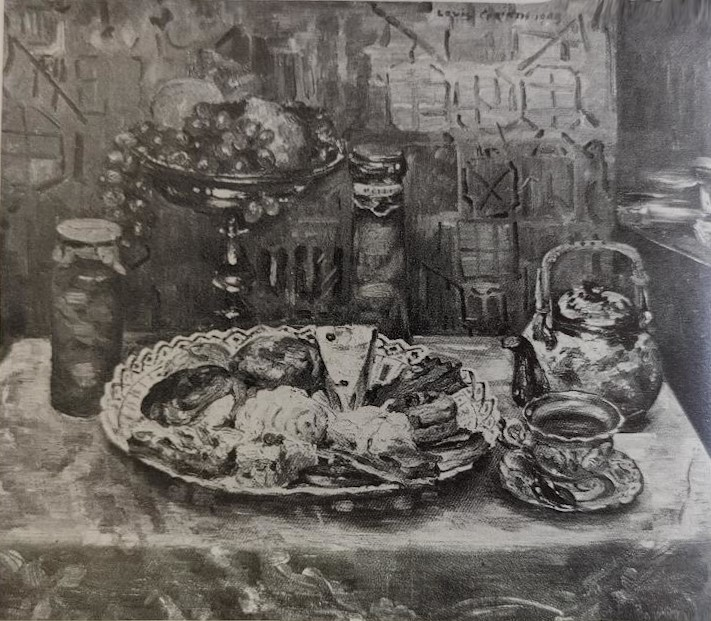
Frühstückszimmer – Küchenstillleben
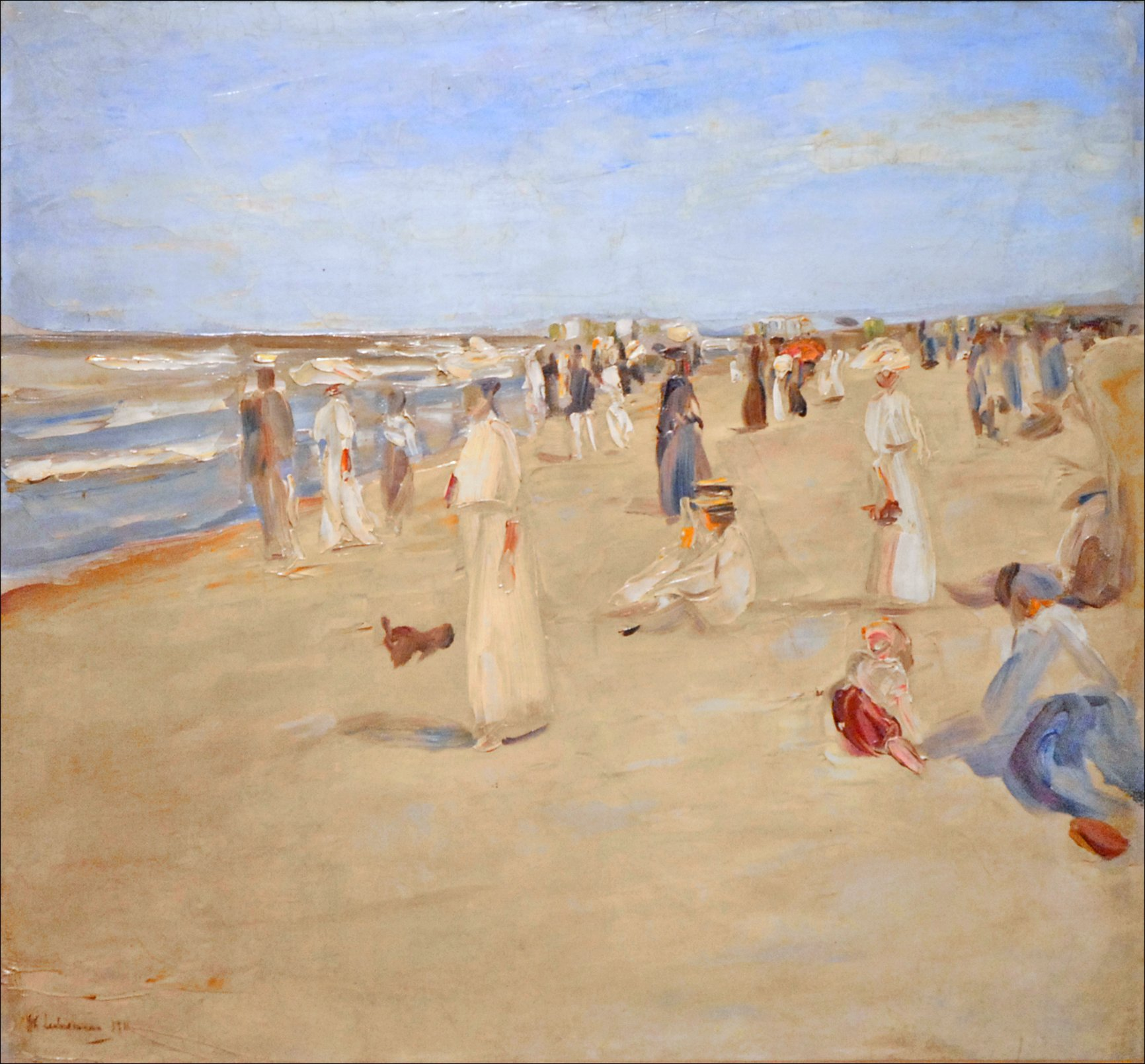
Frühstückszimmer – Max Liebermann Strandbild Noordwijk
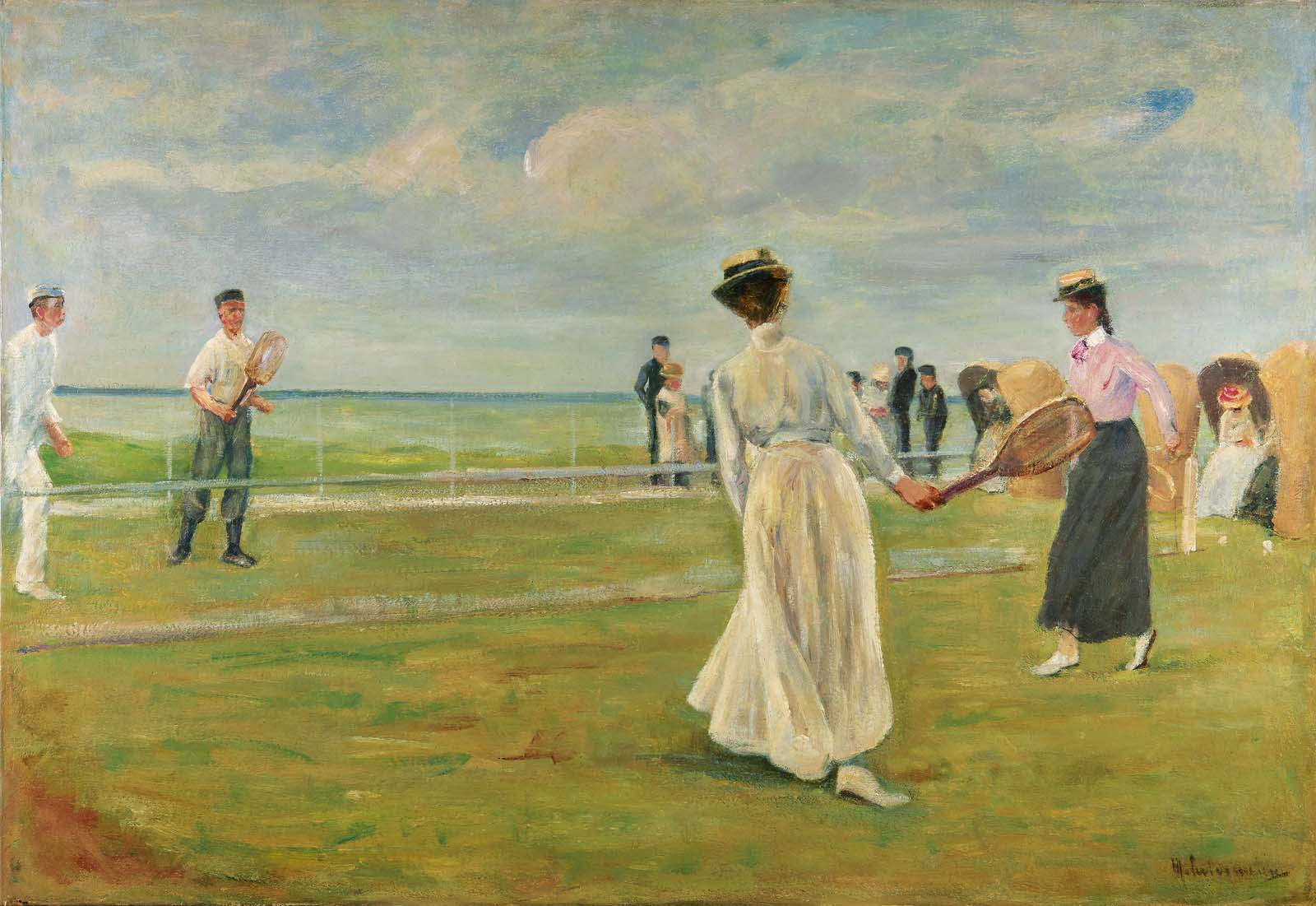
Frühstückszimmer – Max Liebermann Tennisspieler am Meer
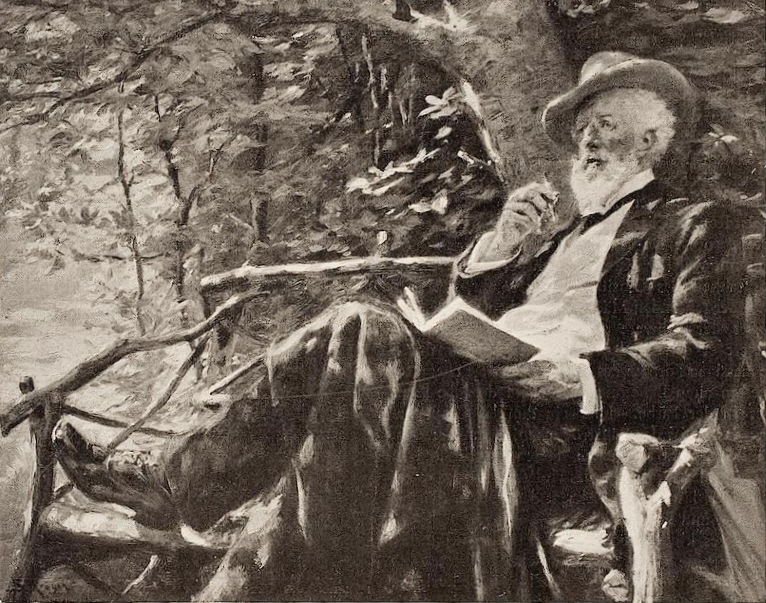
Frühstückszimmer – Peder Severin Krøyer Bildnis des Holger Drachmann
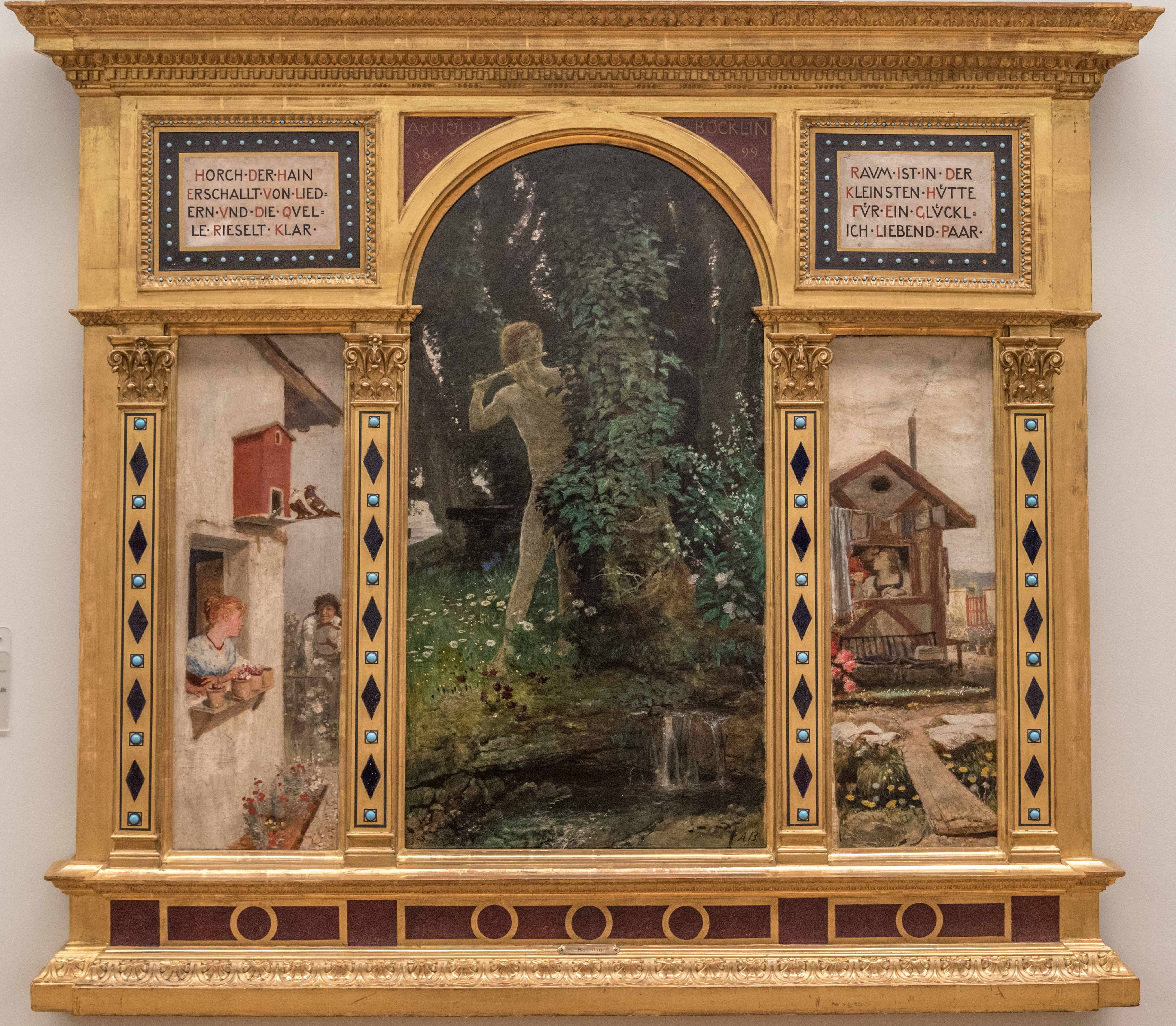
Frühstückszimmer – Arnold Böcklin Triptychon
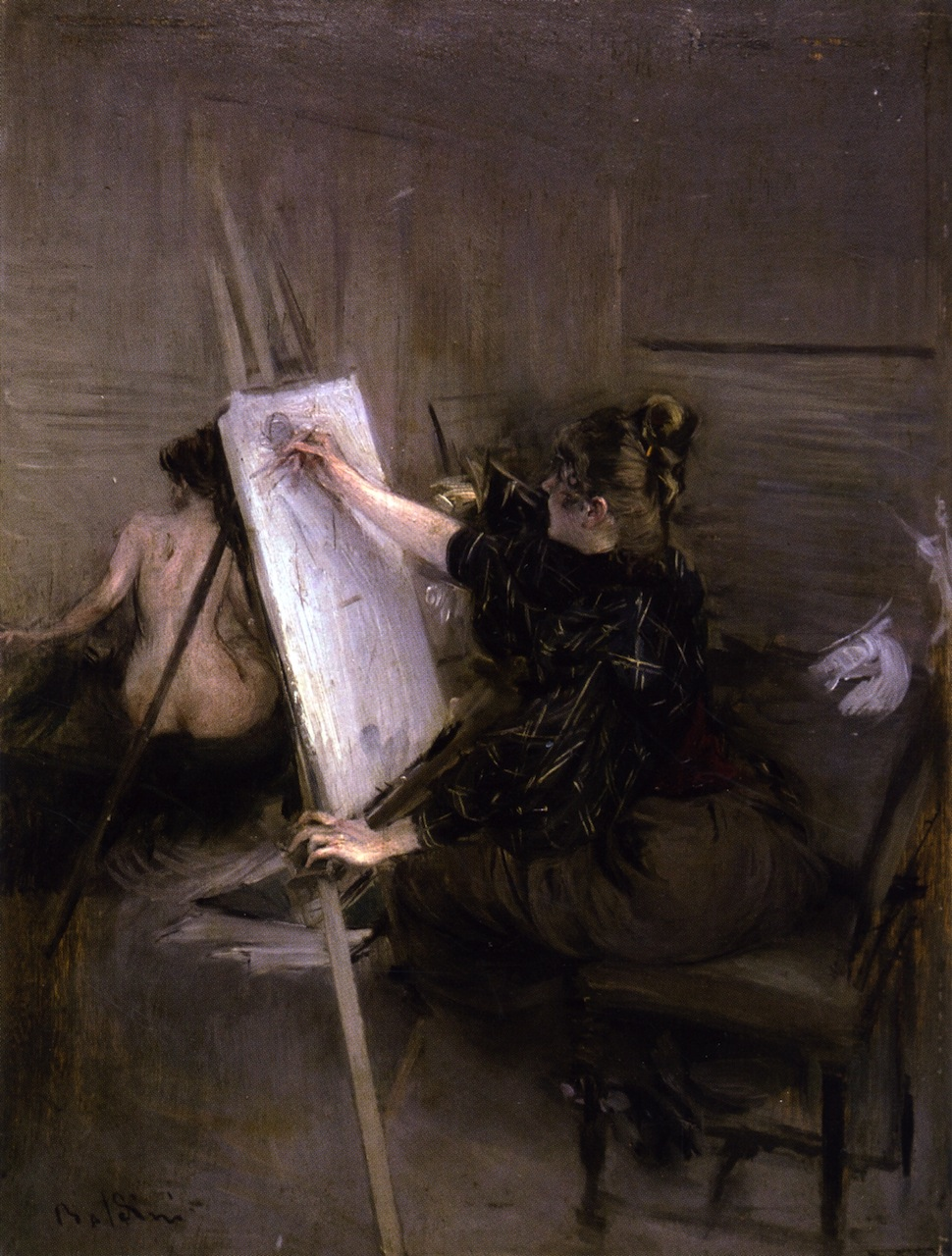
Frühstückszimmer – Giovanni Boldini Die Malerin Ruth Sterling bei der Arbeit
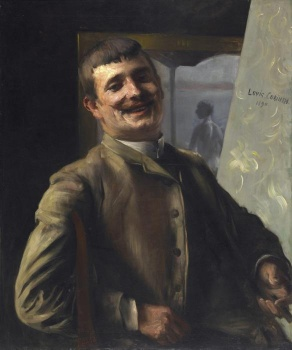
Frühstückszimmer – Lovis Corinth Porträt des Malers Bublitz
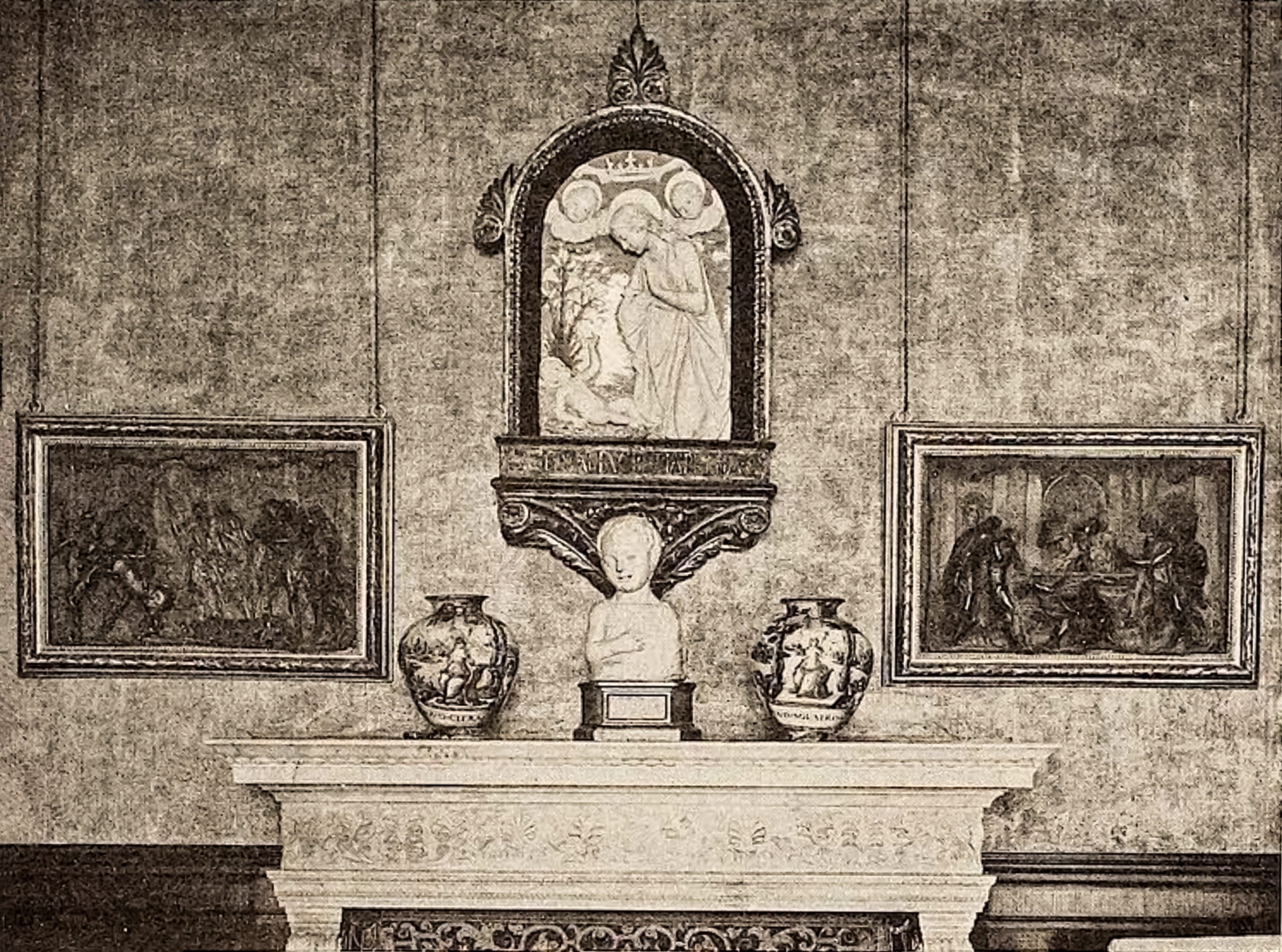
Gesellschaftsräume – zwei Bronzereliefs von Francesco Bertos: Heiliger Daniel von Padua vom Pferd geschliffen vor den Römern und Martyrium des heiligen Daniel von Padua

Auch die privaten Wohnräume im zweiten Obergeschoss waren mit Bildern ausgestattet. In Johanna Arnholds Boudoir hingen Émile Auguste Carolus-Durans Fantasie, Eduard von Gebhardt Das kranke Kind, Eugène Isabeys Messe und Schlacht bei Trafalgar, Fritz von Uhdes Gang nach Emmaus, Joshua Reynolds Bildnis des Sir Abraham Hume, Franz von Stucks Spielende Faune und Bruno Liljefors Dompfaffen im Schnee. Im Schlafzimmer sind zwei Werke von Anselm Feuerbach bekannt, Hafis als Bettler und Mädchenkopf.

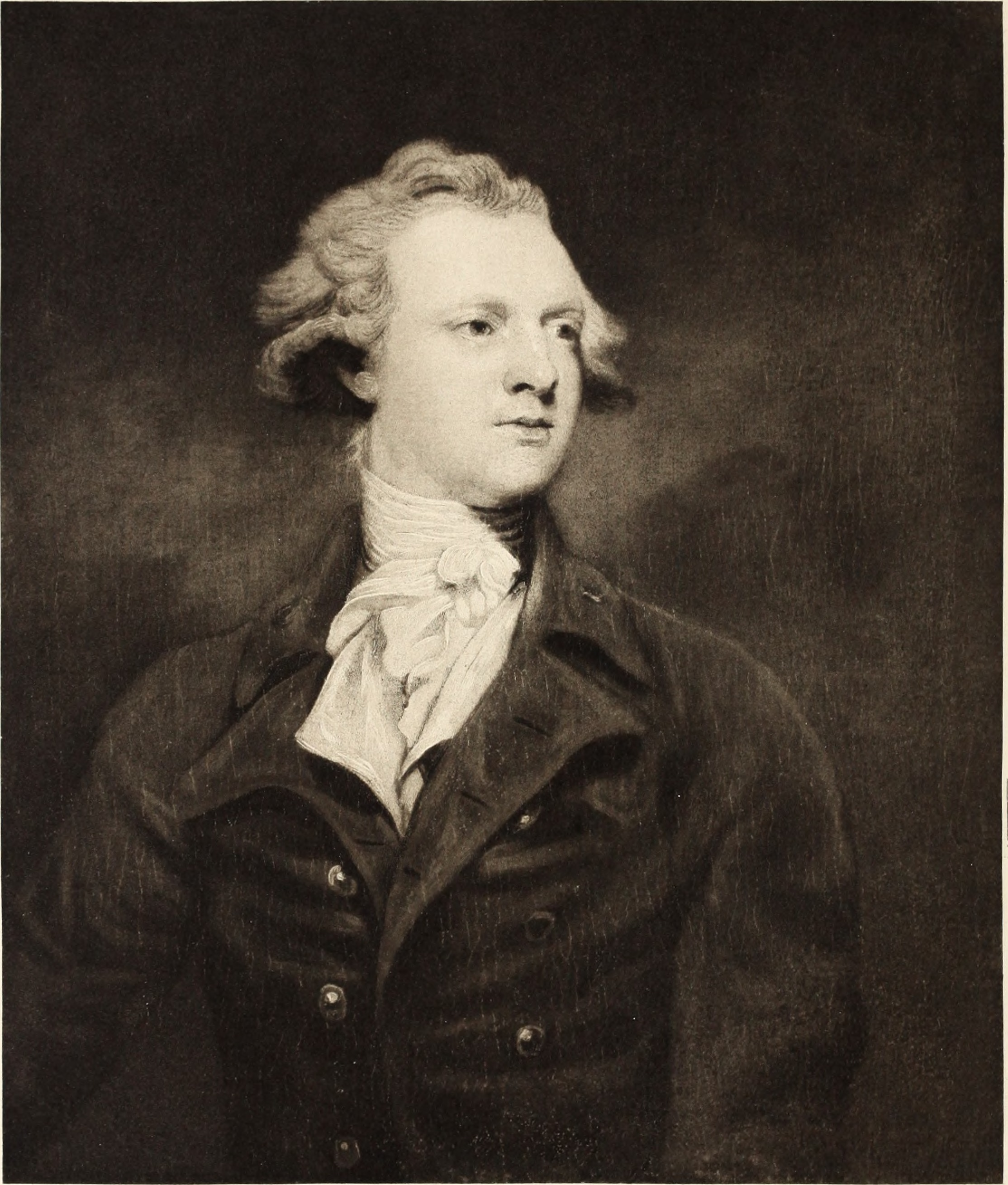
Boudoir – Joshua Reynolds Bildnis des Sir Abraham Hume
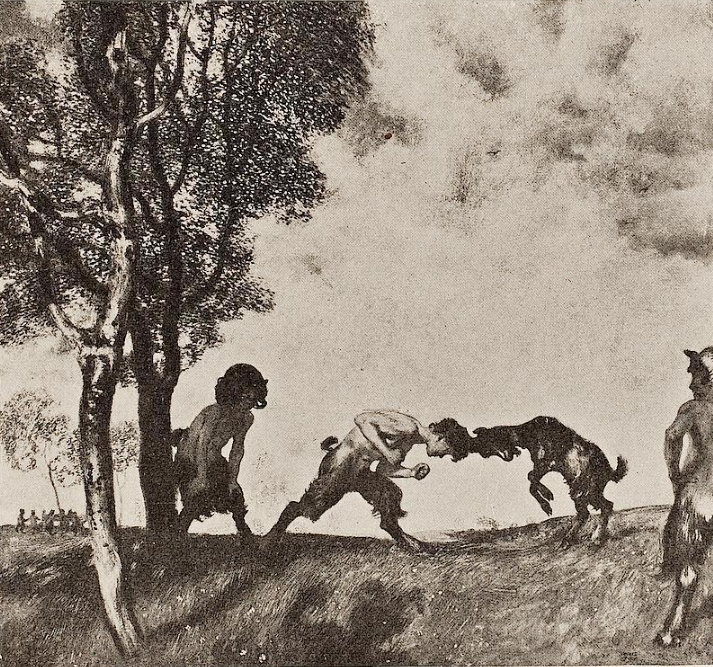
Boudoir – Franz von Stuck Spielende Faune
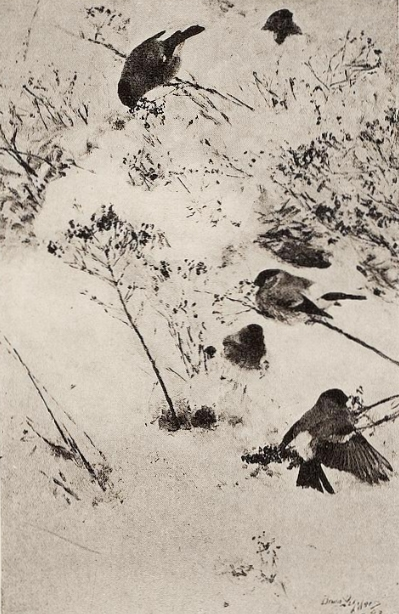
Boudoir – Bruno Liljefors Dompfaffen im Schnee
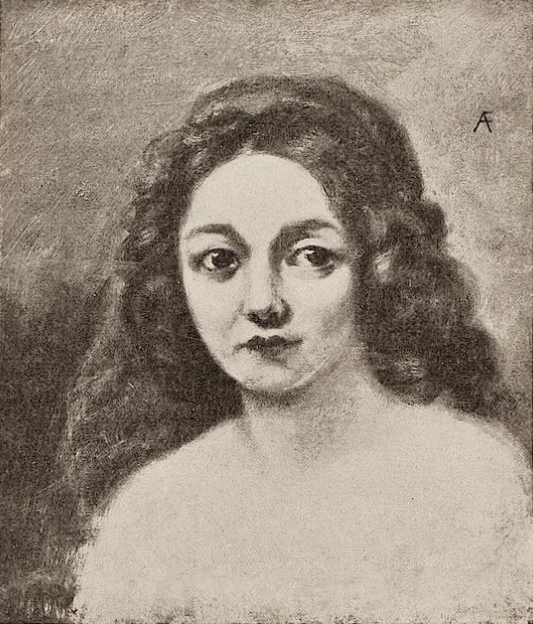
Schlafzimmer – Anselm Feuerbach Mädchenkopf

Ein spezieller Ort der Sammlung war der weitläufige Dachboden. Hier verwahrte Arnhold Werke, die er gekauft hatte, um die betreffenden Künstler zu unterstützen. Zu diesen Arbeiten zählten etwas Fritz Erlers Schützengraben, Abendsegen bei Herlies oder Kronprinz (Bei Étain), Im alten Palazzo von Dora Hitz, Konrad von Kardorffs Blick auf die Hohenzollernstraße und Im Garten, René Reinickes Künstlerball oder Wilhelm Zimmers In der Heimat.

## Zwangsverkauf und Zerstörung
Eduard Arnhold starb am 10. August 1925. Die private Abschiedsfeier im engeren Familien- und Freundeskreis fand auf seine Anordnung in den Sammlungsräumen statt, wo der Sarg mitten unter seinen Bildern aufgebahrt wurde.
Die Sammlung sollte ursprünglich nach dem Tod Arnolds und seiner Frau zu wesentlichen Teilen an die Berliner Nationalgalerie gehen. Im März 1925 änderte Eduard Arnhold diese Bestimmung dahingehend, dass seine Frau den gesamten Kunstbesitz erhalten sollte. Der Nationalgalerie vermachte er – vorbehältlich der Zustimmung seiner Frau – die vier bedeutendsten deutschen Bilder aus meinem Besitze – Leibls Dorfpolitiker, Böcklins Prometheus, Liebermanns Altmännerhaus und Thomas Geschwister. Johanna Arnhold dagegen wollte die Sammlung als Ganzes erhalten und erreichte die Anerkennung der Sammlung als halböffentliche Studiensammlung. Mit einem Ausweis ausgestellt vom Kultusministerium, dem Direktor der Nationalgalerie oder dem Generaldirektor der Staatlichen Museen konnten Besucher die Sammlung Arnhold in der Regentenstraße weiterhin besuchen.
Auch das Haus ging an seine Frau Johanna. Else Arnhold, die Adoptivtochter der Arnolds, hatte 1901 Erich Kunheim (1872–1921), Erbe der Chemischen Fabrik Kunheim & Co., geheiratet. Zu den Enkelkindern Hugo Eduard (190–1986), Arnold Ernst (1904–1974) und Erika (1905–1986) hatten die Arnholds ein enges Verhältnis. Das Berliner Adressbuch verzeichnet 1926 die Enkel Erika, unterdessen verheiratet mit Herbert Gericke, und Hugo als Mitbewohner an der Regentenstraße. 1929 starb die Witwe Johanna Arnhold. Adoptivtochter Else Arnhold hatte nach dem frühen Tod von Erich Kunheim 1921 bereits 1922 den Opernsänger Carl Clewing geheiratet. In ihrem Testament hatte Johanna Arnhold Vorkehrungen getroffen, dass nur ihre Enkelkinder aus der ersten Ehe erbberechtigt und der Enkelsohn aus zweiter Ehe ausgeschlossen werden sollte. Die Villa ging an die Arnholdschen Erben und wurde in den nächsten Jahren weiterhin von den Enkeln bewohnt. Ab 1932 waren es nur noch Herbert und Arnold Kunheim, nachdem die Gerickes einen Neubau auf dem Grundstück der abgebrochenen Villa Eduard Arnholds Am Großen Wannsee 4A bezogen hatte.
Nach der Machtergreifung der Nationalsozialisten waren die Erben Arnholds als Nichtjuden nicht direkter Verfolgung ausgesetzt, erlebten aber die Anstrengungen der neuen Machthaber, die Erinnerung an die kulturellen Leistungen der deutschen Juden auszulöschen. Das Amtsblatt der Stadt Berlin publizierte am 5. November 1935 die Umbenennung der Regentenstraße in Großadmiral-Prinz-Heinrich-Straße, dabei erhielt das Haus neu die Nummer 13. Dies war erst der Anfang der durch die Nationalsozialisten geplanten städtebaulichen Umgestaltung Berlins zur Welthauptstadt Germania. Das Gesetz über die Neugestaltung deutscher Städte vom 4. Oktober 1937 und die Verordnung zur Neugestaltung der Reichshauptstadt Berlin vom 5. November 1937 bildeten die juristische Grundlage dazu. Die darauf basierende Dreizehnte Anordnung zur Neugestaltung der Reichshauptstadt Berlin definierte im östlichen Tiergartenviertel einen von der Umgestaltung betroffenen Bereich im Sinne von Paragraph 1 Absatz 2 dieses Gesetzes. Nach Abbruch der bestehenden Gebäude sollte hier der von Wilhelm Kreis entworfene Gebäudekomplex für das Oberkommando des Heeres entstehen. Die Eigentümer waren gezwungen, ihre Grundstücke – meist zu einem zu niedrigen Preis – dem Staat zu verkaufen.
Der Zwangsverkauf durch die Arnholdschen Erben erfolgte Ende September 1938, die Räumung des Hauses inklusive der Sammlung sollte bis Anfang April 1939 erfolgen. Schenkungen an Berliner Museen oder eine Neuaufstellung an einem anderen Ort stellten angesichts der neuen Umstände für die Erben keine Möglichkeit dar. So teilten die Erben die Sammlung untereinander auf und ließen sie in Banksafes und Tresoren einlagern, unter anderem auch in Tresor der Schweizerischen Botschaft in Berlin. Im Haus quartierte sich die Bauleitung für das Oberkommando des Heeres ein. Der Beginn des Zweiten Weltkriegs im September 1939 stoppte das Bauprojekt und verhinderte vorerst den Abbruch. Ein Bombenangriff im Februar 1945 zerstörte das Hauptgebäude weitgehend.
1945 wurde die Großadmiral-Prinz-Heinrich-Straße unter Beibehaltung der Hausnummern erneut umbenannt und erhielt den Namen Hitzigallee. Das Verwaltungsamt für ehemaligen Reichsgrundsbesitz kümmerte sich nun um das Grundstück und gab im Oktober 1952 den Auftrag zur Trümmerbeseitigung. Das Nebengebäude an der Brandmauer zur ebenfalls nur wenig kriegsbeschädigten Villa Parey war zu dieser Zeit noch bewohnt. 1964 wurden die letzten Ruinen gesprengt und die Trümmer beseitigt. Nächster Eigentümer war das Land Berlin, das die Parzellen den Staatlichen Museen zum Eigentum übertrug. Am 29. November 1982 wurde der nördliche Teil der Hitzigallee zugunsten von Bauland eingezogen. Das Grundstück ist heute mit seinen Nachbarparzellen und der ehemaligen nördlichen Regentenstraße bebaut mit der 1998 eröffneten Gemäldegalerie.